# 2013年6月

## 6月1日
武裝衝突

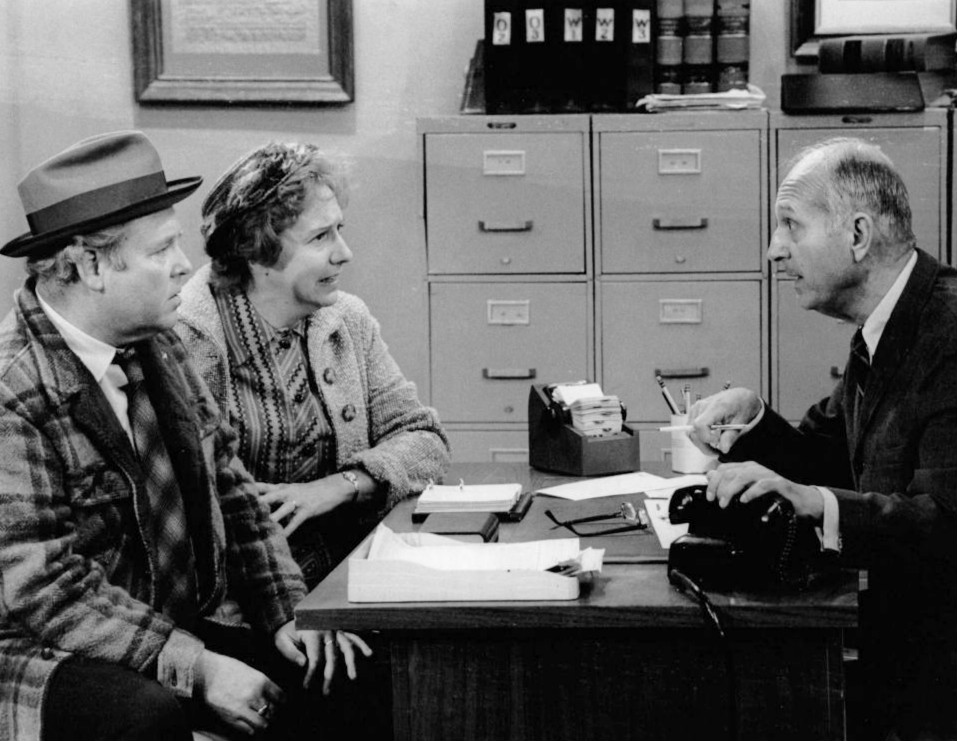
在電視劇《一家子》中演出的卡羅爾·奧康諾與珍·史塔波頓。

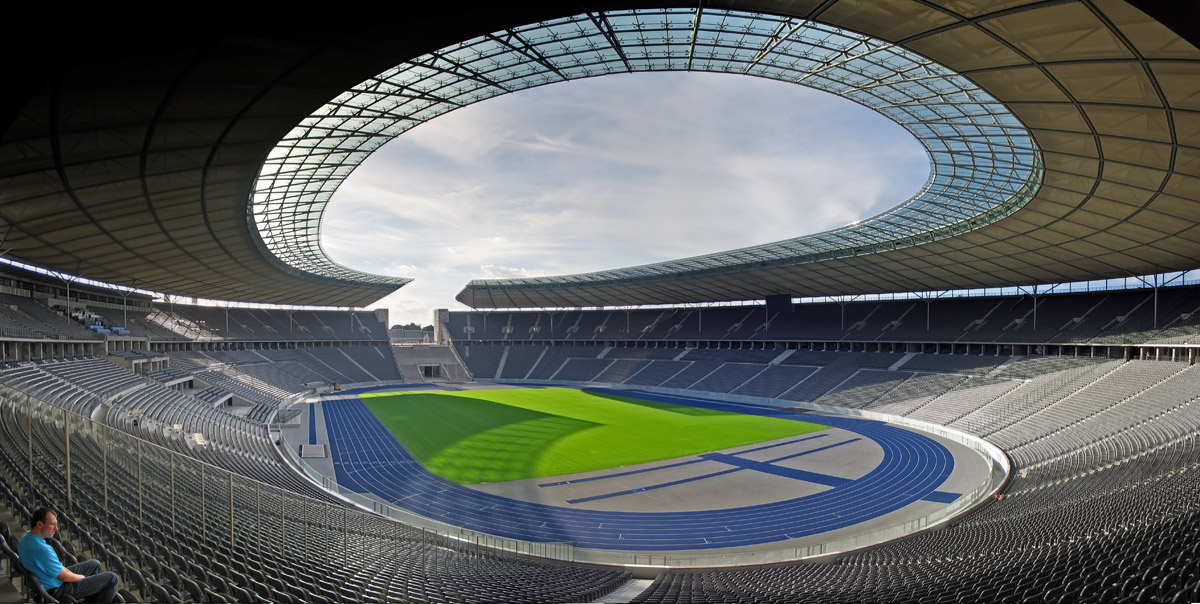
舉辦2012年-2013年德國足協盃決賽的柏林奧林匹克體育場。

- 兩架無人航空載具於葉門阿比揚省擊殺了至少7名疑似蓋達組織的武裝份子。路透社（页面存档备份，存于）
- 伊拉克政府表示已經發現蓋達組織使用化學武器的陰謀，並且認為可能該組織還企圖走私到歐洲和北美洲地區。BBC新聞（页面存档备份，存于）
- 聯合國所提出的死亡人數報告顯示有超過1,000名伊拉克人因為暴力襲擊死亡，這也是自2008年以來伊拉克全國死亡人數最多的一個月。美國之音
- 尼日一名囚犯殺害獄警而逃出監獄，但最後其越獄計畫仍宣告失敗。《紐約時報（页面存档备份，存于）》

藝術文化
- 美國女演員珍·史塔波頓逝世，享年90歲。路透社（页面存档备份，存于）
- 馬特·史密斯宣布將在2013年以後離開《超時空博士》的製作團隊。《洛杉磯時報（页面存档备份，存于）》
- 寶萊塢電影《青春不忌少年狂》於印度首映當天成功賺得19.45克若的印度盧比收入，這也是2013年以來最高的票房紀錄。NDTV（页面存档备份，存于）

災害事故
- 因為5月31日襲擊奧克拉荷馬市的龍捲風其死亡人數攀升至9人。News Limited（页面存档备份，存于）
- 菲律賓馬尼拉一棟公寓大樓發生爆炸並造成3人死亡。《雪梨晨鋒報（页面存档备份，存于）》
- 一架空中救護在加拿大安大略上空墜毀，飛機上2名機組人員與2名護理人員因而死亡。BBC新聞（页面存档备份，存于）

國際關係
- 美國要求中國重新審視1989年於天安門廣場上的抗議行動，但是遭到中國政府強硬回絕。BBC新聞（页面存档备份，存于）

法律犯罪
- 邁克爾·阿德博拉荷（Michael Adebolajo）因為在2013年伍爾維奇襲擊中涉嫌謀殺英國陸軍士兵李·里格比（Lee Rigby）而正式遭到起訴。天空新聞台（页面存档备份，存于）
- 俄羅斯政府所下令於國內絕大部分公共場所皆禁菸的法令正式生效。路透社（页面存档备份，存于）
- 海龜保育人士查路·穆拉·桑多瓦爾（英语：Death of Jairo Mora Sandoval）在哥斯大黎加海岸遭到盜獵者殺害。Tico Times

體育競賽
- 世界霸主 (马)（英语：Ruler of the World）贏得葉森打吡大賽冠軍，成為繼1981年同樣贏得冠軍的識價（英语：Shergar）的車士達銀瓶（英语：Chester Vase）級別賽馬。BBC體育（页面存档备份，存于）
- 拜仁慕尼黑足球會在決賽中以3比2擊敗斯圖加特足球俱樂部而贏得2012年-2013年德國足協盃（英语：2012–13 DFB-Pokal）冠軍，這也是德國第一支成為三冠王（先前還贏得2012年至2013年德國足球甲級聯賽與2012/13賽季歐洲冠軍聯賽之冠軍）的足球球隊。BBC體育（页面存档备份，存于）
- 國家籃球協會選手格蘭特·希爾正式宣布自籃球球場上退休。《今日美國（页面存档备份，存于）》
- 澳洲游泳總會（英语：Swimming Australia）主席巴克禮·奈特菲爾德（Barclay Nettlefold）因為對女同事發表不適當言論而宣布辭職。天空新聞台

## 6月2日
武裝衝突

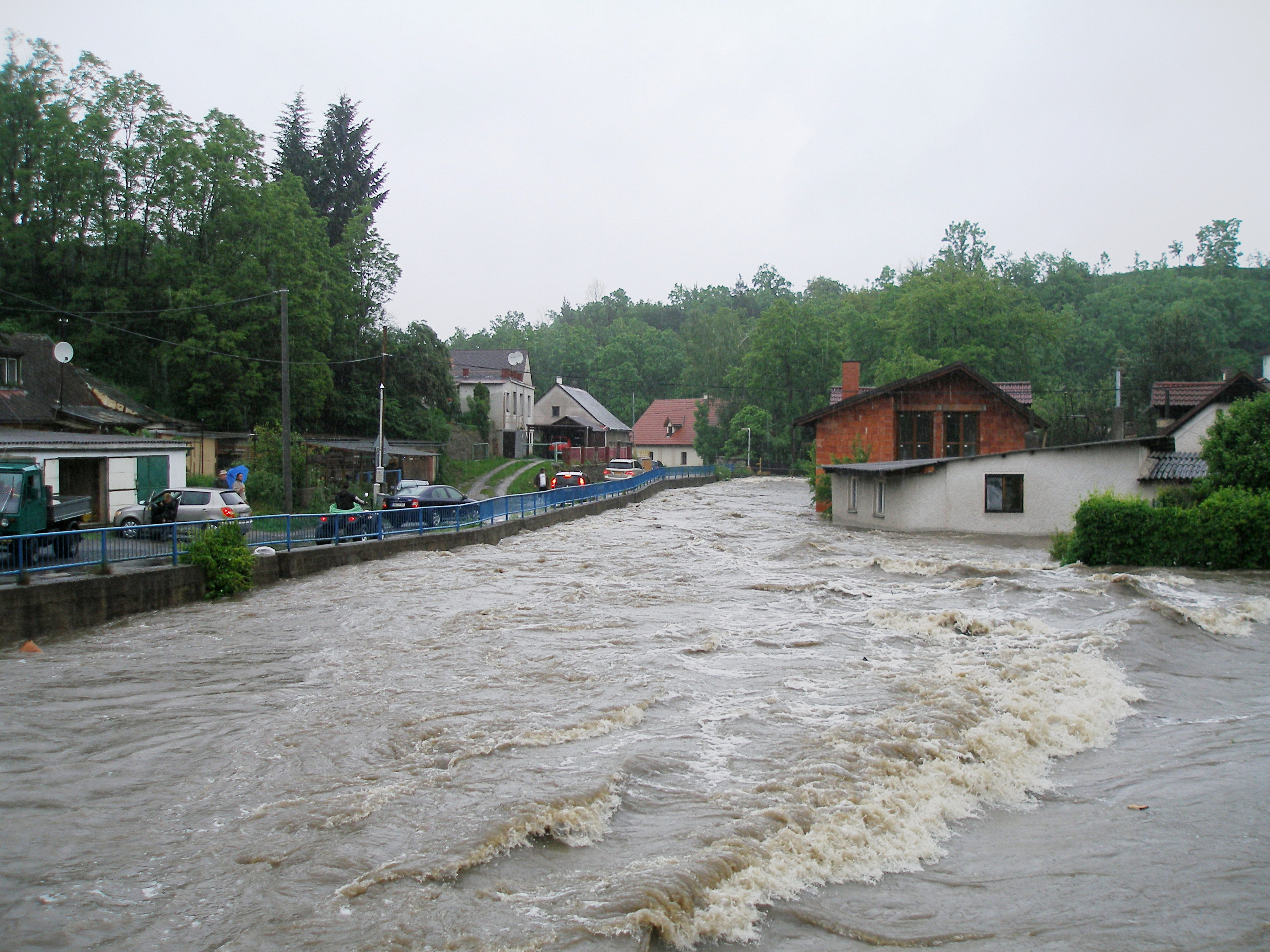
2013年歐洲洪水。

- 大馬士革郊區喬巴（英语：Jobar）的警察局附近發生汽車炸彈爆炸事件，造成至少8名安全人員以及平民受傷。有線電視新聞網（页面存档备份，存于）
- 塔利班武裝份子襲擊阿富汗東部的兩座檢查站並且殺害4名阿富汗國家警察（英语：Afghan National Police）成員。ABC News（页面存档备份，存于）

災害事故
- 臺灣南投縣仁愛鄉發生芮氏地震規模6.3的地震，造成4人死亡、3人重傷以及16人輕傷。為此臺灣鐵路管理局與台灣高速鐵路營運受到影響，台北捷運和高雄捷運則進行低速行駛。交通部中央氣象局、中央災害應變中心（页面存档备份，存于）、中央通訊社（页面存档备份，存于）、有線電視新聞網（页面存档备份，存于）
- 奧地利、德國、瑞士和捷克因為連日暴雨而出現洪水（英语：2013 European floods）。ABC News（页面存档备份，存于）
- 在伏爾塔瓦河快速上漲造成2人死亡並且威脅到捷克首都布拉格市中心後，捷克總理彼得·內恰斯宣布國家進入緊急狀態。路透社（页面存档备份，存于）
- 根據消息指出5月31日時有3名龍捲風實驗機構（英语：TWISTEX）專業調查成員在前往蒐集美國奧克拉荷馬州奧克拉荷馬市附近的龍捲風資料時喪生，其中包括有著名的追風人蒂姆·薩馬拉斯。天氣頻道、ABC News（页面存档备份，存于）、《華盛頓郵報（页面存档备份，存于）》、《洛杉磯時報（页面存档备份，存于）》
- 美國南加州發生大型野火，造成數百人必須立即撤離。《今日美國（页面存档备份，存于）》

政治選舉
- 英國工黨兩名議員否認如同指控所說藉由議員身分來換取不正當的金錢利益，而厄爾斯特聯盟黨的議員則在弊案指控爆發後辭去黨鞭一職。BBC新聞（页面存档备份，存于）
- 埃及最高憲法法院（英语：Supreme Constitutional Court of Egypt）宣布以埃及伊斯蘭主義人士為主的埃及議院（英语：Parliament of Egypt）與埃及制憲委員會（英语：Constituent Assembly of Egypt）為非法選出。福斯新聞頻道（页面存档备份，存于）
- 巴勒斯坦民族權力機構主席馬哈茂德·阿巴斯任名隸屬於法塔赫的拉米·哈馬德擔任巴勒斯坦總理一職。Ynetnews（页面存档备份，存于）、《世界報（页面存档备份，存于）》

科學技術
- 科學家新的研究發現即便是小塊的石墨烯仍然為世界上最為堅硬的物質。Science Recorder

體育競賽
- 印度板球總會（英语：Board of Control for Cricket in India）主席N·斯裏尼瓦桑（英语：N. Srinivasan）由於涉嫌參與2013年印度超級板球聯賽假球案（英语：2013 Indian Premier League spot-fixing case）而遭到警方調查。《雪梨晨鋒報（页面存档备份，存于）》
- 為了慶祝美國足球協會成立100周年而在華盛頓哥倫比亞特區的羅伯特·甘迺迪紀念體育場舉辦了足球熱身賽，最後美國國家足球隊以4比3贏過德國國家足球隊。ESPN（页面存档备份，存于）

## 6月3日
武裝衝突

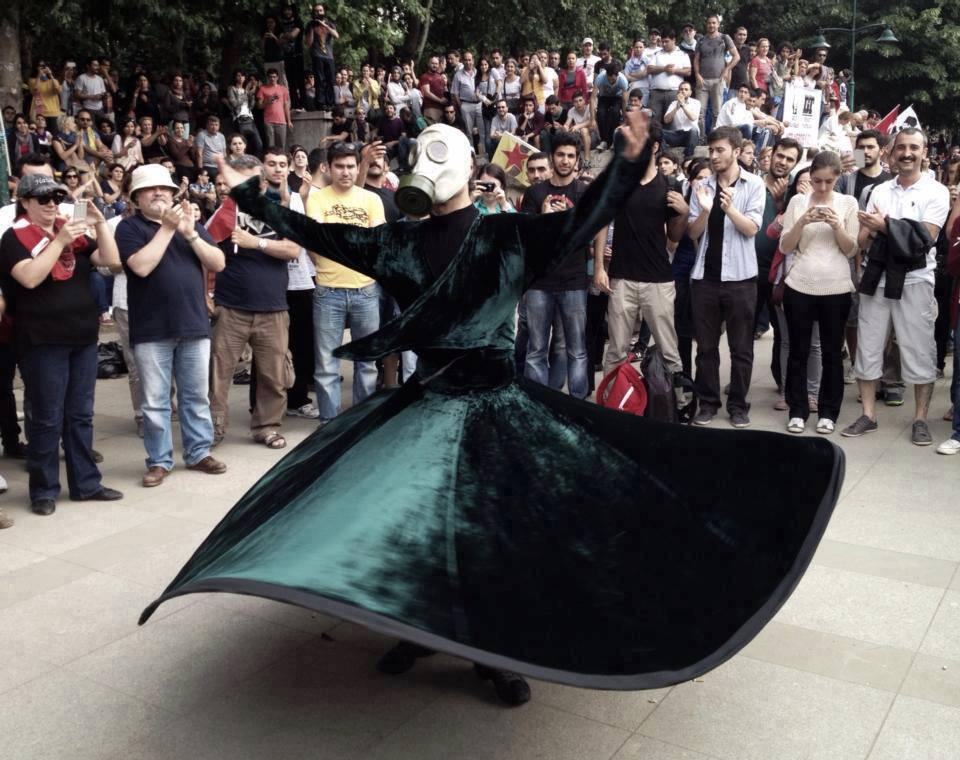
2013年土耳其反政府抗議運動。

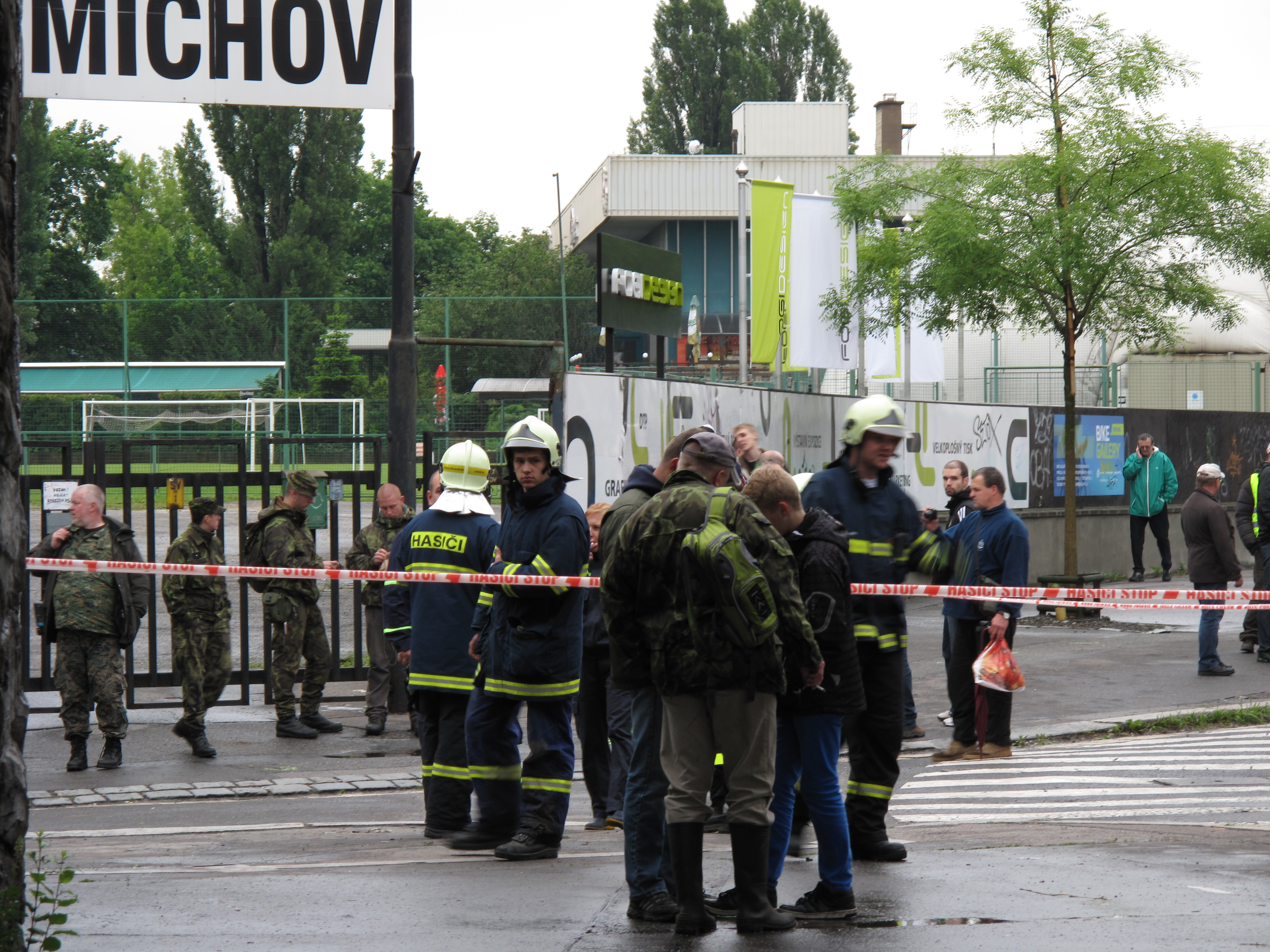
2013年歐洲洪水中動員的捷克救援團隊與軍事部隊。

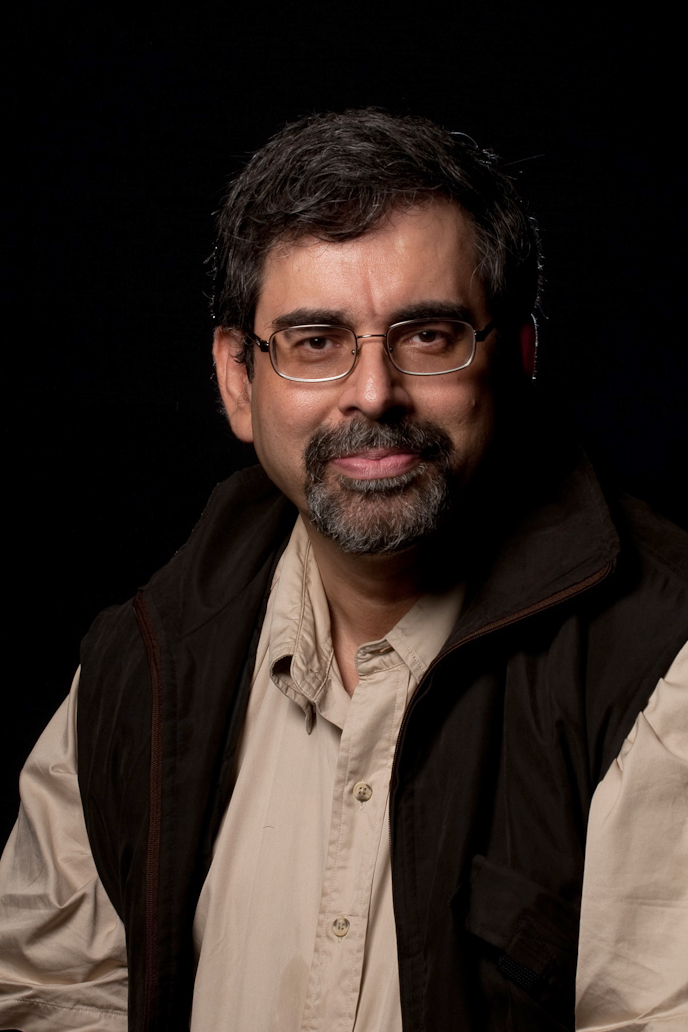
阿圖爾·屈尼絲。

- 土耳其防暴警察向聚集在伊斯坦堡與安卡拉並要求政府倒臺的抗議群眾施放催淚瓦斯。半島電視台（页面存档备份，存于）、今日俄羅斯（页面存档备份，存于）、自由歐洲電台（页面存档备份，存于）
- 土耳其醫生聯盟（The Turkish Doctors' Union）表示在塔克西姆加济公园已經有一人喪命。新華網（页面存档备份，存于）
- 土耳其政府部門員工工會決定展開為期2天的罷工行動以支持反政府示威運動。BBC新聞（页面存档备份，存于）
- 於2011年巴林反政府示威中公然反對政府的領導人分別被判處5年、10年和15年的有期徒刑。今日俄羅斯（页面存档备份，存于）、Gulf News（页面存档备份，存于）
- 阿富汗東部一起自殺攻擊造成至少20人死亡，其中包括10名兒童。《印度快報（页面存档备份，存于）》
- 以色列雅法發現了大約有200具屍體聚集在一起的萬人坑。半島電視台（页面存档备份，存于）

藝術文化
- 今日俄羅斯成為第一個在Youtube上擁有一億人次點擊的電視新聞頻道。焦點新聞外的俄羅斯（页面存档备份，存于）、今日俄羅斯（页面存档备份，存于）
- 年僅25歲的寶萊塢女星吉雅·罕自殺身亡。《India Today（页面存档备份，存于）》
- 美國盲人團體抗議美國政府將以電子請願取代原本的書面格式，原因在於測試是否為真人的驗證碼並不適合盲人使用，然而白宮網站則表示這符合美國無障礙設施的標準。BBC新聞（页面存档备份，存于）

商業經濟
- 巴拉克·歐巴馬政府（英语：Presidency of Barack Obama）決定擴大針對伊朗制裁範圍而首次向其汽車工業以及貨幣施壓。新華網（页面存档备份，存于）、半島電視台（页面存档备份，存于）
- 國際航空運輸協會同意在2020年以前針對廢棄進行遏制計畫。《衛報（页面存档备份，存于）》
- 行動電話營辦商暨電信業者沃達豐由於少報2007年到2011年的收入而必須繳交1,263克若的印度盧比罰款。《印度斯坦時報》

災害事故
- 中國吉林省德惠市米沙子鎮的家禽業公司廠房發生火災，造成逾119人在火災中喪生。新華網（页面存档备份，存于）、《明報（页面存档备份，存于）》、新華網（页面存档备份，存于）、半島電視台（页面存档备份，存于）、《聖荷西信使報（页面存档备份，存于）》
- 2013年歐洲洪水（英语：2013 European floods）已經造成歐洲地區7人死亡，另外還有數人下落不明。《衛報（页面存档备份，存于）》、
- 布拉格由於大量河水淹入而成為水災，這也是捷克十年以來最嚴重的洪水災情（英语：2013 European floods）。BBC新聞（页面存档备份，存于）
- 搭載165名乘客的宿霧太平洋航空班機自菲律賓馬尼拉上空入境後，在大雨情況下降落至達沃市機場時衝出跑道而造成機身嚴重受損，然而並無人傷亡。ABS-CBN News and Current Affairs（页面存档备份，存于）

國際關係
- 以色列總統希蒙·佩雷斯支付500,000美元給前美國總統比爾·柯林頓，以邀請他前往以色列發表紀念演講。Press TV、新華網（页面存档备份，存于）、《Khaleej Times（页面存档备份，存于）》
- 伊朗駐國際原子能總署使節阿里·阿斯加爾汗·索坦尼耶（英语：Ali Asghar Soltanieh）證實國際原子能總署的最新報告表示伊朗「在和平核能使用上已經獲得科學與技術上的成功」，並且認為「對於整個世界來說是極為重要的事情」。Press TV
- 韓國總統朴槿惠要求北韓政府應該為9名從寮國遣返回去的年輕難民其人身安全負責。法國24[]
- 彼爾德伯格俱樂部在英國召開的會議官方名單正式發表，其中包括政治家英國財政大臣喬治·奧斯本、影子財政大臣愛德·博斯、大法官肯尼斯·克拉克、前歐盟貿易專員彼得·曼德爾森、前美國國務卿亨利·季辛吉、前美國財政部長提摩西·F·蓋特納、前中央情報局局長大衛·霍威爾·裴卓斯、Amazon.com執行長傑弗里·貝佐斯、Google董事長埃里克·施密特、BP執行長鲍勃·达德利（英语：Bob Dudley）、巴克萊銀行董事長馬庫斯·阿吉斯（英语：Marcus Agius）、滙豐主席范智廉、高盛董事長彼得·薩瑟蘭（英语：Peter Sutherland）、《經濟學人》主編約翰·麥克列威特等人，另外在140人的會議中有14名受邀者為女性。《衛報（页面存档备份，存于）》、《每日電訊報（页面存档备份，存于）》、《每日郵報（页面存档备份，存于）》
- 於橫濱市召開的第五屆東京非洲發展國際會議（英语：Tokyo International Conference on African Development）上，尚比亞總統麥可·薩塔表示以開發國家在50年以來不斷「吞食」著來自非洲的原料，卻有只是假裝正在幫助非洲的人們。新華網（页面存档备份，存于）
- 超過65個國家共同簽署了防止武器最後流入恐怖組織的《武器貿易條約》。《今日美國（页面存档备份，存于）》

法律犯罪
- 針對美國陸軍士兵布拉德利·曼寧涉嫌洩漏機密資訊給維基解密案件於米德堡正式審理（英语：United States v. Bradley Manning）。ABC News（页面存档备份，存于）
- 政治活動家艾哈邁德·度瑪（Ahmed Douma）因為涉嫌汙辱埃及總統而被判緩刑6個月。BBC新聞（页面存档备份，存于）
- 墨西哥警方找到3具支持墨西哥格雷羅州當地農民之活動家的遺體，另外還有5人仍然處於失蹤狀態。BBC新聞（页面存档备份，存于）
- 美國最高法院在馬里蘭州訴金恩案（英语：Maryland v. King）同意警方有權利在未經犯罪嫌疑人同意的情況下事先蒐集脫氧核糖核酸樣本。《芝加哥論壇報[永久]》

政治選舉
- 估計有10,000名衣索比亞人參與了反政府示威遊行。路透社（页面存档备份，存于）
- 超過3萬人參加於巴西聖保羅舉辦的「世界上最大的同性戀驕傲遊行」。《每日電訊報（页面存档备份，存于）》
- 國際刑事法院決定因為由於「反人類罪」而遭到審判的肯亞副總統威廉·鲁托其判決推延至9月。BBC新聞（页面存档备份，存于）
- 印度北方邦首席部長阿希列什·亞達夫（英语：Akhilesh Yadav）決定給予在地學生8,000多臺筆記型電腦。《印度時報（页面存档备份，存于）》
- 擔任新澤西州代表的民主黨籍美國參議院議員弗蘭克·勞滕伯格（英语：Frank Lautenberg）以89歲的高齡逝世，而其職位則由共和黨籍的新澤西州州長（英语：Governor of New Jersey）克里斯·克里斯帝選擇接替的參議員人選。《華盛頓郵報（页面存档备份，存于）》

科學技術
- 被譽為「印度開放原始碼大師」的阿圖爾·屈尼絲逝世，享年50歲。《First Post》
- 美國懷俄明州同時發現3隻保存異常完整的三角龍屬化石。有線電視新聞網（页面存档备份，存于）

體育競賽
- 籃球運動員傑森·基德在經過19個國家籃球協會賽季後正式退役。路透社（页面存档备份，存于）
- 聯盟式橄欖球球隊紐西蘭戰士隊（英语：New Zealand Warriors）由於轄下球員拉塞爾·巴刻（英语：Russell Packer）在比賽前於球場上小便而被罰款15,000澳元。《The Australian（页面存档备份，存于）》

## 6月4日
武裝衝突

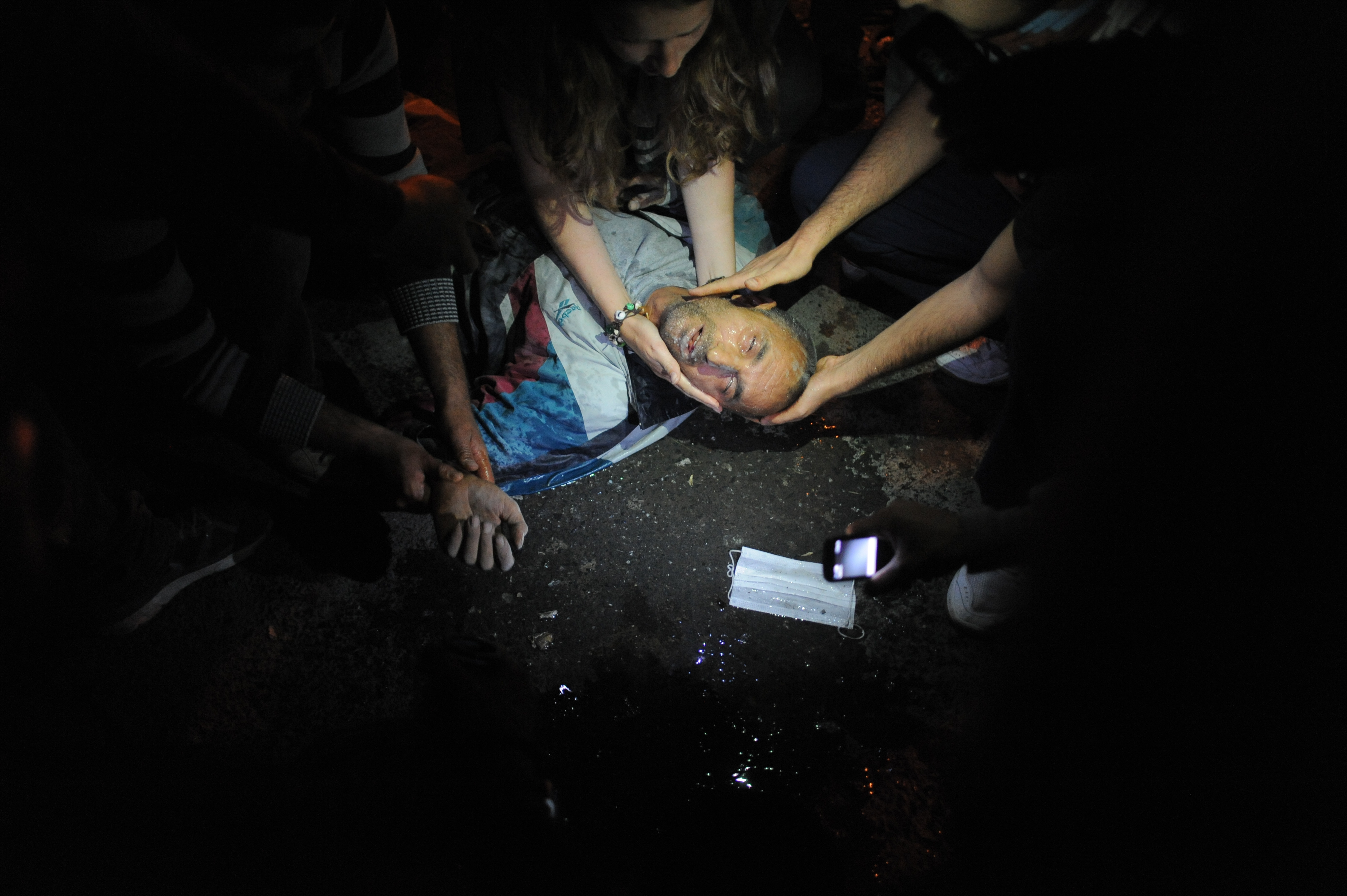
2013年土耳其反政府抗議運動。

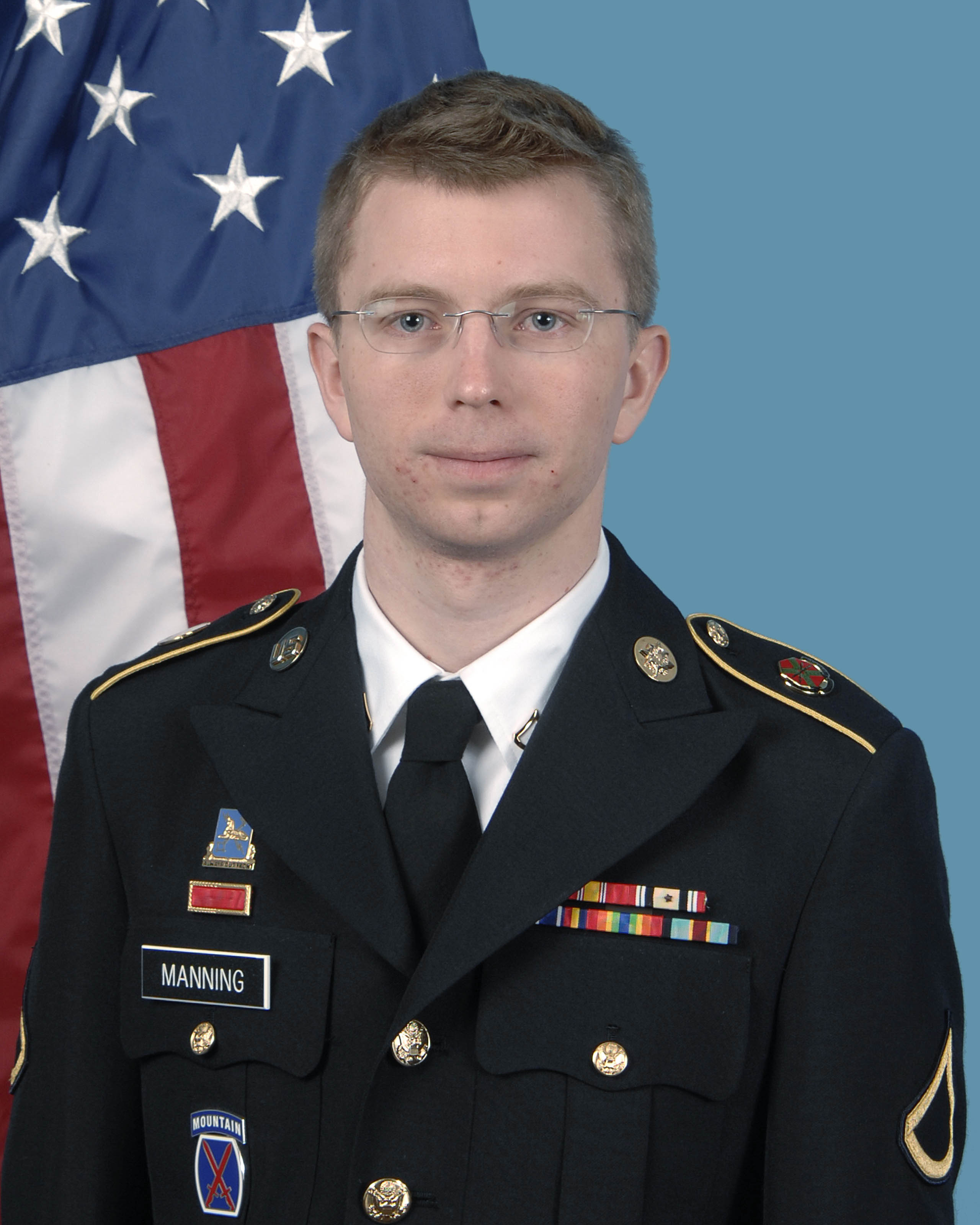
布拉德利·曼寧。

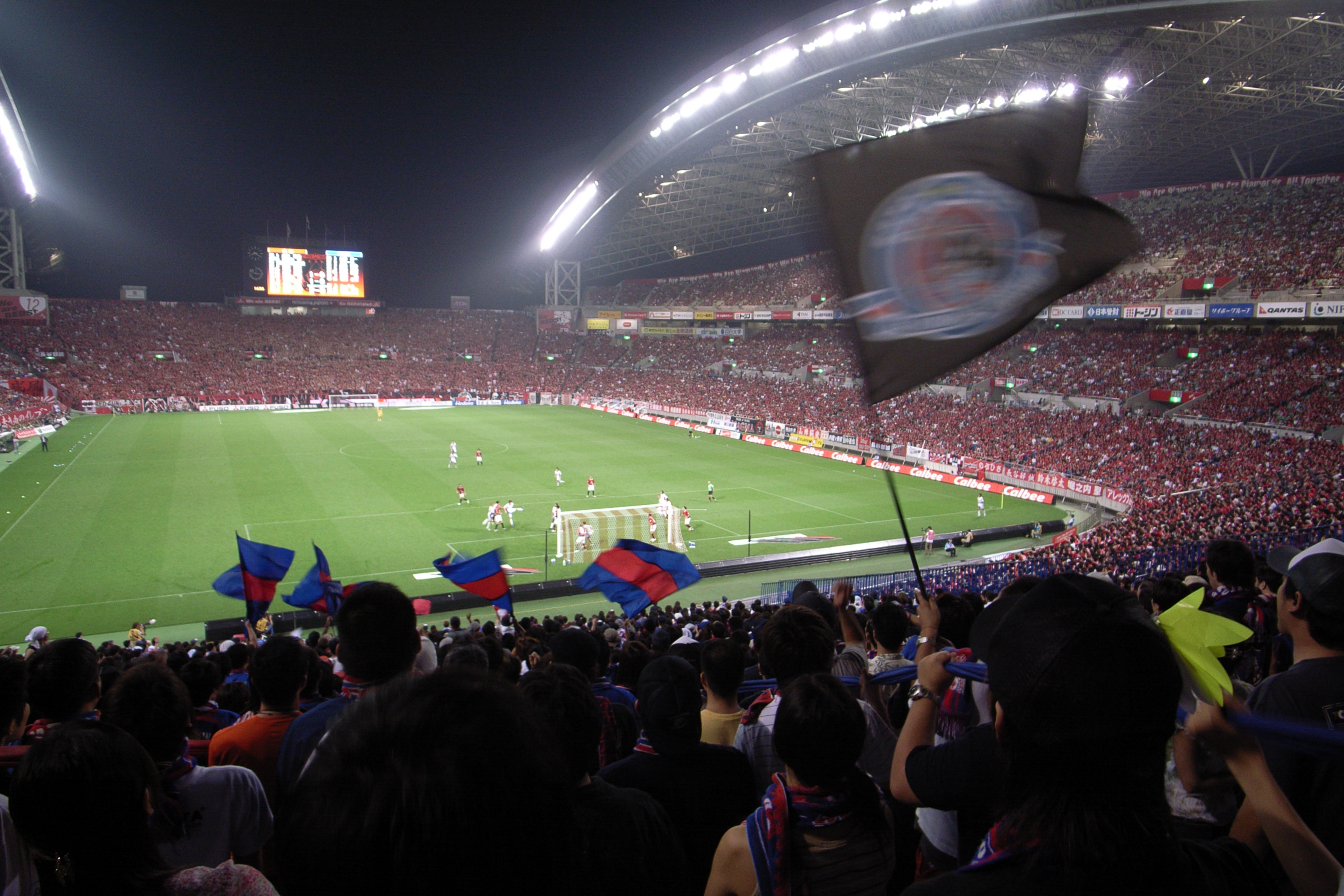
埼玉2002體育場。

- 在第二起致死事件廣受報導後，土耳其公務員決定展開為期兩天的罷工以支援2013年土耳其反政府抗議運動。《每日電訊報（页面存档备份，存于）》
- 支持土耳其抗議運動的示威者聚集在布魯塞爾首都大區的歐洲議會總部外以尋求包括法國在內的歐洲國家支持。半島電視台（页面存档备份，存于）
- 阿富汗民眾在前美國駐軍基地附近挖出3具遺體，隨後在邁丹城爆發大規模遊行指控參與阿富汗戰爭的美軍犯下罪刑外，同時也要求美國離開該地區。《衛報（页面存档备份，存于）》
- 兩名參與阿富汗戰爭的英國士兵被軍事法庭判處在服役期間犯下了「對平民的性與種族虐待」。RTTNews（页面存档备份，存于）
- 美國擴大其在約旦的軍事影響力，決定派駐一套愛國者飛彈系統與數架F-16戰隼戰鬥機前往該地執行任務。半島電視台（页面存档备份，存于）、今日俄羅斯（页面存档备份，存于）、BBC新聞（页面存档备份，存于）
- 聯合國人權小組表示有「合理的理由」可以相信敘利亞軍隊已經多次使用化學武器。ABC News（页面存档备份，存于）
- 法國外交部部長洛朗·法比尤斯表示在敘利亞內戰期間已經有多起使用沙林神經毒氣的紀錄。《國土報（页面存档备份，存于）》

藝術文化
- 世界頂尖的鋼琴家克里斯提安·齊瑪曼因為不滿在YouTube上遭人批判為「毀滅音樂」，進而決定取消在北萊因－西發里亞埃森舉辦的音樂會。《衛報（页面存档备份，存于）》
- 俄亥俄州立大學校長戈登·吉（英语：E. Gordon Gee）因為其在2012年12月汙辱性言詞的爭議而決定將在7月1日正式退休。《今日美國（页面存档备份，存于）》

商業經濟
- 美國貿易赤字擴大8.5％，其中進口仍然出口總額並且持續增長中。《紐約時報（页面存档备份，存于）》
- IBM同意以2億美元購買雲端運算公司SoftLayer（英语：IBM_Cloud#SoftLayer）。《舊金山紀事報》

災害事故
- 隨著2013年歐洲洪水（英语：2013 European floods）已經造成11人死亡，德國總理安格拉·梅克爾承諾提供100億歐元以援助受到水災的難民們。《The Australian（页面存档备份，存于）》
- 研究單位確認5月31日襲擊美國奧克拉荷馬州埃爾里諾的龍捲風是有史以來出現最多EF5級的龍捲風災情。《今日美國（页面存档备份，存于）》

生態醫療
- 超過150名科學家共同呼籲澳洲政府應該注重逐漸消失的大堡礁。ABC News（页面存档备份，存于）

國際關係
- 一名瑞士外交官駕車高速通過巴黎街道並且引起警方追捕，最後以酒後駕車的罪名遭到逮捕。ABC News（页面存档备份，存于）

法律犯罪
- 米德堡持續審理美國軍人布拉德利·曼寧涉嫌洩漏機密資訊給維基解密之案件（英语：United States v. Bradley Manning），其中前電腦駭客阿德里安·拉莫則向軍事法庭提供曼寧涉案的證據。《衛報（页面存档备份，存于）》、《華盛頓郵報（页面存档备份，存于）》
- 一群括演員、製片人、記者和音樂家在審判期間發布影片表達支持對於布拉德利·曼寧在審判期間的支持。Mediaite（页面存档备份，存于）、《愛爾蘭獨立報（页面存档备份，存于）》
- 英國律師團體在司法部外面抗議撤銷關於被告有權依照法律內容獲得220億英鎊並選擇自己的律師進行辯護的規定。《衛報（页面存档备份，存于）》
- 南非運動員奧斯卡·皮斯托利斯就涉嫌謀殺自己女友瑞娃·斯廷坎普而前往法院接受審判。愛爾蘭廣播電視（页面存档备份，存于）
- 印度馬勒斯瓦蘭區（英语：Malleswaram）一名女性成功逃脫自己父母親將其關在住屋長達4年的禁閉生活。《印度教徒報（页面存档备份，存于）》
- 一批前往印度北部馬納利的美國旅遊團遭到3名印度男性組成的犯罪集團輪姦以及搶劫。《印度時報（页面存档备份，存于）》

政治選舉
- 300多名印地安血統的原住民前往巴西首都巴西利亞以抗議奧吉埃爾·加布里埃爾（Oziel Gabriel）在與警察爆發衝突時死亡。環球電視新聞網（页面存档备份，存于）
- 德黑蘭舉辦大型的魯霍拉·穆薩維·何梅尼紀念活動。半島電視台（页面存档备份，存于）、《阿拉伯新聞（页面存档备份，存于）》
- 英國大規模展開英國女王伊麗莎白二世於西敏寺接受加冕60周年慶祝活動。BBC新聞（页面存档备份，存于）
- 非洲最後一個實施絕對君主制的國家史瓦濟蘭宣布將在9月時舉辦選舉活動。南非廣播公司
- 英國上議院通過《婚姻（同性伴侶）法（英语：Marriage (Same Sex Couples) Bill）》，並且否決針對另一項針對英國同性婚姻所題的修正案。BBC新聞（页面存档备份，存于）

科學技術
- 研究人員重新發現已經被認為滅絕已久的巴勒斯坦油彩蛙，這也使得該青蛙被列為「活化石」之一。BBC新聞（页面存档备份，存于）

體育競賽
- 日本國家足球隊在埼玉2002體育場以1比1的成績與澳洲國家足球隊平手，成為第一個在預賽中正式獲得2014年世界盃足球賽資格的國家。
- 伊朗國家足球隊球員瑞薩·古全內賈德成功在賈西姆本哈馬德體育場踢進致勝一球而以1比0擊敗卡達國家足球隊。
- 國家冰球聯盟與國家冰球聯盟球員協會（英语：National Hockey League Players' Association）達成協議，要求之後所有曲棍球選手都必須配戴冰球頭罩（英语：Hockey helmet）。國家冰球聯盟（页面存档备份，存于）
- ESPN報導說美國職棒大聯盟準備將20名涉嫌使用增強體能藥物的球員全部開除，這也是美國體育史上最大的禁藥開除案例。ESPN（页面存档备份，存于）
- 網球選手若-威爾弗里德·特松加在2013年法國網球公開賽八強賽中擊敗羅傑·費德勒。《每日電訊報（页面存档备份，存于）》

## 6月5日
武裝衝突

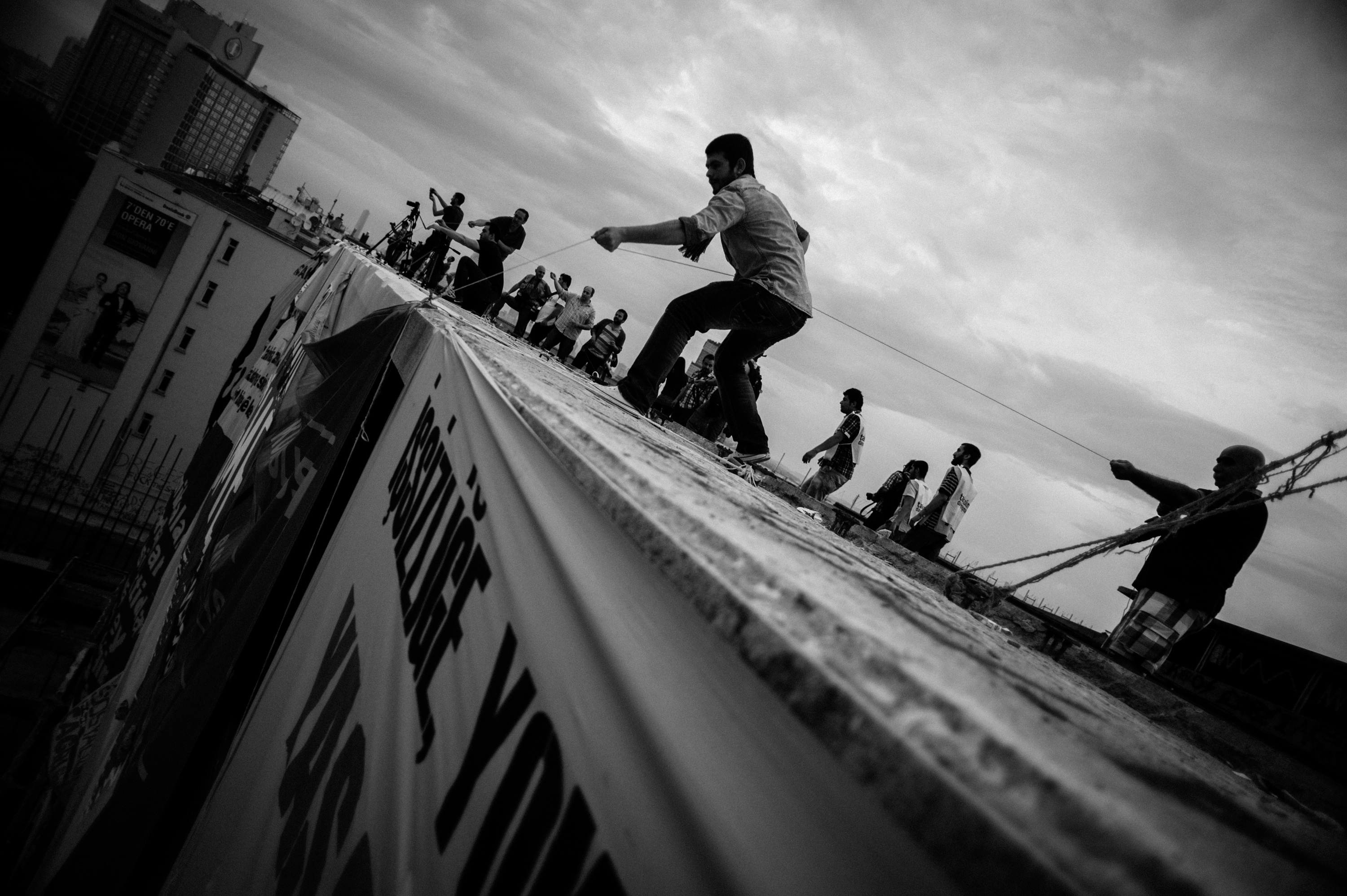
2013年土耳其反政府抗議運動。

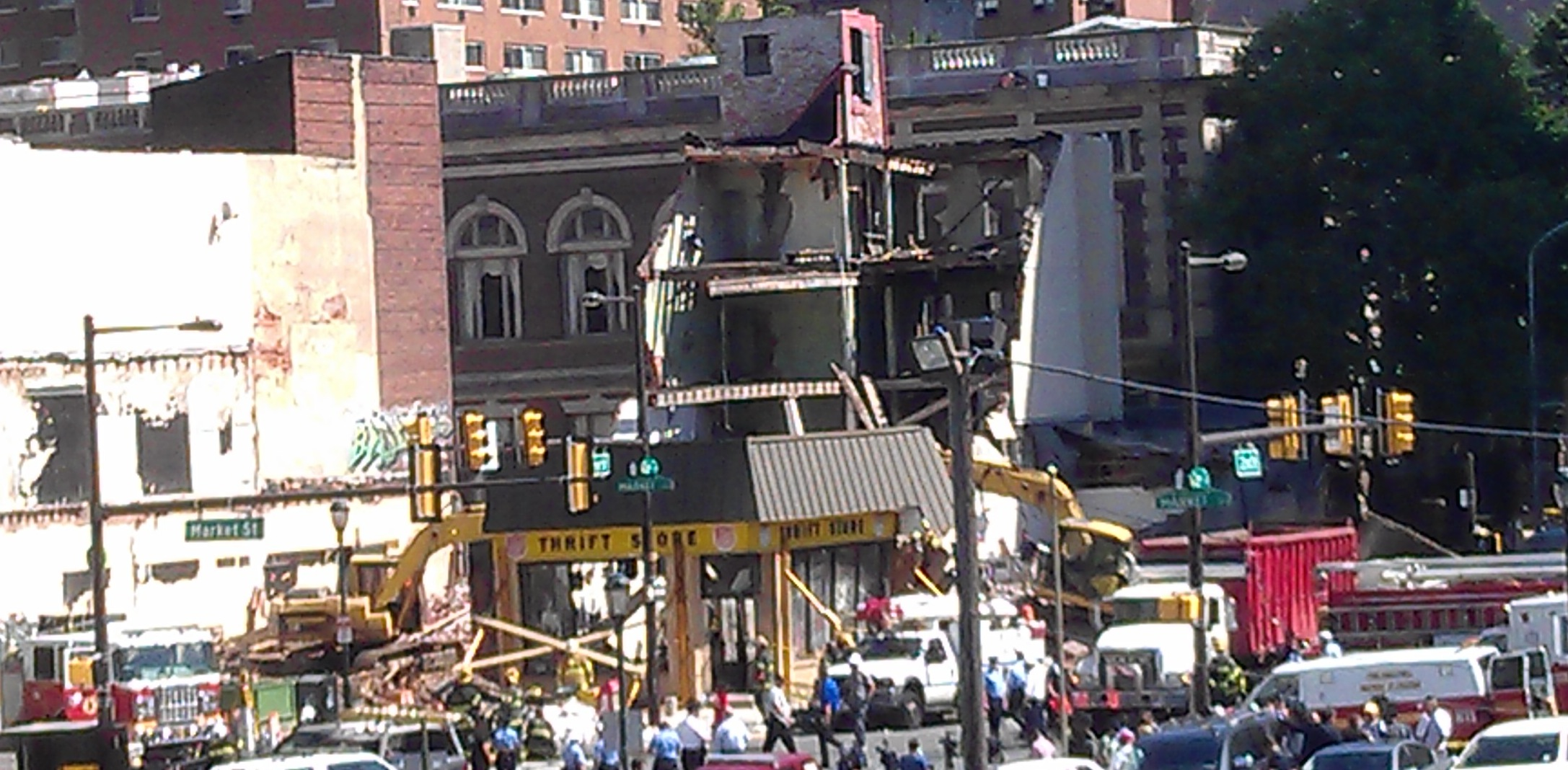
第22市場建築物倒塌。

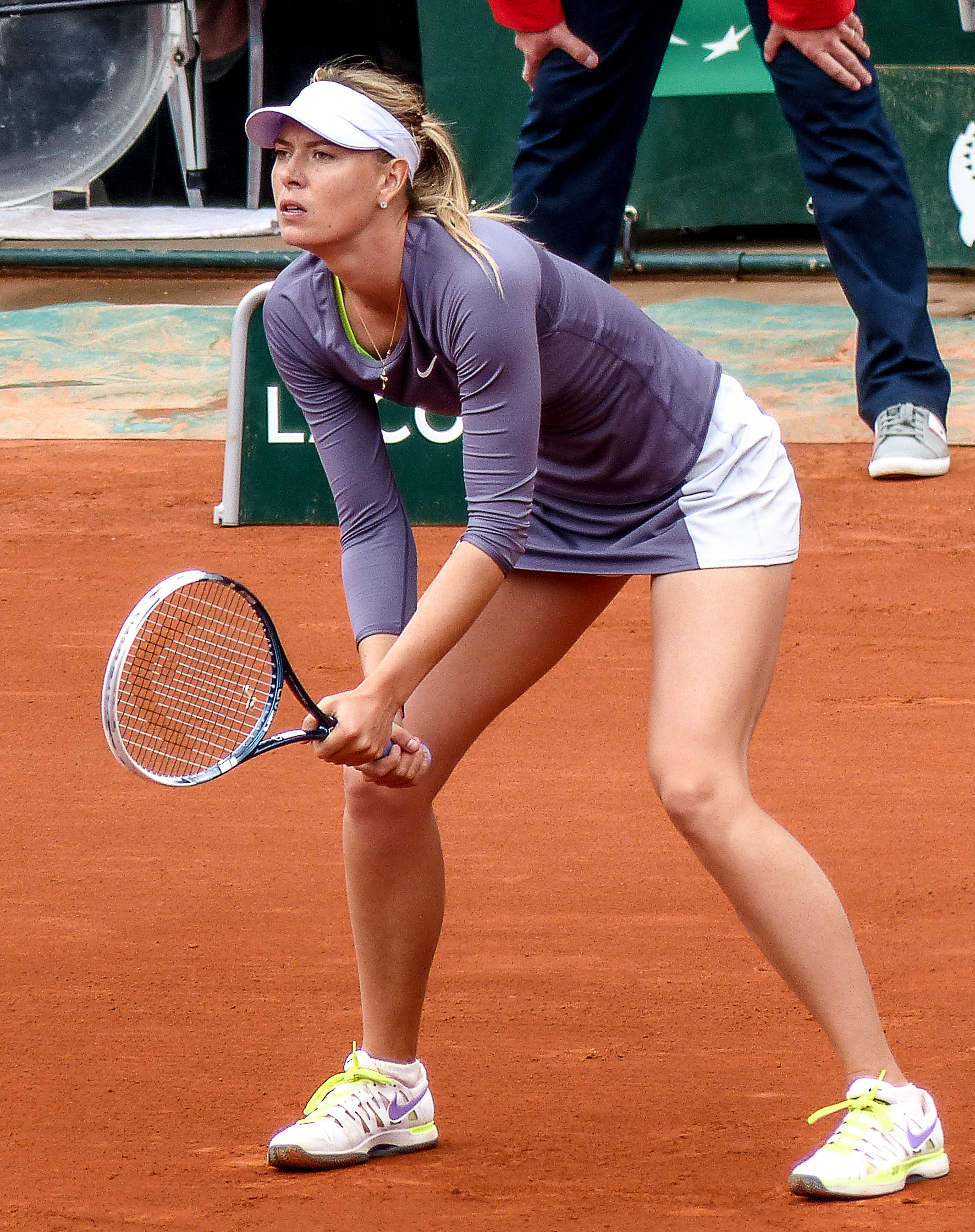
瑪麗亞·莎拉波娃。

- 土耳其外交部部長艾哈邁德·達武特奧盧宣布調查警方於各地城鎮以水炮和催淚彈攻擊平民一事。半島電視台（页面存档备份，存于）
- 一張拍攝警方以胡椒噴霧直接攻擊一名女性臉部、名為《穿紅衣服的女士》（The Lady in the Red Dress）成為2013年土耳其反政府抗議運動中要求民主的重要圖片形象。《哈芬登郵報（页面存档备份，存于）》、《衛報（页面存档备份，存于）》、《國家報（页面存档备份，存于）》
- 土耳其總理雷傑普·塔伊普·埃爾多安譴責Twitter「對社會的威脅」，同時警方逮捕了25名涉嫌使用社會化媒體批判政府的人們。《衛報（页面存档备份，存于）》
- 警方再度以催淚彈和水炮對付在安卡拉發起遊行的數千名工會成員與平民，許多附近的餐廳因而遭到破壞並且有多人被送至醫院救治。半島電視台（页面存档备份，存于）
- 匿名者針對土耳其政府對應民眾示威的作法進行網路聲援，並且在新聞稿中提到「尊重他人隱私」與「不相信以充分的權力對付弱者的人」。今日俄羅斯（页面存档备份，存于）
- 美國陸軍上士罗伯特·贝尔斯藉由承認在潘傑瓦伊槍擊案中謀殺16名阿富汗平民來躲避死刑的懲處。半島電視台（页面存档备份，存于）、《紐約時報（页面存档备份，存于）》
- 英國政府為了彌補1950年時在肯亞長期作戰時被關入各地監獄的5,000多名倖存者，宣布將以每人2,600英鎊來做為補償。《衛報（页面存档备份，存于）》
- 敘利亞陸軍重新收復古賽爾，並且逼迫的叛軍逃離該地。路透社（页面存档备份，存于）、BBC新聞（页面存档备份，存于）
- 伊朗政府在其發表的官方聲明中祝賀敘利亞軍隊重新奪回古賽爾。《衛報（页面存档备份，存于）》
- 伊拉克游擊部隊假扮成為安全檢查哨人員並在伊拉克西部槍殺14人。BBC新聞（页面存档备份，存于）

藝術文化
- 英國演員史蒂芬·佛萊透露在去年時他險些因為同時服用藥物和帶酒精雞尾酒而喪命。《獨立報（页面存档备份，存于）》、《每日電訊報（页面存档备份，存于）》
- 小說家圖爾基·哈馬德（英语：Turki al-Hamad）因為其在Twitter發布的爭議內容而遭判處有期徒刑6個月，預計要在12月才會被釋放。半島電視台（页面存档备份，存于）
- 佛羅里達州一名84歲女性贏得破紀錄的5.9億Powerball抽獎，成為5月份唯一一位中獎得主。路透社（页面存档备份，存于）
- 孟加拉國解除自2012年9月以來對於YouTube的禁令。《三谷先驅報（页面存档备份，存于）》
- 菲利普親王送至倫敦一家醫院進行探測性手術。有線電視新聞網（页面存档备份，存于）
- 流行音樂巨星麥可·傑克森的女兒帕麗斯·傑克森（英语：Paris Jackson (actress)）在住院期間試圖割腕以及服用過多藥物來自殺。有線電視新聞網（页面存档备份，存于）、MSN Music

商業經濟
- 澳洲幣創下20個月來兌換美元的最低點。《每日電訊報》
- 美國國際貿易委員會判定蘋果公司侵犯了三星集團的專利，並且依照規定將禁止幾種市面上流行的蘋果公司產品流通。路透社（页面存档备份，存于）
- 國際貨幣基金組織承認低估了希臘實施紧缩政策Juan Ponce Enrile所帶來的後續影響。《衛報（页面存档备份，存于）》
- 線上電子商務企業Amazon.com開始在印度提供服務。《經濟日報（页面存档备份，存于）》

災害事故
- 印度比哈爾邦發生嚴重的風暴並且造成至少44人因為遭到雷擊而致死。獨立線上（页面存档备份，存于）
- 美國賓夕法尼亞州費城發生建築物倒塌意外（英语：22nd and Market building collapse），造成6人死亡、13人受傷以及至少10人仍埋在其中。有線電視新聞網（页面存档备份，存于）、《佛羅里達州時代聯合報（页面存档备份，存于）》
- 莫斯科地鐵發生大火使得站務人員緊急大規模撤離內部群眾，但仍然造成47人受傷。《每日電訊報（页面存档备份，存于）》
- 在吉林德惠禽業公司火災造成120人死亡後，中國政府承諾將致力於提升工作場所的安全。新華社（页面存档备份，存于）

生態醫療
- 在不到一個禮拜的時間後澳洲證實另外一起軍團病病例，這導致出現這一罕見疾病可能爆發的擔憂。《太陽先驅報（页面存档备份，存于）》

法律犯罪
- 在美國訴布拉德利·曼寧案（英语：United States v. Bradley Manning）中法官禁止辯護律師戴维·库姆斯（David Coombs）於此時討論曼寧的動機，而曾負責訓練曼寧的布萊恩·馬德里（Brian Madrid）則證實過去便曾因為「保密」問題而要求曼寧重新接受「矯正訓練」。《衛報（页面存档备份，存于）》
- 在審判期間美國軍方表示並沒有將專門的知識提供網站視為敵人，但卻含糊地提到敵方可能使用Google地圖、Google或者是Facebook等社交媒體網站，而維基解密則不在其中。《衛報（页面存档备份，存于）》、《紐約客（页面存档备份，存于）》
- 關於美國訴布拉德利·曼寧案（英语：United States v. Bradley Manning）暫時結束，預計將在下個禮拜重新召開。今日俄羅斯（页面存档备份，存于）
- 因為涉嫌向NI Group販售保羅·加斯科因、凱薩琳與15歲女孩致死案等情報的前倫敦警察廳警官保羅·弗拉特利（Paul Flattley）首次為了解釋《太陽報》案件而出面受審，在這之前則基於「法律上的原因」而沒有在媒體前發表任何聲明，最後法院判處其2年的有期徒刑。《衛報（页面存档备份，存于）》、《獨立報（页面存档备份，存于）》
- 前斯洛維尼亞總理亞內茲·揚沙因為涉嫌在一次軍火貿易中貪汙而遭判處2年的有期徒刑。BBC新聞（页面存档备份，存于）

政治選舉
- 納瓦茲·謝里夫在宣誓就任巴基斯坦總理時，在演講中提到美國應該要結束在巴基斯坦的無人航空載具襲擊（英语：Drone attacks in Pakistan）。半島電視台（页面存档备份，存于）、BBC新聞（页面存档备份，存于）
- 儘管關塔那摩灣拘押中心的絕食行動已經進入第120天，美國眾議院仍投票決定該拘押中心繼續運作。今日俄羅斯（页面存档备份，存于）
- 胡安·恩里莱宣布辭去菲律賓參議院主席（英语：President of the Senate of the Philippines）一職，之後在7月菲律賓第16屆國會（英语：16th Congress of the Philippines）正式組成前由晶貴·艾斯特瑞達（英语：Jinggoy Estrada）擔任菲律賓參議院臨時主席（英语：President pro tempore of the Senate of the Philippines）。Rappler（页面存档备份，存于）
- 在六四事件期間擔任北京市市長的陳希同逝世，享年82歲。《紐約時報（页面存档备份，存于）》
- 在托马斯·唐尼隆宣布將於下個月辭去國家安全顧問後，由蘇珊·賴斯負責接替其位置。《金融時報（页面存档备份，存于）》
- 埃及法院判處43名非法工作的埃及和外籍非政府組織員工1到5年的有期徒刑。《華盛頓郵報（页面存档备份，存于）》

科學技術
- 考古學家挖掘出新發現的阿喀琉斯基猴化石，並且認定其為已知最古老的靈長目動物。BBC新聞（页面存档备份，存于）

體育競賽
- 瑪麗亞·莎拉波娃贏過耶萊娜進入2013年法國網球公開賽四強賽，之後於四強賽中再度勝過維多利亞·阿扎倫卡。ESPN（页面存档备份，存于）

## 6月6日
武裝衝突

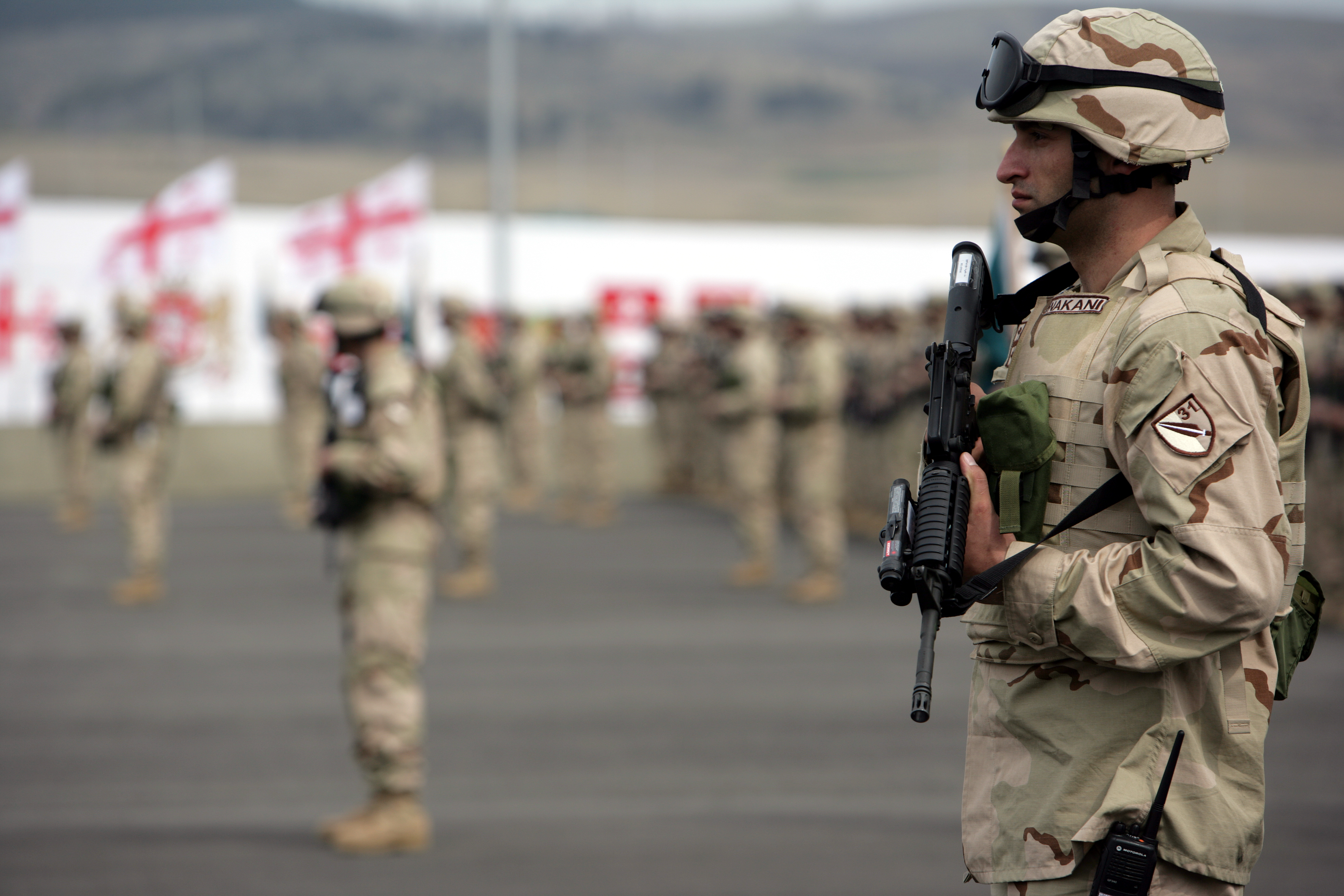
參與駐阿富汗國際維和部隊的喬治亞參與阿富汗戰爭。

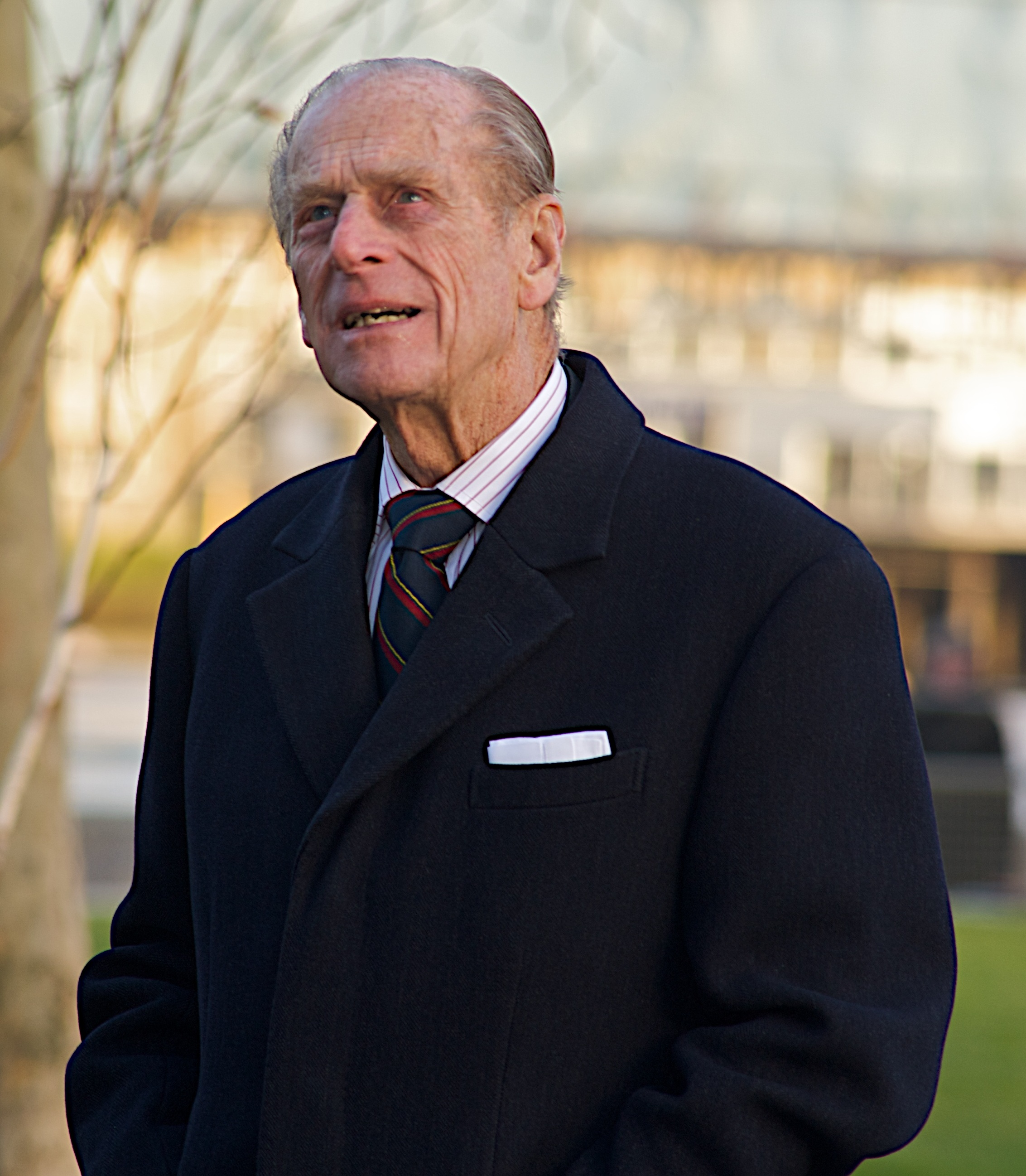
菲利普親王。

- 伊拉克安巴爾省的一輛公共汽車遭到槍手伏擊，最終造成10名邊防警察和5名平民死亡。路透社（页面存档备份，存于）
- 突尼西亞陸軍部隊（英语：Tunisian Land Army）在前往阿爾及利亞邊境附近山區巡邏時一枚路邊炸彈爆炸，隨後埋伏在附近的蓋達組織武裝份子展開攻擊行動，最後造成2名士兵死亡、2人受傷。ABC News（页面存档备份，存于）、BBC新聞（页面存档备份，存于）
- 隨著關塔那摩灣拘押中心中越來越多絕食的囚犯被送往軍事醫療團隊搶救，美國總統巴拉克·歐巴馬發表談話並再次承諾將會關閉拘押中心。《衛報（页面存档备份，存于）》、《華盛頓郵報（页面存档备份，存于）》
- 阿富汗戰爭的叛亂部隊在駐阿富汗國際維和部隊基地外擺置卡車炸彈，最終造成7名喬治亞軍人（英语：Role of Georgia in the War in Afghanistan (2001–present)）死亡以及9人受傷。Civil Georgia（页面存档备份，存于）

藝術文化
- 凱文·巴裏贏得世界上獎金最多的文學獎之一國際IMPAC都柏林文學獎。BBC新聞（页面存档备份，存于）

生態醫療
- 菲利普親王在送至倫敦一家醫院進行探測性手術後趕到腹痛。BBC新聞（页面存档备份，存于）

國際關係
- 在彼爾德伯格俱樂部主辦之下，由數名億萬富翁、特許企業擁有者和民選政治家所組成的第61屆年度彼爾德伯格會議（英语：2013 Bilderberg Conference）在英國瓦特福格羅夫召開。《愛爾蘭時報（页面存档备份，存于）》、《衛報（页面存档备份，存于）》、今日俄羅斯（页面存档备份，存于）
- 北韓重新啟動國際紅十字與紅新月運動通訊連線，並期望能與大韓民國政府進行談判。半島電視台（页面存档备份，存于）

法律犯罪
- 根據消息指出美國境外情報監督法庭在4月時祕密地授權聯邦調查局得以依照巴拉克·歐巴馬政府（英语：Presidency of Barack Obama）的需求，任意自威訊蒐集美國國內每天上百萬次的用戶通話紀錄以及國際長途電話之內容，而類似的法案喬治·沃克·布希政府（英语：Presidency of George W. Bush）也曾簽署通過。《衛報（页面存档备份，存于）》
- 美國媒體還批露美國國家安全局使用PRISM來蒐集關於涉嫌從事間諜活動的美國公民其電子郵件和網路活動數據，而配合的公司與網站包括有Google、蘋果公司、微軟、Facebook、YouTube、Skype、雅虎、Paltalk（英语：Paltalk）和美國線上等。《今日美國（页面存档备份，存于）》、《PC World（页面存档备份，存于）》、《衛報（页面存档备份，存于）》
- 對於美國政府涉嫌監視人民行為一事，巴拉克·歐巴馬政府（英语：Presidency of Barack Obama）則試圖為其秘密監視政策進行辯護。半島電視台（页面存档备份，存于）
- 莫斯科法院公開審理12名涉嫌在2012年時參與反對佛拉迪米爾·佛拉迪米羅維奇·普丁遊行的俄羅斯公民，批評者則認為這讓人聯想到蘇聯時期故意公開審理案件的情況。BBC新聞（页面存档备份，存于）
- 法國左翼活動家克萊門特·麥立克（Clement Meric）在週三於巴黎購物區遭到一群光頭黨成員襲擊後逝世。News Limited（页面存档备份，存于）

政治選舉
- 新澤西州州長克里斯·克里斯帝任命共和黨籍的傑弗里·基耶薩接替職務，並且將於今年之前舉辦特別補選（英语：United States Senate special election in New Jersey, 2013）。NBC News（页面存档备份，存于）
- 巴西總統迪爾瑪·羅塞夫批准了於巴西境內對包括港口在內的基礎設施進行現代化工程的法案，並且否決了其他13項與之衝突的計畫。Globo.com（页面存档备份，存于）

## 6月7日
武裝衝突

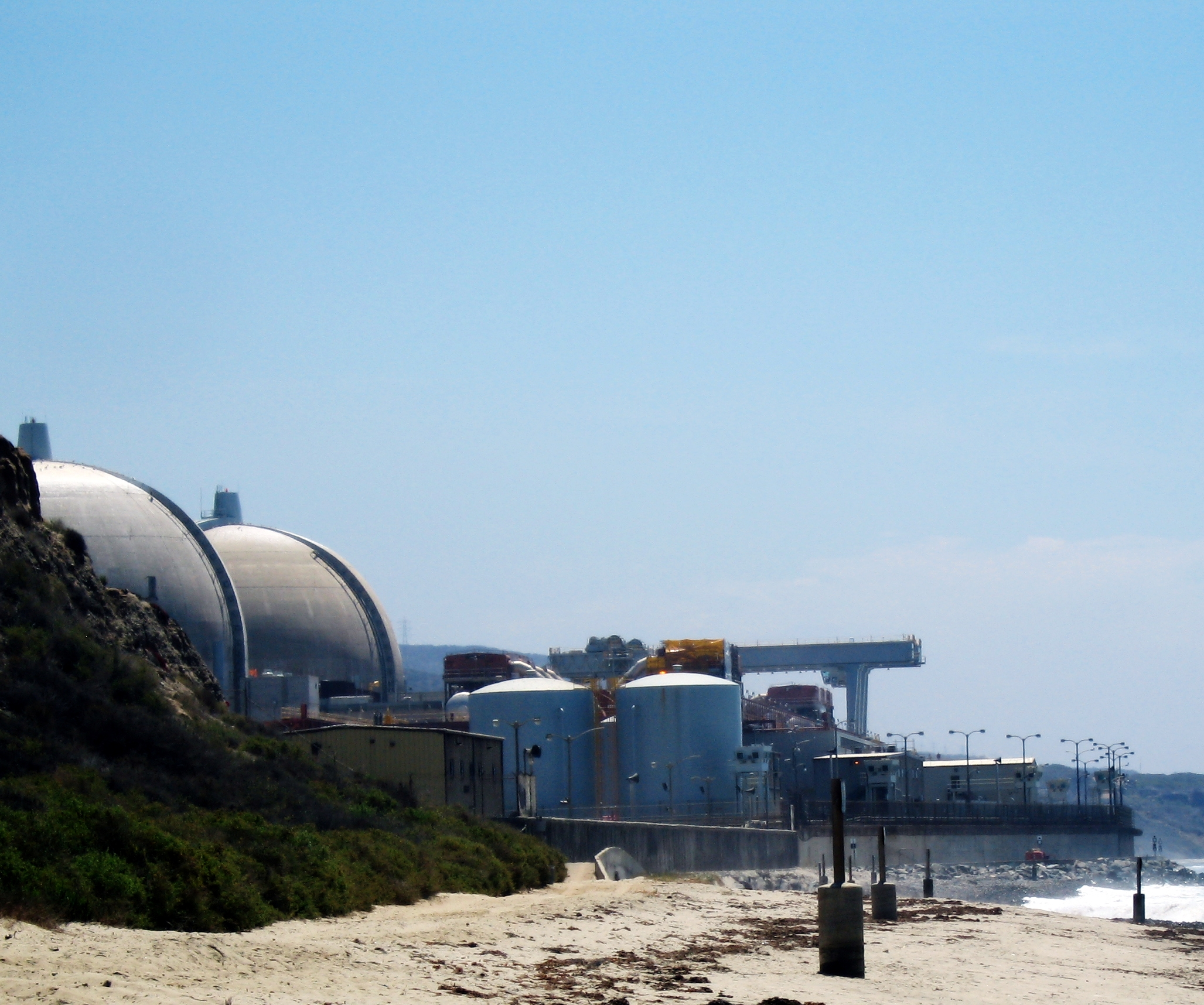
聖歐諾福核電廠。

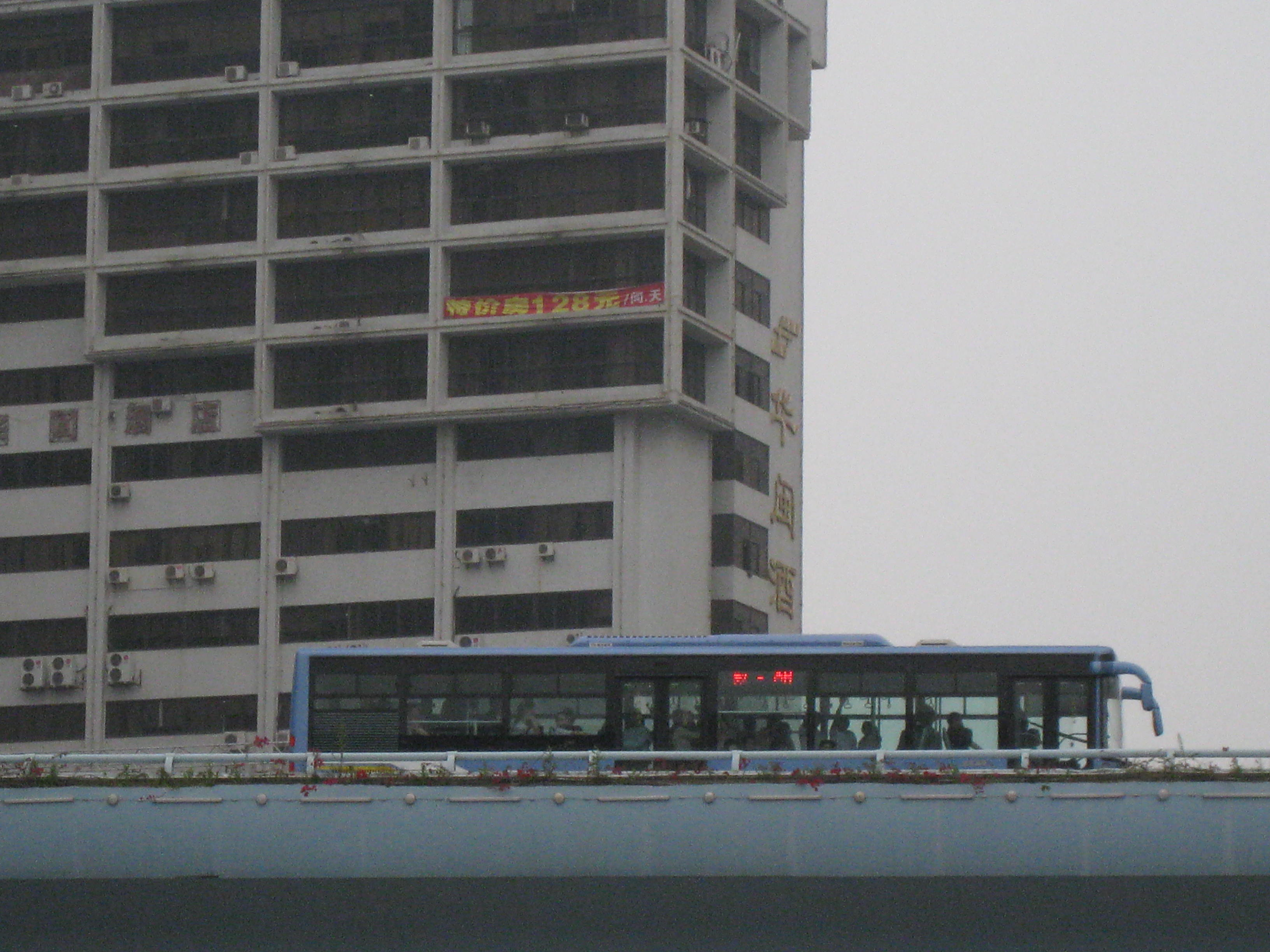
於廈門快捷巴士系統高架橋上通行的公車。

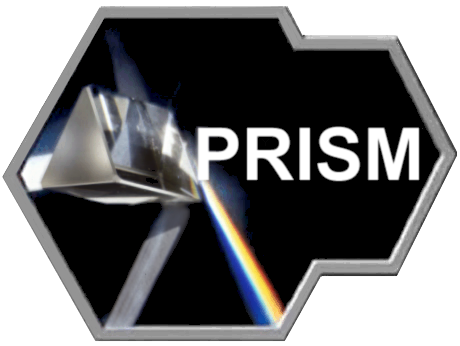
PRISM的計畫標誌。

- 一架無人戰鬥航空載具在巴基斯坦發動攻擊行動（英语：Drone attacks in Pakistan）並造成至少7人死亡。《紐約時報（页面存档备份，存于）》
- 兩輛伊拉克游擊部隊駕駛的奘滿炸藥之車輛於巴格達地區展開自殺式攻擊，最後造成至少19人遭到殺害。《Newsday》
- 聯合國呼籲為敘利亞內戰的難民募集4.4億美元的援助，這也是有史以來聯合國所提出最大金額的請求。新華網（页面存档备份，存于）
- 阿富汗發生的一起自殺攻擊殺害了7名喬治亞士兵。《芝加哥論壇報[永久]》
- 玻利維亞憤怒的暴民將一名疑似犯下強姦罪的嫌疑人加以毆打與活埋。路透社（页面存档备份，存于）
- 一名槍手在加利福尼亞州聖莫尼卡的聖莫尼卡大學（英语：Santa Monica College）附近向一棟房屋開火，在槍殺6人之後舉槍自盡。有線電視新聞網（页面存档备份，存于）
- 印度阿薩姆邦的村殺死了一名涉嫌練習黑魔法以安撫「女神」的55歲男子。《India Today（页面存档备份，存于）》

藝術文化
- 伊麗莎白二世突然出現於正在播放的BBC新聞台新聞播報員後方，這使得這次事件被譽為「現場轉播中最離奇的事件之一」。《衛報（页面存档备份，存于）》、BBC新聞（页面存档备份，存于）
- 曼谷登上世界上參觀人數最多的城市首榜。富比士（页面存档备份，存于）
- 俄羅斯總統佛拉迪米爾·佛拉迪米羅維奇·普丁和他結婚30多年的妻子在電視直播上宣布離婚。BBC新聞（页面存档备份，存于）

商業經濟
- 南加州愛迪生公司（英语：Southern California Edison）宣布關閉位在的聖地牙哥郡附近的聖歐諾福核電廠（英语：San Onofre Nuclear Generating Station）。《基督科學箴言報（页面存档备份，存于）》
- 美國司法部批准軟銀計畫以201億美元的價格購買Sprint Nextel，之後該交易提案被送至美國聯邦通信委員會等待批准。彭博新聞社（页面存档备份，存于）
- 紐西蘭航空同意就涉嫌價格壟斷（英语：Price fixing）的醜聞而繳交創紀錄的7.5億澳洲幣的罰款。《國家評論（页面存档备份，存于）》

災害事故
- 中國廈門市的廈門快捷巴士系統快速公交一號線的一輛在傍晚蔡塘站附近發生火燒車意外，造成至少48人死亡、33人受傷。英國廣播公司（页面存档备份，存于）、ABC News（页面存档备份，存于）
- 印度喜馬偕爾邦的一輛公車自山路上翻落，造成至少18人死亡、14人受傷。BBC新聞（页面存档备份，存于）
- 越南芽莊市當地一輛公車遭到落石撞擊，造成至少9人死亡以及多人受傷。Vietnam Breaking News（页面存档备份，存于）

生態醫療
- 根據一項新的研究報告顯示與使用配方奶粉餵養的嬰兒相比，使用母乳可以增強幼兒大腦30%之多的發育。《每日郵報（页面存档备份，存于）》

國際關係
- 美國總統巴拉克·歐巴馬和中國國家主席習近平就中美關係展開為期兩天的會議。BBC新聞（页面存档备份，存于）
- 英國首相大衛·卡麥隆批評由彼爾德伯格俱樂部在瓦特福格羅夫舉辦的第61屆年度彼爾德伯格會議（英语：2013 Bilderberg Conference）過度保密。《衛報（页面存档备份，存于）》

法律犯罪
- 由於涉嫌以PRISM監控軟體來監視個人海內外的電子郵件以及其他資訊而使得美國政府廣泛受到批評。《世界報（页面存档备份，存于）》
- 《華爾街日報》透露說美國國家安全局自三個主要的手機網絡中監控美國公民的信用卡交易和客戶記錄資訊。《華爾街日報（页面存档备份，存于）》
- 民主黨參議員喬·曼欽要求授權美國司法機構得以扣押記者電話記錄的美國司法部長埃里克·霍爾德辭職。談話要點備忘錄（页面存档备份，存于）
- 《衛報》透露巴拉克·歐巴馬下令美國官員準備網路攻擊行動並且要求找出可能發動網路攻擊的人士以降低威脅或保護美國利益，同時歐巴馬還同意得以在政府尚未核准的情況下先對他國網際網路發動攻擊。《衛報（页面存档备份，存于）》
- 美國國家情報總監詹姆斯·R·克拉珀（英语：James R. Clapper）表示政府監視人民的日常行為應該要「嚴加譴責」。《衛報（页面存档备份，存于）》
- 英國首相大衛·卡麥隆下令針對政府通訊指揮部以軟體監聽並蒐集資料的指控進行調查。BBC新聞（页面存档备份，存于）
- 在1980年代犯下多起謀殺案的連環殺手理查·拉米雷在執行死刑前因為自然原因而逝世。路透社（页面存档备份，存于）
- 涉嫌犯下2013年俄亥俄州克里夫蘭綁架案的阿里埃爾·卡斯特羅（Ariel Castro）遭檢察官提出329項犯罪指控，其中還包括2項謀殺罪。哥倫比亞廣播公司（页面存档备份，存于）
- 柬埔寨通過一項具爭議性的法案，決定否認將過往紅色高棉的暴力行為列入非法。BBC新聞（页面存档备份，存于）

政治選舉
- 2013年伊朗總統選舉候選人進行最後一次電視辯論（英语：Iranian presidential election debates, 2013），主要內容為提出對於伊朗國內與國外（英语：Foreign relations of Iran）的政策，亦有候選人批評馬哈茂德·艾瑪丹加的核政策與人權議題（英语：Human rights in the Islamic Republic of Iran）。Press TV、路透社（页面存档备份，存于）
- 哈桑·羅哈尼與穆罕默德·巴赫·加利巴夫兩人就1999年7月伊朗學生抗議行動（英语：Iran student protests, July 1999）發生意見衝突，其中羅哈尼批評當時加利巴夫實際上在學生抗議期間並沒有伊朗最高國家安全委員會的權限。自由歐洲電台（页面存档备份，存于）

體育競賽
- 羅比·基恩於今這場足球比賽中成為愛爾蘭國家足球隊出場次數最多的球員，之後其表示他的目標為國際賽進球得分達到59分並且成為得分僅次於普斯卡斯·費蘭奇、科奇什·尚多尔、蓋德·穆勒與米羅斯拉夫·克洛斯的選手。天空新聞台（页面存档备份，存于）、愛爾蘭廣播電視（页面存档备份，存于）、《衛報（页面存档备份，存于）》
- 拉斐爾·納達爾勉強贏過諾瓦克·喬科維奇進入2013年法國網球公開賽決賽，之後將在決賽與大衛·費雷爾對決。ABC News（页面存档备份，存于）

## 6月8日
武裝衝突

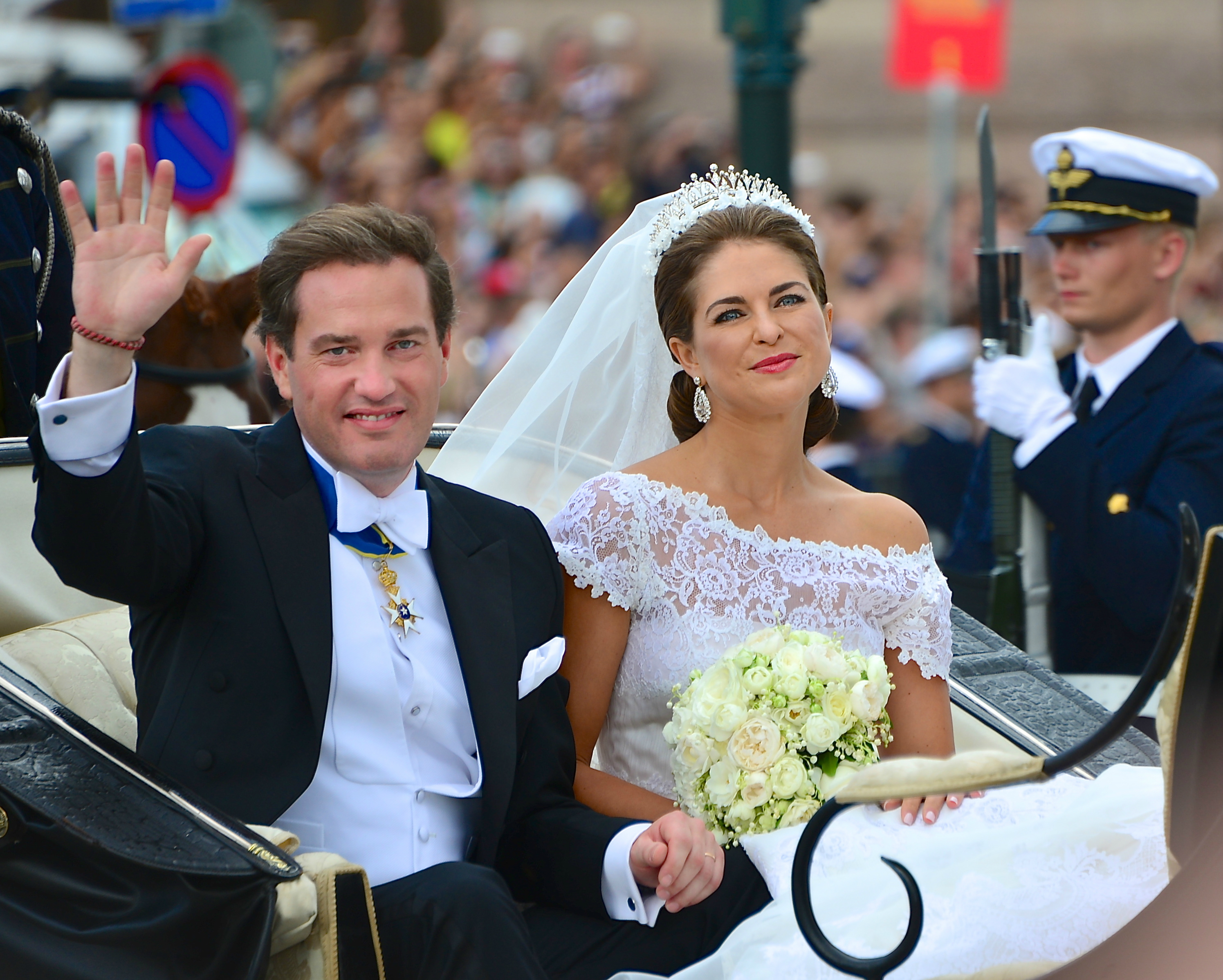
馬德琳公主與克里斯托弗·奥尼尔。

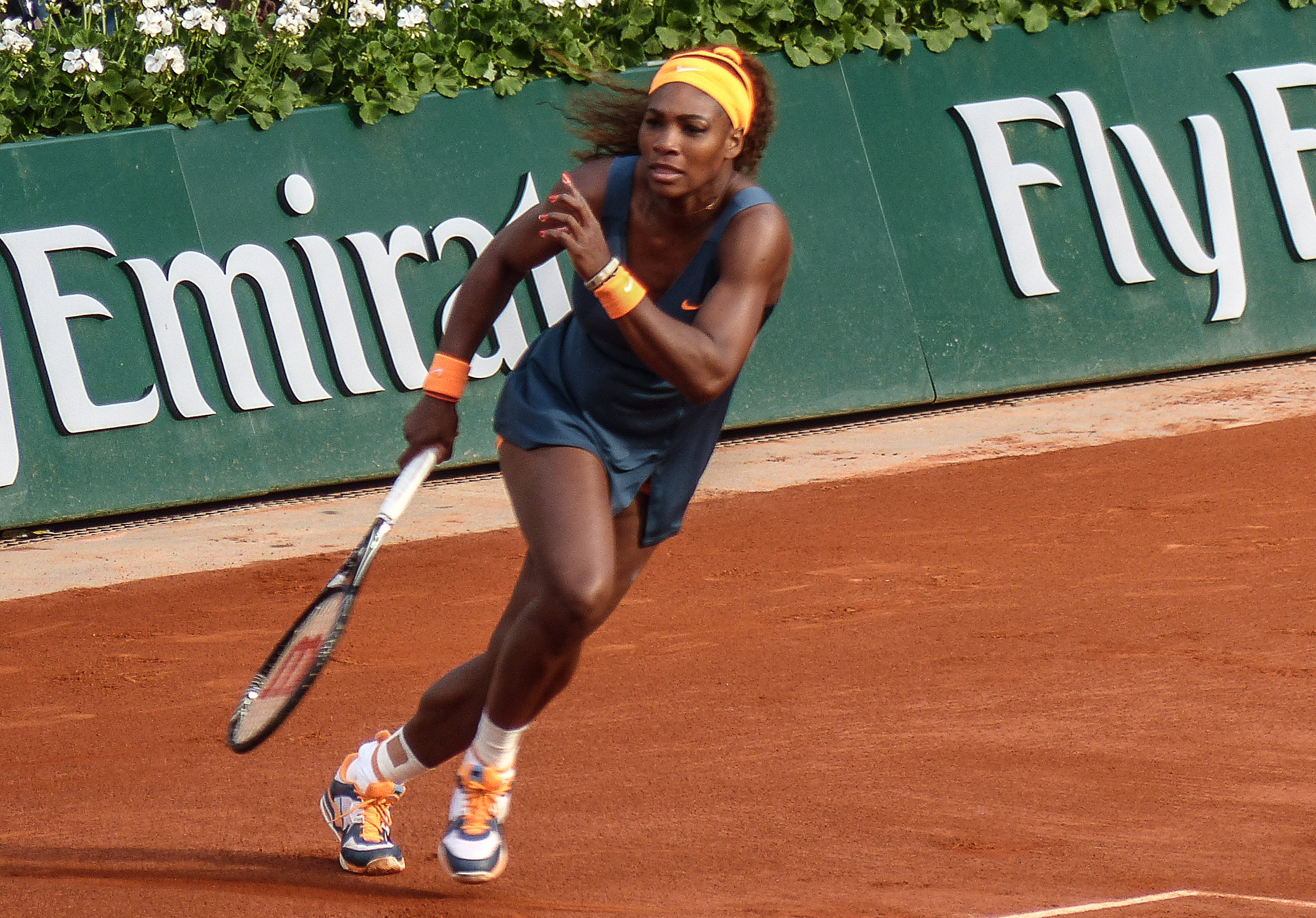
小威廉絲。

- 一名穿著阿富汗軍服的男子在帕克蒂卡省攻擊駐阿富汗國際維和部隊，造成3名參與維和行動的美國士兵陣亡。美國之音
- 一名居住在阿富汗西部法拉省向北大西洋公約組織車隊丟擲手榴彈，造成一名義大利士兵死亡、3人受傷。NBC News（页面存档备份，存于）
- 敘利亞武裝力量成功佔領艾布未達艾沙克雅（英语：Al-Buwaydah al-Sharqiyah）。彭博通訊社（页面存档备份，存于）
- 利比亞班加西當地示威者與民兵部隊發生武裝衝突，造成至少27人死亡和117人受傷。《的黎波里郵報》
- 由於奈及利亞政府持續針對博科聖地的武裝份子進行打擊，後者在邁杜古里發動攻擊並造成至少21人被殺害。美國之音
- 馬利共和國政府開始與圖阿雷格人分離主義份子進行談判，希望雙方能達成一項停火協議。路透社（页面存档备份，存于）

藝術文化
- 瑞典馬德琳公主嫁給英國出生的美國銀行家克里斯托弗·奥尼尔並舉辦豪華婚禮（英语：Wedding of Princess Madeleine of Sweden and Christopher O'Neill）。《華盛頓郵報（页面存档备份，存于）》

災害事故
- 2013年歐洲洪水（英语：2013 European floods）擴展至匈牙利當地。CBC News（页面存档备份，存于）

國際關係
- 美國總統巴拉克·歐巴馬與中國國家主席習近平在為期兩天的中美高峰會中討論网络间谍之行動。《印度教徒報（页面存档备份，存于）》
- 美國和中國雙方同意共同努力減少有機氟化學的使用，這被認為是減緩全球暖化的重要決定。Google新聞
- 蘇丹總統奧馬爾·巴希爾宣布切斷南蘇丹的石油出口管道。福斯新聞頻道（页面存档备份，存于）

法律犯罪
- 曾擔任美國國家安全局與中央情報局等美國國家安全機構技術承包人的愛德華·斯諾登透露美國政府拿來蒐集情報之軟體無界線人（英语：Boundless Informant）能夠取得地球上各個國家的數據資料。《衛報（页面存档备份，存于）》、Gizmodo（页面存档备份，存于）
- 在巴拉克·歐巴馬證實針對美國公民的間諜軟體PRISM確實存在，不過Google執行長賴利·佩吉與Facebook執行長馬克·祖克柏否認有允許他人從網站上蒐集資訊。《衛報（页面存档备份，存于）》
- 《紐約時報》報導說美國政府涉嫌直接蒐集Google、YouTube、微軟（Microsoft Hotmail與Skype）、雅虎、Facebook、美國線上、蘋果公司與Paltalk（英语：Paltalk）等公司的客戶資料。《衛報（页面存档备份，存于）》、《紐約時報（页面存档备份，存于）》
- 美國佛蒙特州州長彼得·蘇姆林簽署法令使得該州成為第十七個持有少量大麻不會列為犯罪。《洛杉磯時報（页面存档备份，存于）》

政治選舉
- 前南非總統納爾遜·曼德拉因為肺部感染病情嚴重而送至普勒托利亞的醫院救治。News24（页面存档备份，存于）、BBC新聞（页面存档备份，存于）
- 澳洲任職時間最長的國會議員迈克尔·波利（英语：Michael Polley）宣布退休。ABC News（页面存档备份，存于）
- 曾擔任前麻薩諸塞州州長與美國駐華大使的保羅·瑟魯奇（英语：Paul Cellucci），享年65歲。ABC News（页面存档备份，存于）

科學技術
- 小行星2013 LR6在發現當天自距離地球65,000英里處通過。Nature World News（页面存档备份，存于）

體育競賽
- 網球選手小威廉絲在2013年法國網球公開賽女子單打比賽中擊敗瑪麗亞·莎拉波娃。《今日美國（页面存档备份，存于）》
- 賽馬奇謀宮（英语：Palace Malice）贏得2013年貝蒙錦標（英语：2013 Belmont Stakes）冠軍。《今日美國（页面存档备份，存于）》

## 6月9日
武裝衝突

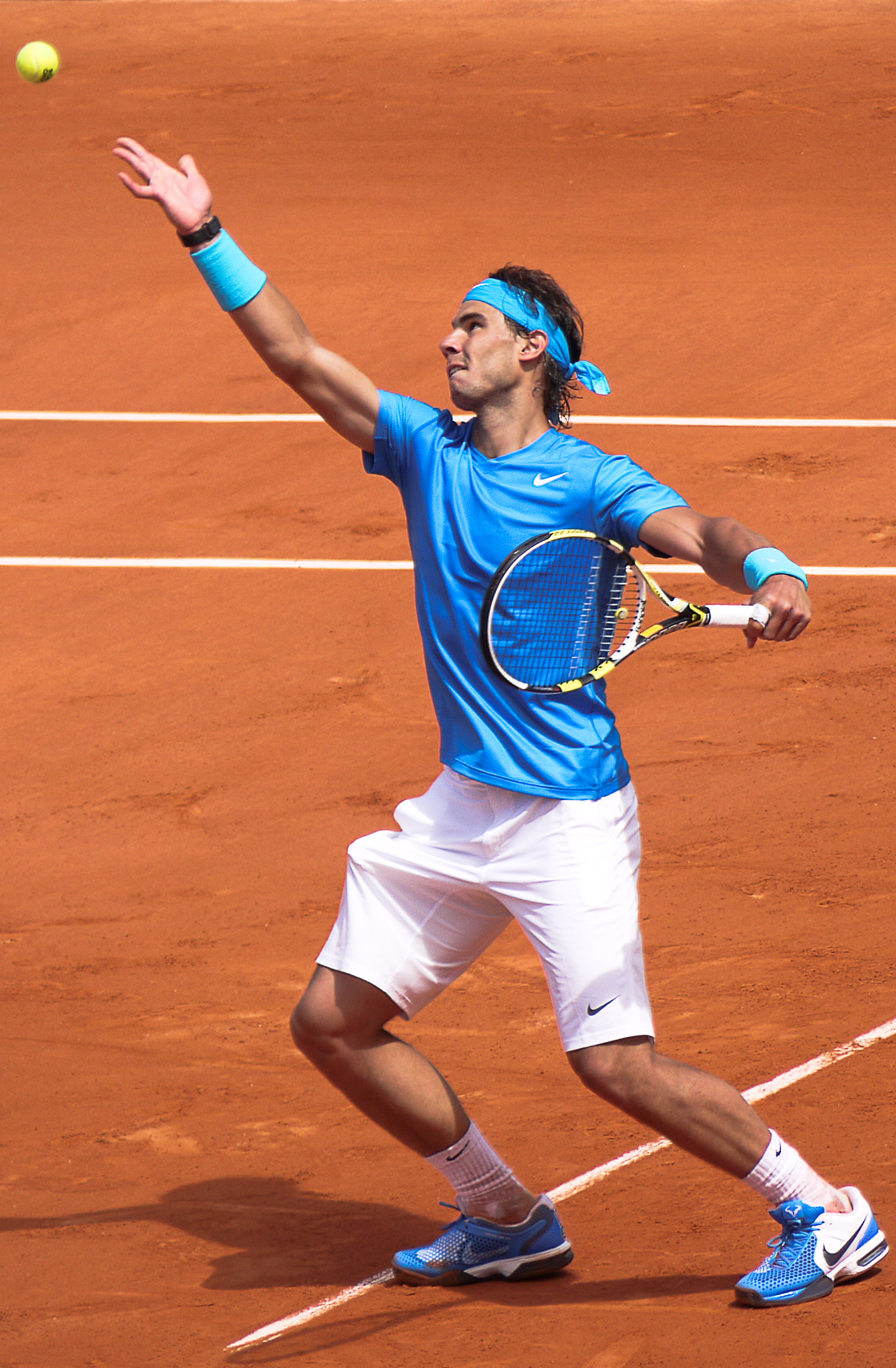
拉斐爾·納達爾。

- 位在貝魯特的伊朗大使館外出現抗議真主黨參與敘利亞內戰的示威遊行，在其間造成一名黎巴嫩籍男子遭到槍殺。BBC新聞（页面存档备份，存于）
- 巴基斯坦陸軍在巴基斯坦開伯爾－普赫圖赫瓦省西北的開伯爾特區展開突襲行動，最後擊斃35名塔利班武裝份子、而巴基斯坦陸軍則損失一名士兵。《印度時報（页面存档备份，存于）》
- 伊斯蘭叛亂分子藉由棺材來運送槍械彈藥，最後在奈及利亞邁杜古里槍殺13人。ABS-CBN公司（页面存档备份，存于）

藝術文化
- 音樂劇《長靴妖姬（英语：Kinky Boots (musical)）》在紐約舉辦的表彰優秀百老匯劇院節目的第67屆托尼獎（英语：67th Tony Awards）奪得最多獎項，其中包括有東尼獎最佳音樂劇等6座獎項。《洛杉磯時報（页面存档备份，存于）》
- 蘇格蘭作家伊恩·班克斯因為癌症逝世，享年59歲。路透社（页面存档备份，存于）

災害事故
- 奈及利亞拉哥斯的一場大火造成150家店面全毀。《The Punch》

生態醫療
- 美國有79人因為食用冷凍漿果而罹患急性A型肝炎。RTTNews（页面存档备份，存于）

政治選舉
- 公布美國國家安全局涉嫌監測美國民眾一事者證實為前中央情報局雇員愛德華·斯諾登。《華盛頓郵報（页面存档备份，存于）》
- 土耳其總理雷傑普·塔伊普·埃爾多安稱參與2013年土耳其反政府抗議運動的示威者宛如「搶劫」一般。福斯新聞頻道（页面存档备份，存于）
- 俄羅斯趁著支持伊斯蘭教激進派在清真寺禱告時大規模逮捕300多位穆斯林。福斯新聞頻道（页面存档备份，存于）

體育競賽
- 西班牙網球選手拉斐爾·納達爾在2013年法國網球公開賽男子單打比賽決賽中擊敗同樣來自西班牙的大衛·費雷爾，成為第一位八度奪得法國網球公開賽冠軍的選手，而在1993年時莫妮卡·莎莉絲原本要率先達成這項紀錄時卻遭到刺傷而退場。News24（页面存档备份，存于）
- 職業高爾夫球選手哈利斯·英格利希奪得聖朱德高球菁英賽冠軍。《今日美國（页面存档备份，存于）》
- 大韓民國高爾夫球選手朴仁妃在2013年LPGA錦標賽（英语：2013 LPGA Championship）第三洞驟死賽上擊敗卡翠娜·馬修（英语：Catriona Matthew），這是其於本次賽季第二座、生涯第三座女子高爾夫球大賽（英语：Women's major golf championships）冠軍，也是其於2013年LPGA巡迴賽中第四場奪得冠軍的比賽。ESPN（页面存档备份，存于）
- 大衛·弗羅斯特（英语：David Frost (golfer)）以一桿之差勝過弗雷德·卡波斯而贏得2013年傳統賽（英语：The Tradition），這是他在冠軍巡迴賽（英语：Champions Tour）上首次得到的資深高爾夫球錦標賽（英语：Senior major golf championships）冠軍。ESPN（页面存档备份，存于）

## 6月10日
武裝衝突

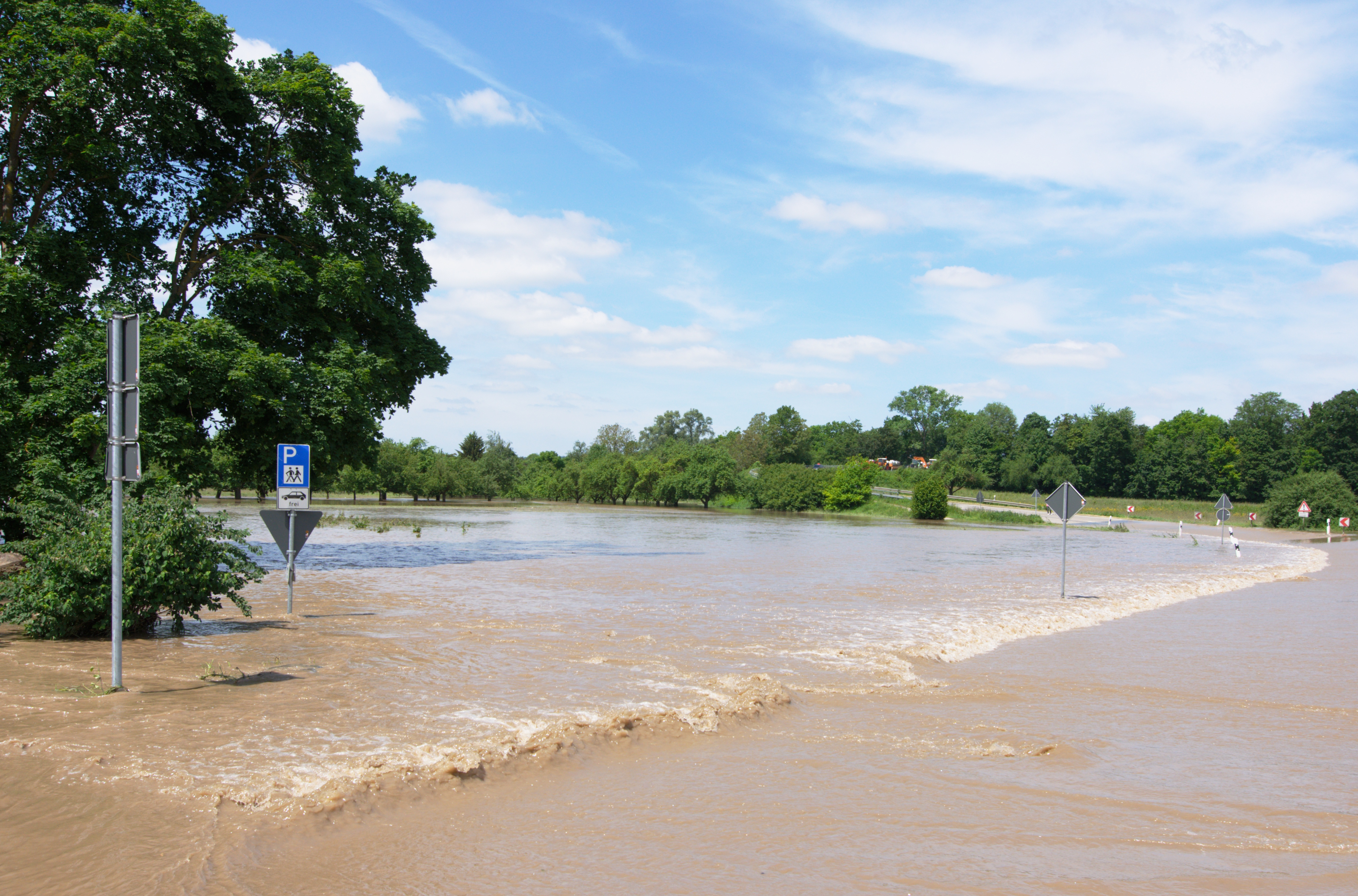
2013年歐洲洪水。

- 伊拉克各地發生連環大爆炸，造成至少70人死亡和多人受傷。半島電視台（页面存档备份，存于）
- 委內瑞拉正補逮捕了9名計畫暗殺尼古拉斯·馬杜羅等人的哥倫比亞右翼準軍事組織成員。BBC新聞（页面存档备份，存于）
- 敘利亞內戰的反叛軍在24小時內多次試圖佔領位在阿勒頗的梅納戈空軍基地（英语：Menagh Military Airbase），這也是敘利亞政府最後一個其所統轄的空軍基地。半島電視台（页面存档备份，存于）
- 7名全副武裝的塔利班武裝份子在位於阿富汗喀布爾的喀布爾國際機場附近發動一系列攻擊行動，之後隨即佔領一旁仍在建築中的5層樓公寓。最後阿富汗安全部隊成功奪回了大樓並殺死了7名武裝分子，整起事件並沒有造成軍人或平民傷亡。BBC新聞（页面存档备份，存于）

災害事故
- 2013年歐洲洪水（英语：2013 European floods）造成易北河氾濫並迫使德國當局疏散10個城鎮的居民，截至為止中歐地區已經有21人因而死亡。CBC News（页面存档备份，存于）
- 在洪水逐漸消退之後，確認位於布達佩斯的多瑙河河段已經創下水位線的新高。半島電視台（页面存档备份，存于）
- 位在孟買的一棟住宅大樓因為季節性暴雨而倒塌。半島電視台

國際關係
- 威廉·海格接受議會詢問英國在這次美國政府以PRISM監測人民的醜聞所扮演的角色，然而部分國會議員和行動人士不滿其關於英國是否亦對自己公民進行間諜活動的說法。《獨立報（页面存档备份，存于）》、《衛報（页面存档备份，存于）》、半島電視台（页面存档备份，存于）

政治選舉
- 前任伊朗伊斯蘭會議議長吴拉姆-阿里·哈达德-阿德尔宣布退出2013年伊朗總統選舉競選。有線電視新聞網（页面存档备份，存于）、《國土報（页面存档备份，存于）》

## 6月11日

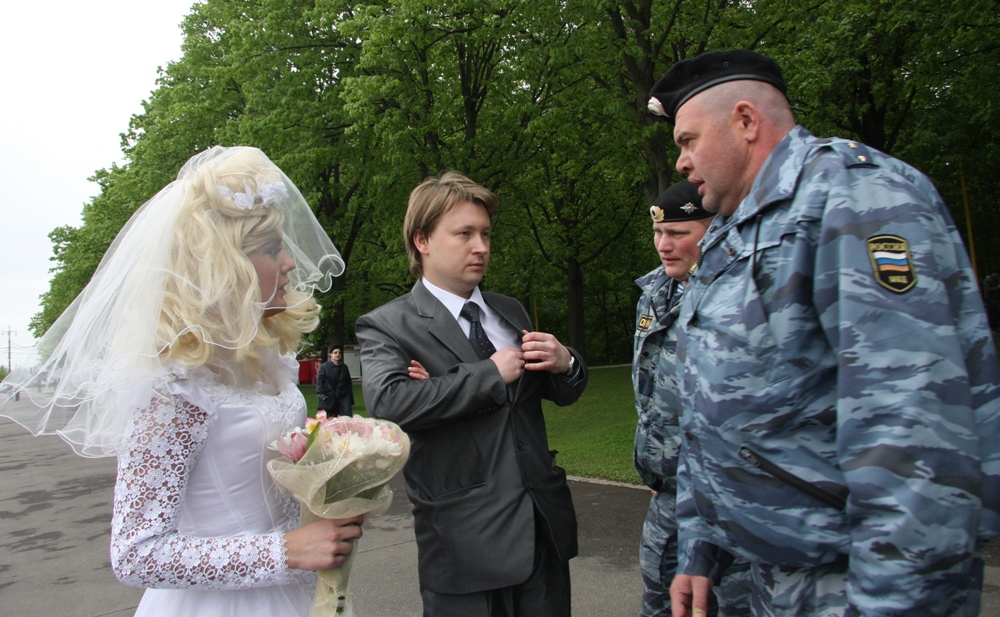
遭兩名鎮暴警察要求出示證件的同性戀伴侶。

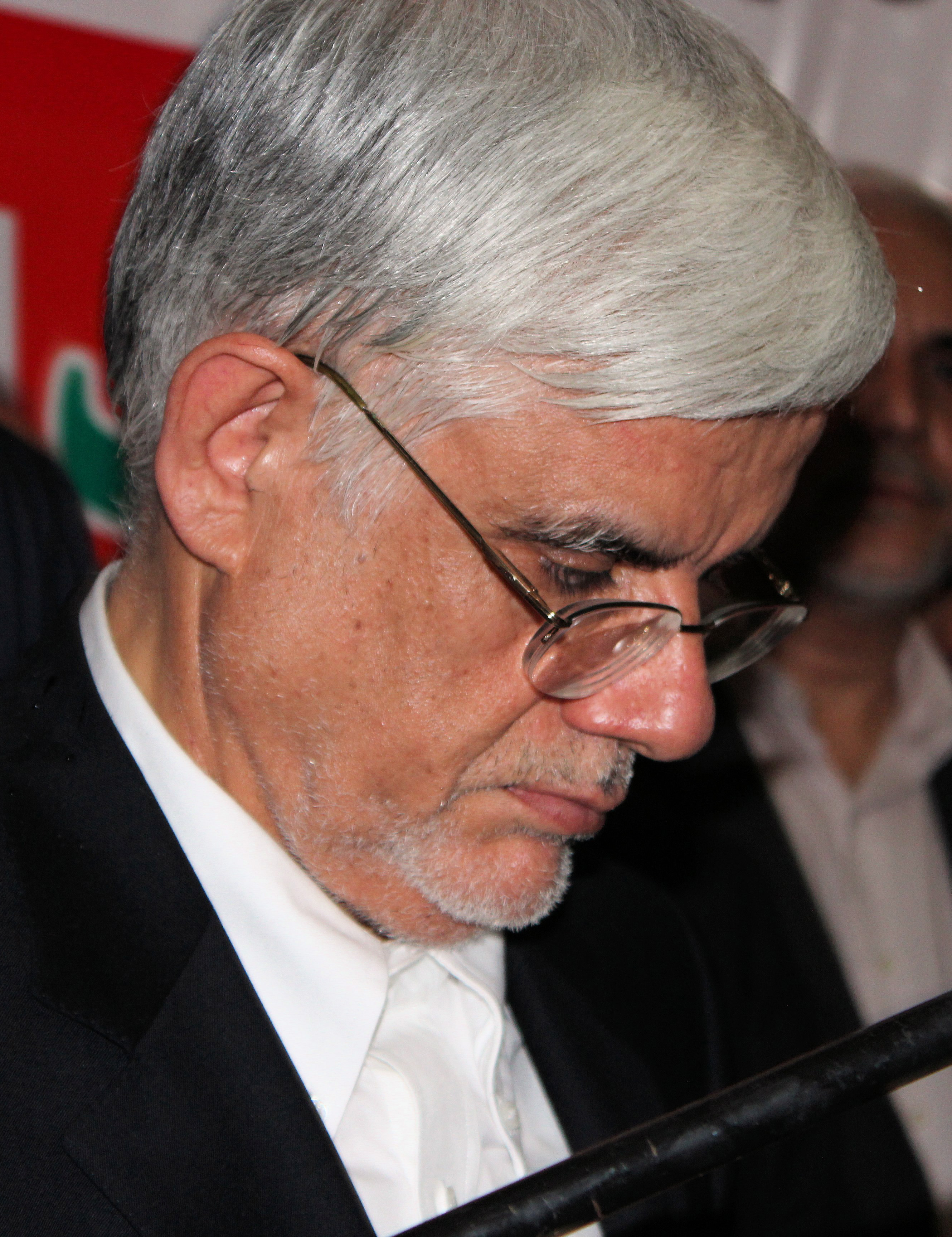
穆罕默德·礼萨·阿雷夫。

武裝衝突
- 土耳其執法單位（英语：Law enforcement in Turkey）逮捕數10名律師，一些報告指稱有些人的頭部和其他部位遭到警方暴力攻擊。今日俄羅斯（页面存档备份，存于）、《衛報（页面存档备份，存于）》
- 佔領伊斯坦堡塔克西姆廣場的2013年土耳其反政府抗議運動示威群眾於廣場架設路障防止土耳其警方前往驅趕。CBC News（页面存档备份，存于）
- 鎮暴警察以催淚彈試圖驅趕在塔克西姆廣場的示威群眾，使得示威者和警察之間的衝突持續到深夜。有線電視新聞網（页面存档备份，存于）、路透社（页面存档备份，存于）
- 鎮暴警察與反對八大工業國組織會議的「嘉年華對抗資本主義」（Carnival Against Capitalism）在英國倫敦爆發衝突。半島電視台（页面存档备份，存于）
- 大馬士革烈士广场發生兩起自殺攻擊，造成至少14人死亡以及31人受傷。ninemsn[]
- 阿富汗戰爭叛亂部隊在阿富汗最高法院（英语：Afghan Supreme Court）引爆炸彈，造成8人死亡以及數十人受傷。路透社（页面存档备份，存于）
- 在本週於肯亞一起使用手榴彈攻擊並造成4人受傷的恐怖攻擊（英语：Terrorism in Kenya）後，奈洛比伊斯特利（英语：Eastleigh, Nairobi）警方擊殺了一名懷疑是屬於伊斯蘭青年黨的嫌疑犯。AllAfrica.com
- 前印度內閣部長维迪亚·查兰·舒克拉（英语：Vidya Charan Shukla）在恰蒂斯加爾邦蘇克瑪區（英语：Sukma）發生的2013年納薩爾派攻擊行動受到嚴重傷勢後逝世。半島電視台（页面存档备份，存于）

藝術文化
- 俄羅斯議會預定通過《宣傳同性戀》條例草案前夕，數名同性戀戀者遭到反同性戀極端份子用雞蛋擊中，之後被警方脫離國家杜馬附近。路透社（页面存档备份，存于）、《獨立報（页面存档备份，存于）》、《衛報（页面存档备份，存于）》、《今日美國（页面存档备份，存于）》

商業經濟
- 作為財政緊縮措施的一部分希臘電視台公司希臘廣播電視公司關閉。歐洲新聞台（页面存档备份，存于）、半島電視台（页面存档备份，存于）、《衛報（页面存档备份，存于）》

災害事故
- 美國東肯塔基大學35名學生在搭乘出租的公車時於肯塔基州路易維爾的回程路上發生意外。WDRB（页面存档备份，存于）

國際關係
- 歐洲聯盟要求美國司法部長埃里克·霍爾德在週五於都柏林召開的會議上解釋七項關於美國資料探測計畫PRISM的細節，並且要求報告將會如何影響歐洲聯盟的公民。《衛報（页面存档备份，存于）》
- 美國公民自由聯盟正式提請美國計劃針對公民展開間諜行為的憲法控訴，並且指責美國政府「拼命搶著每個美國地址簿」。《衛報（页面存档备份，存于）》
- 向媒體揭發美國間諜醜聞的愛德華·史諾登隨即離開原本居住於香港酒店，而包括中央情報局等同盟國檢調機構都試圖將其引渡至美國接受審判。半島電視台（页面存档备份，存于）
- 英國政府決定於印度洋建立具爭議性質的海洋公園，而其目的是為解決英國在1965年到1973年之間為了因應美國在迪戈加西亞島建造空軍基地而強迫查戈斯群島民眾撤遷所帶來的問題。《衛報（页面存档备份，存于）》
- 北韓與南韓在談判期間由於出席代表者的人選問題而出現分歧。《華盛頓郵報（页面存档备份，存于）》

法律犯罪
- 由於缺乏足夠的證據，法國法院對於前國際貨幣基金組織總裁多米尼克·史特勞斯-卡恩涉嫌賣淫一案決定無罪處理。獨立電視台（页面存档备份，存于）、TheJournal.ie（页面存档备份，存于）
- 麥克·彭博向紐約最高上訴法院提請要求重新駁回原本宣布《紐約軟性飲料限制（英语：New York City soft drink size limit）》無效的判決。路透社（页面存档备份，存于）

政治選舉
- 肯亞發起大規模抗議工資上漲之遊行，同時在示威集會中也諷刺貪汙的政府官員。半島電視台（页面存档备份，存于）、《華盛頓郵報（页面存档备份，存于）》
- 2013年伊朗總統選舉候選人之一的穆罕默德·礼萨·阿雷夫宣布退選並轉而支持伊朗改革運動候選人哈桑·鲁哈尼，期望能藉此讓改革派在大選中有更大機會當選。Press TV、哥倫比亞廣播公司（页面存档备份，存于）

科學技術
- 神舟十號於北京時間17時37分59秒在甘肅酒泉衛星發射中心發射，計畫之後在乘載著3名太空人太空飛行15天並與天宮一號進行對接，這也是中國第五次載人太空飛行任務。世界新聞網、BBC新聞（页面存档备份，存于）、有線電視新聞網（页面存档备份，存于）

## 6月12日
武裝衝突

希臘廣播電視公司的標誌。

- 奧地利所派遣的聯合國維持和平部隊由於受到敘利亞內戰影響的緣故決定撤出戈蘭高地。《愛達荷政治家報》
- 一名槍手在印度尼西亞亞齊特別行政區綁架了英國能源公司的蘇格蘭籍職員。《每日電訊報（页面存档备份，存于）》、《邁阿密先驅報》

藝術文化
- 希臘政府關閉其轄下公共電台暨電視台希臘廣播電視公司，並且稱呼該機構為「廢物」。《衛報（页面存档备份，存于）》
- 長期為世界上最長壽的男性與獲驗證最長壽男性木村次郎右衛門在日本京丹後市逝世。《時代報（页面存档备份，存于）》、《新海峽時報》
- Facebook宣布計畫提將推出主題標籤之功能。《衛報（页面存档备份，存于）》

商業經濟
- 紐西蘭儲備銀行表示其利率將不會更動，使得紐西蘭元成為所有主要貨幣的重要兌換對象。彭博通訊社
- 美元兌換各種貨幣之利率快速下跌使得其蒙受重大損失。路透社（页面存档备份，存于）
- 喜互惠公司同意以5.7億美元的價格出售旗下的200多家加拿大商店給Sobeys（英语：Sobeys）。《金融時報（页面存档备份，存于）》
- 諾貝爾經濟學獎得主羅伯特·福格爾逝世，享年86歲。《Newsday（页面存档备份，存于）》
- 印度阿波羅輪胎公司（英语：Apollo Tyres）宣布將以250億美元的價格收併總部設在美國的固鉑輪胎。《印度時報（页面存档备份，存于）》

災害事故
- 一輛舊金山城市鐵路的巴士與路面電車在加利福尼亞州舊金山金融區發生相撞，並且造成15人受傷。《舊金山紀事報（页面存档备份，存于）》

生態醫療
- 一項研究發現愛滋病藥物泰諾福韋的靜脈药物注射者感染人類免疫缺陷病毒的機率下降。今日醫學新聞（页面存档备份，存于）
- 印度成為最新一個禁止將右丙氧芬（英语：Dextropropoxyphene）作為止痛劑的國家。《印度教徒報（页面存档备份，存于）》

法律犯罪
- 突尼西亞法院判決各一名曾展開裸體抗議行動、隸屬於FEMEN的法國人與德國人4個月的有期徒刑。ABC News（页面存档备份，存于）

政治選舉
- 土耳其向參與2013年土耳其反政府抗議運動的示威者表示願意就一開始的發展計劃議題展開公投。CBC News（页面存档备份，存于）
- 聯合國兒童基金會發表的新的數字報告表示全世界有1.5億兒童仍從事著童工。《每日時報Archive.today的存檔，存档日期2013-06-17》
- 俄羅斯國家杜馬通過《禁止同性戀宣傳》法案。哥倫比亞廣播公司（页面存档备份，存于）

科學技術
- 《英國眼科學報（英语：British Journal of Ophthalmology）》宣布在人的角膜之中發現新的杜瓦層。《科技新時代（页面存档备份，存于）》
- 一項新的研究發現海拔在語言演變中發揮了重要作用，這也其中也解釋了為什麼在高海拔地區語言中緊喉輔音更為常見。《科學美國人（页面存档备份，存于）》

體育競賽
- 國際橄欖球總會宣布原本要廢除的2013年世界盃七人制橄欖球賽將於莫斯科舉辦，之後比賽時程表則將會配合夏季奧林匹克運動會的週期而改於2018年舉辦世界盃七人制橄欖球賽。《維多利亞時代移民報》
- 日本棒球機構官員承認於此次球季之中有推出新製造的棒球，但是日本棒球機構於之前拒絕承認2012年日本職業棒球賽季（英语：2012 Nippon Professional Baseball season）上全壘打的增加是由於使用的棒球有所變化。福斯新聞頻道（页面存档备份，存于）
- 全國運動汽車競賽協會選手傑森·列夫勒（英语：Jason Leffler）在紐澤西州的汽車賽跑道上發生意外而喪命。NBC News（页面存档备份，存于）

## 6月13日
武裝衝突

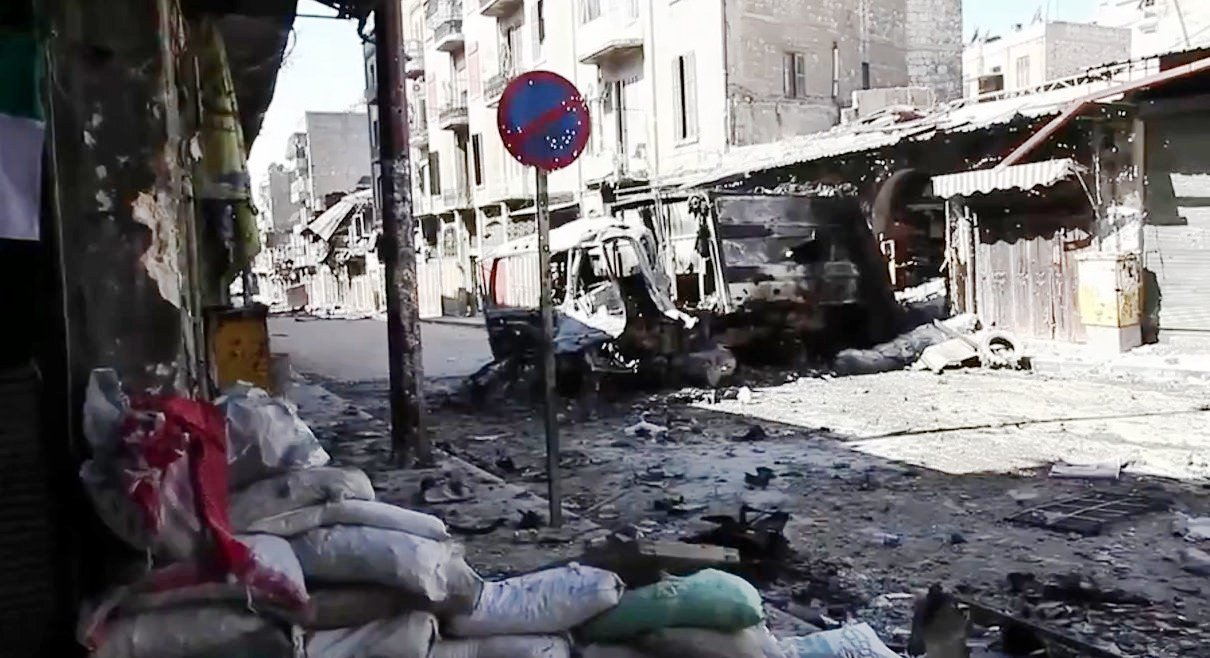
敘利亞內戰。

- 聯合國估計敘利亞內戰的死傷人數在4月結束時已經多達93,000人。《紐約時報（页面存档备份，存于）》
- 美國發表聲明聲稱敘利亞總統巴沙爾·阿薩德允許部隊使用化學武器。ABC News（页面存档备份，存于）

商業經濟
- 希臘工會呼籲就公共廣播ERT關閉一事展開大罷工行動。法國24（页面存档备份，存于）

災害事故
- 阿根廷布宜諾斯艾利斯發生列車相撞事故，造成3人死亡以及至少150人受傷。有線電視新聞網（页面存档备份，存于）
- 路易斯安那州蓋斯馬的一家化學工廠爆炸，造成1人死亡以及73人受傷。路透社（页面存档备份，存于）

生態醫療
- 美國最高法院判決人類的個別基因並不能申請專利，也意味著麥利亞德基因科技公司（英语：Myriad Genetics）持有BRCA1基因來檢測乳癌的專利權將會失效。《華爾街日報（页面存档备份，存于）》

法律犯罪
- 在印度尼西亞遭到綁票的英國工程師馬爾科姆·普萊姆羅茲（Malcolm Primrose）成功被安全救出。BBC新聞（页面存档备份，存于）
- 美國密蘇里州聖路易斯家庭健康護理公司發生一起謀殺案，最後包括自殺的兇手在內共有4人死亡。有線電視新聞網（页面存档备份，存于）、《聖路易斯郵報（页面存档备份，存于）》
- 捷克調查當局開始針對有組織犯罪試圖影響捷克政治進行調查，其中包括捷克總理彼得·內恰斯和他的聯合政府（英语：Petr Nečas's Cabinet）高層都受到調查。《紐約時報（页面存档备份，存于）》
- 槍手於瓜地馬拉薩爾卡哈殺害8名警察，並且綁架警察局局長作為人質。半島電視台（页面存档备份，存于）
- 英國黑幫戴爾·克雷甘（英语：Murders_of_Nicola_Hughes_and_Fiona_Bone#Suspect）因為涉嫌殺害4人（其中包括兩名員警（英语：Murder of Nicola Hughes and Fiona Bone））而判處無期徒刑（英语：Life imprisonment in England and Wales）。BBC新聞（页面存档备份，存于）

政治選舉
- 辛巴威現任總統羅伯·穆加比確定將會參加於7月31日舉辦的2013年辛巴威大選，而起主要政治競爭對手摩根·茨萬吉拉伊拒絕其加入選舉並指責「單方面地公然違背憲法」。AllAfrica.com

## 6月14日
武裝衝突

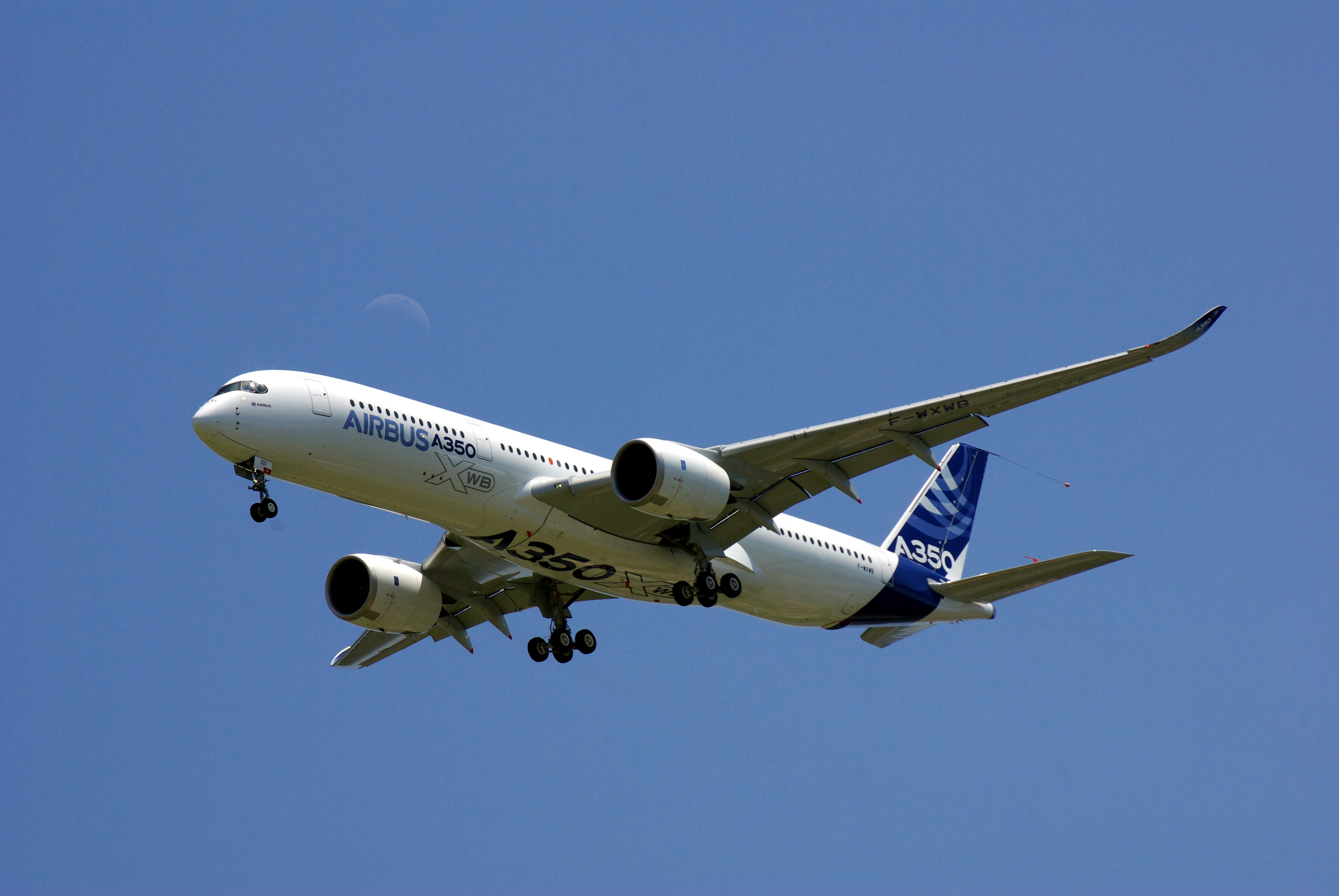
空中巴士A350。

- 美國在確定敘利亞政權使用化學武器對付反對派後，決定向敘利亞內戰的叛軍提供特定的軍事裝備。半島電視台（页面存档备份，存于）

災害事故
- 一艘載有60多人的汽車渡輪在菲律賓馬斯巴特省布里亞斯島翻覆，到目前為止救援行動中已經救出34人，並且證實有1人死亡。ABC Online（页面存档备份，存于）、BBC新聞（页面存档备份，存于）
- 邁阿密比斯坎灣的一家餐廳的戶外酒吧碼頭突然崩塌，造成多名原本要看國家籃球協會總決賽的觀眾落入淺水水域之中。News24（页面存档备份，存于）、《邁阿密先驅報（页面存档备份，存于）》
- 於科羅拉多泉附近發生的野火（英语：2013 Colorado wildfires）燒毀數百間房屋並且造成2人喪命。《洛杉磯時報（页面存档备份，存于）》
- 路易斯安那州蓋斯馬的一家乙烯-丙烯製備工廠爆炸，造成2人死亡以及75人受傷後，隔天另一座位於路易西安納州唐納森維爾的化學工廠爆炸，造成1人死亡、3人重傷和2人輕傷。NBC News（页面存档备份，存于）、有線電視新聞網（页面存档备份，存于）

法律犯罪
- 前逃犯馬爾科姆·納登（英语：Malcolm Naden）因涉嫌在澳洲新南威爾斯省犯下兩起謀殺案而被判無期徒刑。《雪梨晨鋒報（页面存档备份，存于）》
- 大韓民國國家情報院負責人元世勋因為干預去年2012年大韓民國總統選舉而遭到公訴。美聯社（页面存档备份，存于）
- 擁有殺人紀錄的39歲恩斯特·摩爾（Earnest Moore）在田納西州納士維槍擊4人並且造成其中3人受到重傷，之後他駕駛著自己的運動型多用途車逃離現場。NBC News（页面存档备份，存于）
- 美國陸軍軍事法庭法官塔拉·奧斯本（Tara Osborn）上校駁回在胡德堡陸軍基地槍擊事件擔任槍手的尼達·馬里克·哈桑（英语：Nidal Malik Hasan）所陳述是為了保護塔利班高層的辯解說詞。NBC News（页面存档备份，存于）

政治選舉
- 伊朗|選民開始就2013年伊朗總統選舉與2013年伊朗城鄉議會選舉進行投票。KTTV
- 伊朗總統選舉中，改革派的哈桑·羅哈尼暫時領先位居第二名的穆罕默德·巴吉尔·卡利巴夫。湯森路透基金會（页面存档备份，存于）、BBC新聞（页面存档备份，存于）
- 在康乃狄克州紐敦發生20名兒童和6名成人喪命的桑迪·胡克小學槍擊案6個月後，遇難者家屬聚集在紀念碑前哀悼。NBC News（页面存档备份，存于）
- 遭到黑猩猩崔維斯（英语：Travis (chimpanzee)）猛烈攻擊而必須接受全臉移植的查菈·納許（Charla Nash）表示康乃狄克州史丹福當地政府表示不能依此向國家要求賠償。NBC News（页面存档备份，存于）

科學技術
- 空中巴士A350廣體飛機於土魯斯－布拉尼亞克機場進行首次試飛。BBC新聞（页面存档备份，存于）、有線電視新聞網（页面存档备份，存于）

## 6月15日

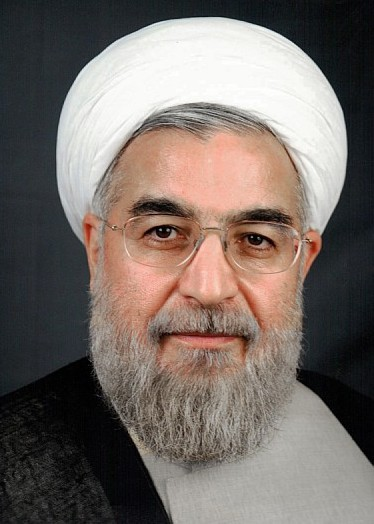
哈桑·魯哈尼。

武裝衝突
- 利比亞國民軍和其他派系（英语：Factional violence in Libya (2011–14)）的武裝反對人士在班加西爆發衝突，最終造成6人死亡。BBC新聞（页面存档备份，存于）、路透社（页面存档备份，存于）
- 一輛公車於巴基斯坦奎達遭人放置炸彈並且發生爆炸（英语：June 2013 Quetta bombing），這次爆炸造成至少11人死亡以及22人受傷。BBC新聞（页面存档备份，存于）
- 位於伊拉克的伊朗持不同意見之民眾聚集的難民營遭到迫擊炮攻擊，造成2人死亡以及27人受傷。路透社（页面存档备份，存于）、《每日星報（页面存档备份，存于）》
- 一家位於索馬利亞城鎮的茶館發生爆炸，造成包括數名士兵在內的7人死亡。路透社（页面存档备份，存于）

災害事故
- 菲律賓哥打巴托省因為大雨而迫使得超過10,000多個家庭被迫緊急疏散。ABS-CBN公司（页面存档备份，存于）
- 一架載有前美國總統喬治·沃克·布希的灣流IV型商務機（英语：Gulfstream IV）在從費城國際機場起飛前往達拉斯洛芙菲爾德機場時飛行員聞到煙味，為求安全決定提前降落至路易維爾國際機場，布希最後於星期天一大早順利抵達達拉斯。有線電視新聞網（页面存档备份，存于）
- 墨西哥彼德拉斯內格拉斯（英语：Piedras Negras, Coahuila）在6月14日到6月15日期間因為大洪水而導致約30%至35％、約4萬到5萬的城市居民被迫撤離，同時有超過62棟住宅被淹沒。《Eagle Pass Business Journal（页面存档备份，存于）》

國際關係
- 埃及總統穆罕默德·穆爾西宣布召回駐大馬士革的外交大使，並且宣布關閉所有與敘利亞保持聯繫的使館。天空新聞台（页面存档备份，存于）
- 在與大韓民國進行對談失敗後，北韓國防委員會宣布朝鮮政府願意與美國就高層次的核問題進行雙邊會談。NBC News（页面存档备份，存于）

法律犯罪
- 原本要飛往紐約州的埃及航空波音777客機因為疑似遭放置炸彈，之後在英國皇家空軍護航之下緊急降落在蘇格蘭的格拉斯哥普雷斯蒂克國際機場。News24（页面存档备份，存于）
- 美國內布拉斯加州奧馬哈發生槍擊事件，在警察將其槍殺前共造成2人死亡與2人受傷。有線電視新聞網（页面存档备份，存于）

政治選舉
- 哈桑·魯哈尼在2013年伊朗總統選舉中正式當選成為第七任的伊朗總統。Press TV

## 6月16日
武裝衝突
- 伊拉克中部和南部的叛亂分子發起一系列跨地區的汽車炸彈爆炸事件，造成至少20人遭到殺害。BBC新聞（页面存档备份，存于）
- 數名襲擊人攻擊巴基斯坦創始人穆罕默德·阿里·真納位在俾路支省的住家並且將之引爆，途中分別殺死與弄傷一名警察（英语：Law enforcement in Pakistan）和雇員。有線電視新聞網（页面存档备份，存于）
- 一名槍手於巴基斯坦西北部殺害了兩名協助接種脊髓灰質炎疫苗的醫療工作者。《衛報（页面存档备份，存于）》
- 英格蘭伯明罕的一座清真寺發生刺傷事件，其中受傷的4名成年男子中亦包括警務人員。News24（页面存档备份，存于）
- 哥倫比亞警方成功解救兩名被綁架的西班牙遊客。Google新聞

藝術文化
- 依據美國和加拿大的首映週末票房之收入，媒體估計《超人：鋼鐵英雄》在6月時能夠創下1.13億美元的票房紀錄。路透社（页面存档备份，存于）
- 著名美國社會名流金·卡戴珊生下一名女兒。《今日美國（页面存档备份，存于）》
- 威爾豪瑟公司同意以26.5億美元的價格收購Longview Timber。《西雅圖時報（页面存档备份，存于）》

災害事故
- 墨西哥西南部發生5.8級大地震，並且造成墨西哥城遭遇大停電。有線電視新聞網（页面存档备份，存于）
- 印度北阿坎德邦因為大雨造成大規模洪水以及山體滑坡，並且造成至少3人死亡。《印度快報（页面存档备份，存于）》

國際關係
- 埃及正式宣布與敘利亞斷交（英语：Egypt–Syria relations）。彭博通訊社（页面存档备份，存于）

法律犯罪
- 澳洲競爭與消費者協會（英语：Australian Competition and Consumer Commission）表示在2012年時因為遭遇網路詐欺而有所損失的澳洲人其損失總共超過9,300萬澳洲幣。《太陽先驅報（页面存档备份，存于）》
- 印度政府宣布於哈米爾普爾逮捕了3名試圖走私軍火（英语：Arms trafficking）的警察。《印度快報（页面存档备份，存于）》
- Google宣布推出了一套新的系統以解決網際網路上不斷流通的兒童色情產品問題。CNET（页面存档备份，存于）

政治選舉
- 在重重壓力之下辛巴威總統羅伯·穆加比同意不會選舉下一任辛巴威總統而是先參與地區選舉。《金融時報（页面存档备份，存于）》
- 美國總統巴拉克·歐巴馬宣布任命華盛頓哥倫比亞特區官方律師克利福德·斯隆（Clifford Sloan）與其他3名有經驗的政府官員為美國國務院就關閉關塔那摩灣海軍基地之特命全權大使。NBC News（页面存档备份，存于）
- 科威特憲法法庭宣布解散國家議會並重新展開國會選舉。BBC新聞（页面存档备份，存于）
- 捷克總理彼得·內恰斯宣布即將辭職。雅虎新聞（页面存档备份，存于）

宗教慶典
- 教宗方濟各於哈雷摩托車公司成立110周年之際為哈雷摩托車的愛好者祝福。《The Australian（页面存档备份，存于）》

體育競賽
- 英格蘭高爾夫球選手賈斯汀·羅斯贏得2013年美國高爾夫公開賽。ABC News（页面存档备份，存于）
- 全國運動汽車競賽協會車手葛瑞格·比福（英语：Greg Biffle）駕駛福特汽車奪得快速貸款400（英语：Quicken Loans 400）之冠軍。ESPN（页面存档备份，存于）
- 羅傑·費德勒於蓋瑞韋伯公開賽奪得生涯第77座網球冠軍，這也是10個月以來所得到的第一個冠軍獎盃。有線電視新聞網（页面存档备份，存于）

## 6月17日
國際關係

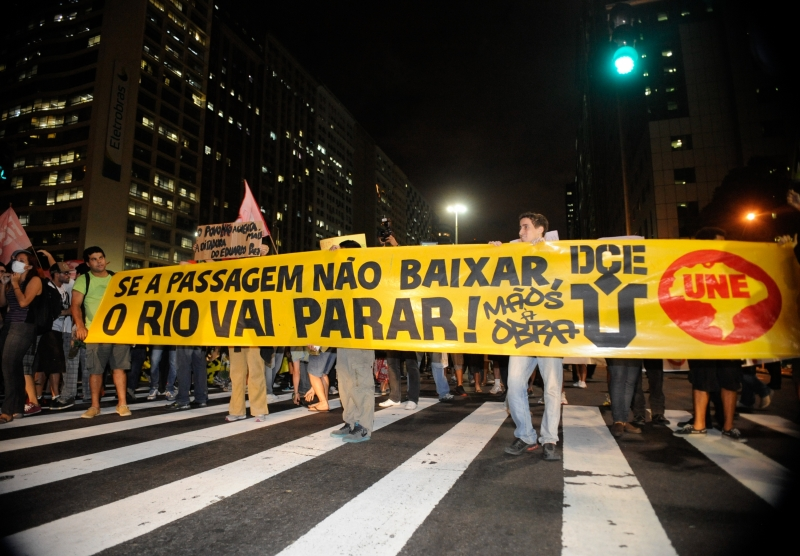
2013年巴西抗議行動。

- 第39屆八大工業國組織會議於北愛爾蘭舉辦，其中敘利亞內戰之處理也被排在議程之中。BBC新聞（页面存档备份，存于）
- 土耳其、南非和俄羅斯憤怒地要求英國政府解釋為何在2009年在倫敦舉辦的20國集團論壇中對其政治家和高級官員暗中監視與竊聽。《衛報（页面存档备份，存于）》
- 英國與厄瓜多外交機構就維基解密創辦人朱利安·阿桑奇仍滯留厄瓜多駐英國大使館一事進行談判。News24（页面存档备份，存于）

法律犯罪
- 美國最高法院推翻了亞利桑那州所要求聯邦選舉期間選民必須提出公民證明之法案，並且要求應該以《1993年全國選民登記法（英语：National Voter Registration Act of 1993）》作為實施標準。路透社（页面存档备份，存于）、公共電視網（页面存档备份，存于）
- 荷蘭法院判處一名50歲男子與6名青少年因為涉嫌在2012年12月阿爾梅勒毆打助理裁判員致死而判處有期徒刑。BBC新聞（页面存档备份，存于）
- 前英國廣播公司播報員斯圖爾特·霍爾（英语：Stuart Hall (presenter)）因為涉嫌性侵女童而被判處15個月的有期徒刑。BBC新聞（页面存档备份，存于）、《衛報（页面存档备份，存于）》
- 魁北克蒙特婁市長迈克尔·阿普鲍姆（英语：Michael Applebaum）因為被控欺詐和濫用公職而遭到逮捕。美聯社（页面存档备份，存于）

政治選舉
- 捷克總理彼得·內恰斯因為2013年捷克打擊組織犯罪行動的影響而正式提交辭呈。《紐約時報（页面存档备份，存于）》
- 巴西聖保羅與里約熱內盧等城市街頭因為公共交通費上漲而爆發大規模的示威遊行活動。《Newsday（页面存档备份，存于）》、BBC新聞（页面存档备份，存于）
- 美國總統巴拉克·歐巴馬其信心水平下降至50%以下，這也是19個月以來最低平均，而根據推測主要原因為美國社會針對政府大範圍地監測與其他爭議事件有所疑慮。News24（页面存档备份，存于）

## 6月18日
武裝衝突

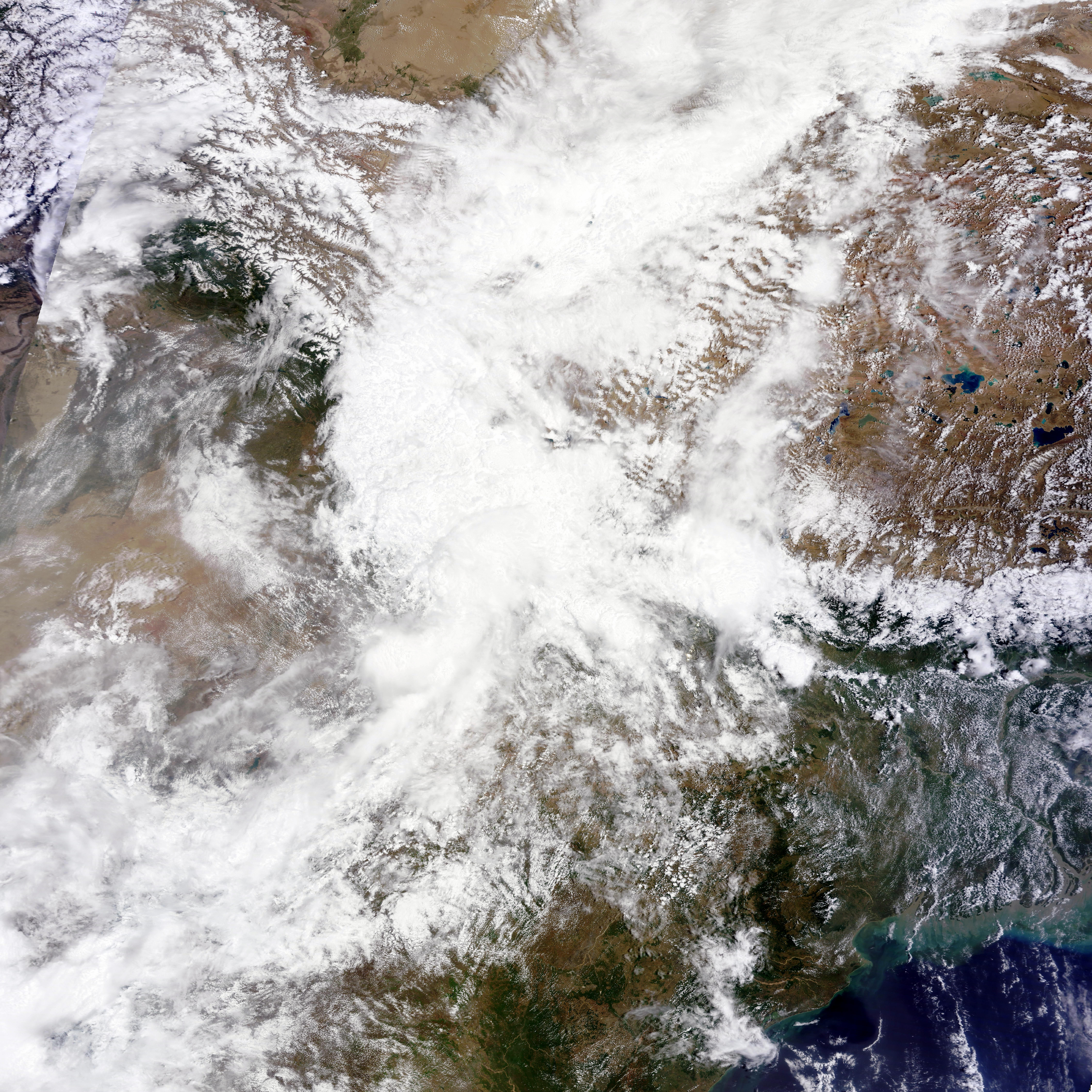
2013年印度洪水。

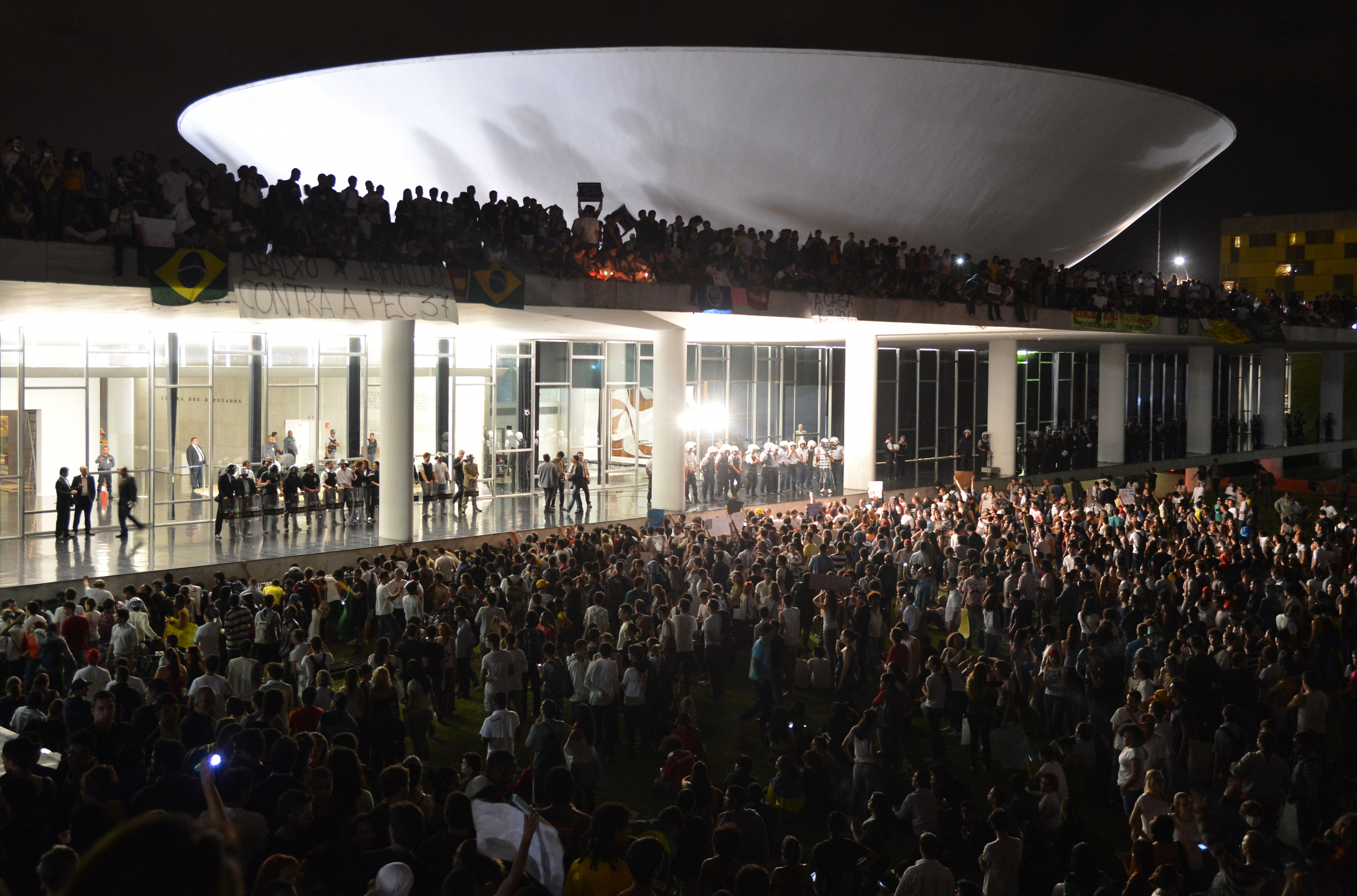
2013年巴西抗議行動。

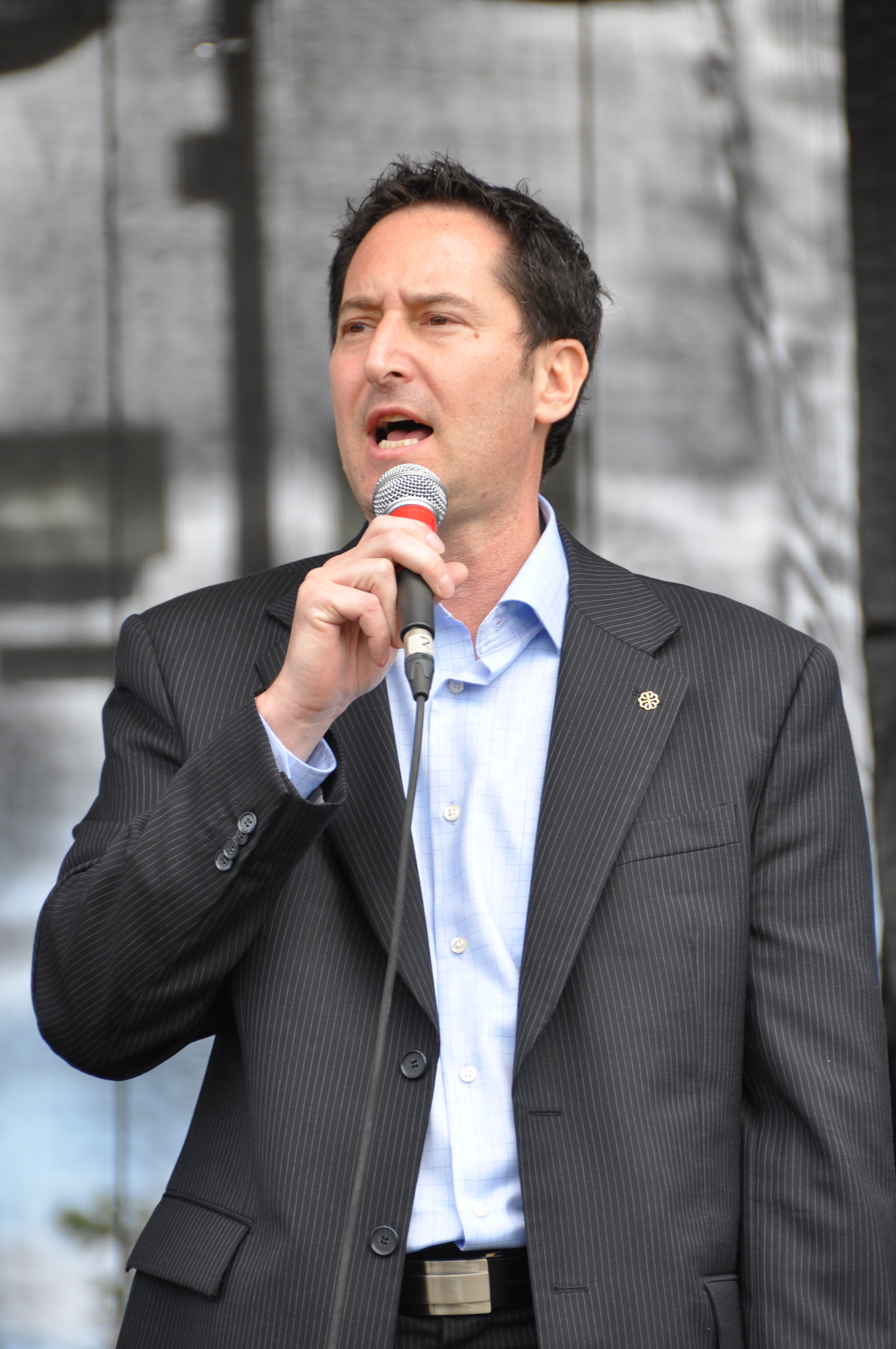
迈克尔·阿普鲍姆。

- 在莫三比克棟多一座軍械庫附近數名莫三比克士兵遭玉襲擊而被殺害。BBC新聞（页面存档备份，存于）
- 阿富汗首都喀布爾發生一起爆炸案，造成3人死亡以及6人受傷。BBC新聞（页面存档备份，存于）
- 阿富汗戰爭之叛亂份子於巴格拉姆空軍基地附近殺害4名美軍士兵。菲律賓廣播網
- 伊拉克游擊部隊於巴格達卡西拉（英语：Administrative districts in Baghdad）發動兩起自殺炸彈攻擊，造成31人死亡和60人受傷。BBC新聞（页面存档备份，存于）
- 巴基斯坦游擊部隊針對開伯爾-普什圖省馬爾丹斯赫爾加爾（英语：Shergarh, Mardan）一場葬禮的人們展開自殺炸彈攻擊（英语：Mardan funeral bombing），造成27人死亡以及超過30人受傷。半島電視台（页面存档备份，存于）
- 叛亂團體博科聖地針對奈及利亞達馬圖魯的一所中學展開突襲，造成2名老師與7名學生喪命。AllAfrica.com（页面存档备份，存于）
- 馬利共和國政府與圖阿雷格人反政府武裝部隊簽署停火協議。新華網

藝術文化
- 奈及利亞總統古德勒克·喬納森宣布投資3億奈及利亞奈拉作為發展諾萊塢的基金。AllAfrica.com（页面存档备份，存于）
- 著名美國記者麥可·哈斯丁（英语：Michael Hastings (journalist)）於一場車禍中喪命，享年33歲。《今日美國（页面存档备份，存于）》

商業經濟
- 在巴黎航空展上，波音推出的「夢幻飛機」波音787-10獲得近來最大的訂單，其中獲得超過100架客機訂單且總計價值高達約30億美元。News24（页面存档备份，存于）
- 印度盧比稅換美元下跌到新紀錄低點。《商業標準報（页面存档备份，存于）》
- 克萊斯勒汽車公司同意召回156萬輛於美國販售的吉普汽車。《今日美國（页面存档备份，存于）》

災害事故
- 印度北阿坎德邦、北方邦和喜馬偕爾邦因為多日來的大雨導致大規模山體滑坡災害，並且造成99人因而死亡。《印度時報（页面存档备份，存于）》
- 2013年印度洪水造成73,000名宗教朝聖者與1,700名遊客困於當地。《印度時報（页面存档备份，存于）》

國際關係
- 馬利共和國政府宣布已經和阿扎瓦德民族解放運動達成協議，同時宣布马里武装部队得以返回基達爾參加準備展開的選舉活動。半島電視台（页面存档备份，存于）、《華盛頓郵報（页面存档备份，存于）》
- 參與第39屆八大工業國組織會議的國家就維護敘利亞和平一事達成「七點計畫」的合作共識。ABC News（页面存档备份，存于）
- 衣索比亞復興大水壩建造一事引起衣索比亞和埃及之間就尼羅河引水問題出現爭執。美國之音

法律犯罪
- 澳大利亞澳式足球聯盟聖基爾達足球俱樂部（英语：St Kilda Football Club）球員史蒂芬·米爾恩（英语：Stephen Milne）被指控於2004年時犯下4起約會強姦案例。《雪梨晨鋒報（页面存档备份，存于）》
- 98歲的拉迪斯勞·科斯澤克·科薩塔瑞被控涉嫌參與在匈牙利和斯洛伐克的納粹主義戰爭罪刑。BBC新聞（页面存档备份，存于）
- 一名男子威脅要自艾菲爾鐵塔跳下自殺後2個小時被救出，然而該處已經成為巴黎最新的自殺新地標。News24（页面存档备份，存于）
- 中國逮捕了自俄羅斯走私213個熊掌的犯罪集團。《環球時報（页面存档备份，存于）》

政治選舉
- 針對安東尼斯·薩馬拉斯直接下令關閉希臘廣播電視公司一事，希臘法院要求讓廣播電視公司重新恢復營運。BBC新聞（页面存档备份，存于）
- 多達20萬人於巴西各地發起大規模遊行活動，同時示威者還爬上位於巴西利亞的巴西國會大樓以表達不滿。BBC新聞（页面存档备份，存于）
- 包括美國國家安全局局長基斯·亞歷山大（英语：Keith B. Alexander）在內的聯邦官員表示政府期監視軟體早在美國眾議院情報委員會所舉辦的聽證會上便有所討論。有線電視新聞網（页面存档备份，存于）
- 美國國家安全局表示稜鏡計畫等監察工作已經阻止超過50項恐怖陰謀。福斯新聞頻道（页面存档备份，存于）
- 蒙特婁市長迈克尔·阿普鲍姆（英语：Michael Applebaum）因為涉嫌參與欺詐和貪污等指控而決定宣佈辭職，另外其所繼任的前蒙特婁市長熱拉爾·特朗伯雷（英语：Gérald Tremblay）也是因為相關指控（英语：Charbonneau Commission）而宣佈辭職。CBC News（页面存档备份，存于）
- 俄羅斯國家杜馬一致通過禁止外國同性伴侶收養俄羅斯兒童之法案。福斯新聞頻道（页面存档备份，存于）

科學技術
- 華為宣布推出全世界最薄的智慧型手機華為Ascend P6。BBC新聞（页面存档备份，存于）
- 世界上最快的超級電腦天河二號正式公布。《中國日報（页面存档备份，存于）》
- 新的數據表示在月球上存在著多達280座以前未曾確認的隕石坑。《國際財經時報（页面存档备份，存于）》
- 新的研究報告發現雞具有極為優秀的計算技能和自我控制能力。《太陽先驅報（页面存档备份，存于）》
- 美聯社報導，洛杉磯教育委員會通過總額3,000萬美元的iPad採購案，其將逐步取代以紙本書籍為主之授課模式。中央社

體育競賽
- 伊朗國家足球隊、韓國國家足球隊與澳洲國家足球隊獲得參與2014年世界盃足球賽的資格。BBC體育（页面存档备份，存于）
- 曾經衛冕5座溫布頓網球錦標賽冠軍的網球選手大威廉絲宣布退出2013年溫布頓網球錦標賽。ESPN（页面存档备份，存于）

## 6月19日
武裝衝突

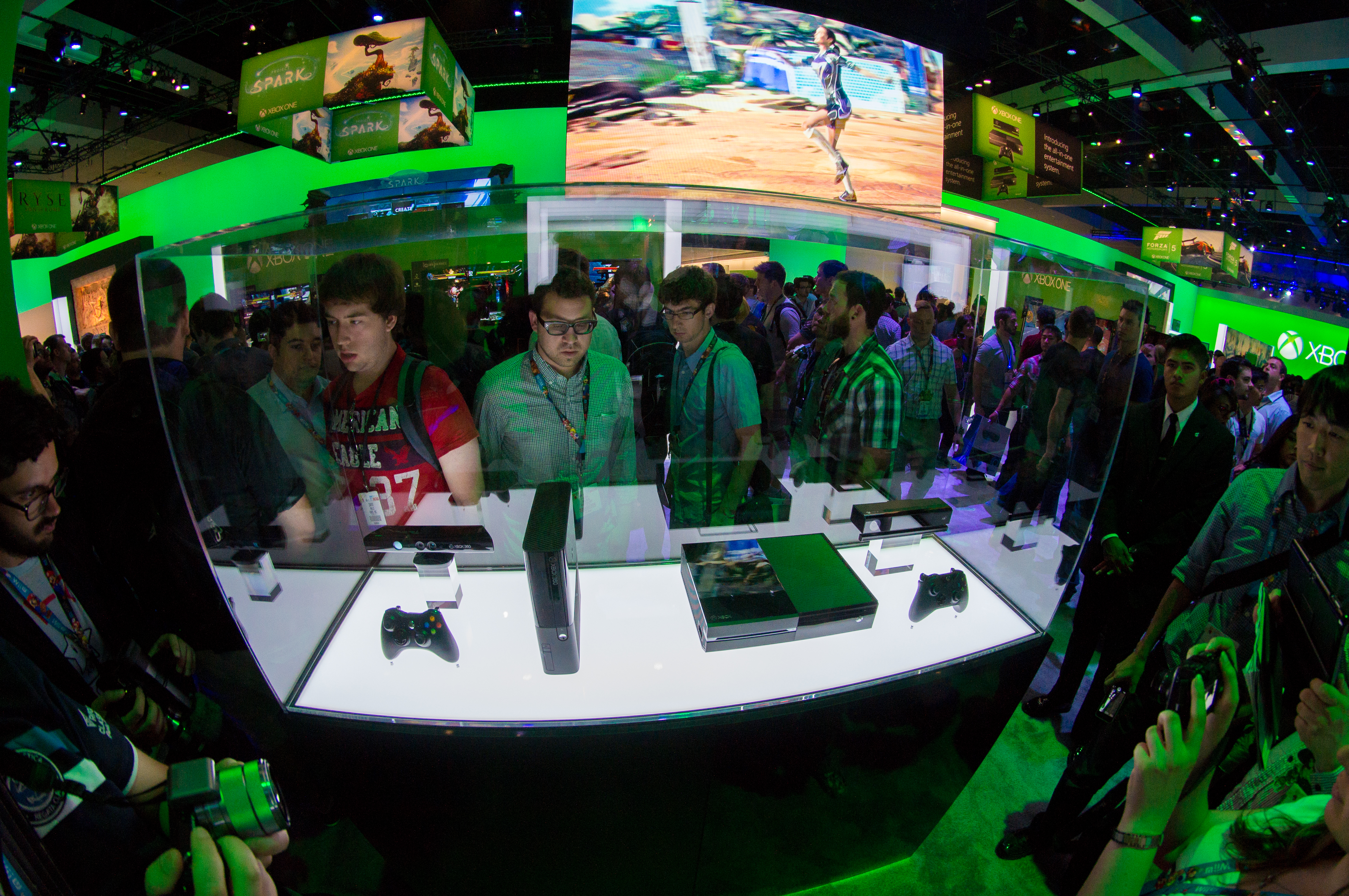
2013年E3展所展示的Xbox One硬體。

- 叛亂團體博科聖地針對奈及利亞邁杜古里的一所學校展開突襲，造成其中9名學生喪命。BBC新聞（页面存档备份，存于）
- 以伊斯蘭青年黨為首的叛亂份子（英语：War in Somalia (2009–present)）攻擊位於索馬利亞摩加迪休的聯合國開發計劃署基地，最後包括武裝分子、安全人員和平民在內共有22人死亡。路透社（页面存档备份，存于）
- 奈及利亞扎姆法拉州出一群騎著摩托車的槍手沿途開槍並且搶劫他人，最終造成48人死亡。BBC新聞（页面存档备份，存于）、《溫圖拉郡星報》

藝術文化
- 在《黑道家族》中飾演東尼·沙普藍諾（英语：Tony Soprano）而成名的51歲美國演員詹姆士·甘多費尼因為心肌梗死而逝世。ABC News（页面存档备份，存于）
- 被列入好萊塢星光大道一員的美國著名鄉村音樂歌手史林·惠特曼因為心衰竭逝世，享年90歲。有線電視新聞網（页面存档备份，存于）、哥倫比亞廣播公司（页面存档备份，存于）、《今日美國（页面存档备份，存于）》

災害事故
- 印度政府決定派遣印度陸軍協助救援人員於北阿坎德邦與喜馬偕爾邦北部的救援工作，同時根據統計印度災區內證實的死亡人數已經攀升至130人。BBC新聞（页面存档备份，存于）
- 俄羅斯薩馬拉州一個軍火庫發生爆炸並且造成1人死亡，之後當地政府隨即疏散6,000多人。天空新聞台（页面存档备份，存于）
- 法國西南部的洪水造成2人喪命，並且導致盧爾德當地的露德聖母朝聖地遭到關閉。亞洲新聞台[]

政治選舉
- 曾促成兩德統一的匈牙利總理霍恩·久洛因病逝世，享年80歲。ABC News、路透社（页面存档备份，存于）、歐洲新聞台（页面存档备份，存于）、《彭博商業周刊》、《每日電訊報（页面存档备份，存于）》、《華盛頓郵報（页面存档备份，存于）》

法律犯罪
- 英國下議院副議長奈傑爾·埃文斯涉嫌犯下3項性侵案而遭到逮捕。BBC新聞（页面存档备份，存于）
- 義大利法院（英语：Judiciary of Italy）駁回前任義大利總理西爾維奧·貝魯斯柯尼針對其逃稅審判的上訴要求。《每日電訊報（页面存档备份，存于）》
- 義大利法院裁定時裝設計公司杜嘉班納創辦人多梅尼科·多爾切（Domenico Dolce）和史蒂法諾·加巴納（Stefano Gabbana）因為涉嫌逃稅而被判重刑，但是裁決得以緩期執行。《環球郵報Archive.today的存檔，存档日期2013-06-24》

科學技術
- 在收到許多負面反應後，微軟宣佈將會改變即將推出的Xbox One其內容規格。Xbox Wire（页面存档备份，存于）
- 美國阿拉斯加州出現破紀錄的熱浪。NBC News（页面存档备份，存于）

## 6月20日

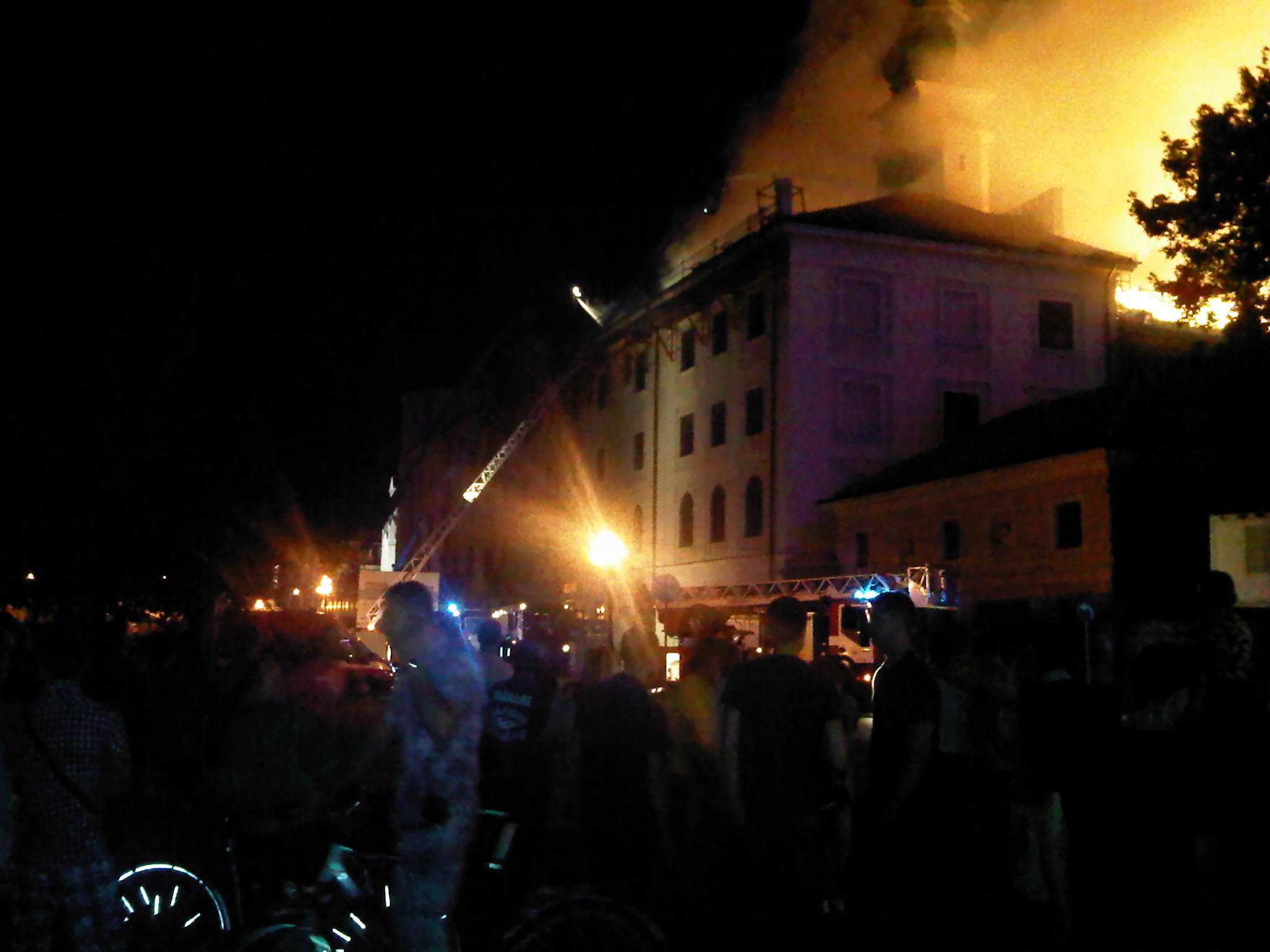
2013年里加城堡火災。

武裝衝突
- 兒童權利委員會（英语：Committee on the Rights of the Child）指責以色列士兵在以巴衝突期間虐待巴勒斯坦國兒童並且將其當作人肉盾牌使用。路透社（页面存档备份，存于）

商業經濟
- Instagram宣布位用戶推出上傳影片之服務。ABC News（页面存档备份，存于）
- 道瓊工業平均指數與標準普爾500指數分別下跌下跌353點（2.3％）和2.5％，這也是2013年以來成績最差的一天。有線電視新聞網（页面存档备份，存于）

災害事故
- 作為拉脫維亞總統官邸的里加城堡發生嚴重大火。BBC新聞（页面存档备份，存于）
- 2013年大西洋颶風季的熱帶風暴巴爾里（Barry）自墨西哥韋拉克魯斯州登陸，帶來大量雨水並且有造成洪水之危險。AccuWeather
- 惡劣的天氣使得針對印度北阿坎德邦的救援工作被迫暫停，而當地因為2013年印度洪水的死亡人數則增加至150人。BBC新聞（页面存档备份，存于）
- 印度尼西亞蘇門答臘的山火造成新加坡等地嚴重的空氣汙染，同時此次東南亞跨域霾害也使得馬來西亞上空陷入危險狀態。美聯社
- 位在加拿大魁北克科托杜拉克鎮（英语：Coteau-du-Lac, Quebec）的一家爆竹煙火工廠發生爆炸並且造成2人死亡。CBC News（页面存档备份，存于）
- 紐西蘭南島上空逐漸惡化的天氣使得但尼丁與基督城的陸上交通與航空運輸宣佈中斷，而坎特伯雷區和奧塔哥大區等地則有大雪與大雨的報告出現。Stuff.co.nz

法律犯罪
- 阿根廷足球球員利昂內爾·梅西與其父親因為涉嫌逃稅而被西班牙法院（英语：Judiciary of Spain）傳喚以要求說明。News Limited（页面存档备份，存于）

科學技術
- 神舟十號太空人在天宮一號首次進行太空授課，以實驗的方式教導在太空引力失重的環境所可能發生的物理現象。世界新聞網

體育競賽
- 邁阿密熱火（英语：2012–13 Miami Heat season）在2013年NBA總決賽中以4比3擊敗聖安東尼奧馬刺，這也是邁阿密熱火繼上次奪冠以來再度衛冕冠軍，而曾獲選為NBA最有價值球員的雷霸龍·詹姆則因此兩度拿下NBA總決賽最有價值球員。ESPN（页面存档备份，存于）
- 亚历山大·格奥尔基耶夫贏得國際跳棋世界錦標賽（英语：Draughts World Championship）冠軍。
- 美國國家女子足球隊選手阿比·万巴赫在紅牛競技場舉辦的對韓國國家女子足球隊熱身賽中踢進4球，同時其的職業生涯總踢進球數160球的她也超過原本美國足球選手米婭·哈姆所達成的生涯踢進158球之紀錄。雅虎新聞

## 6月21日
武裝衝突

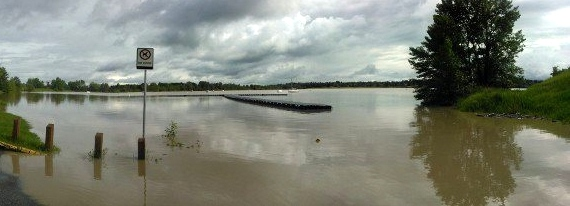
2013年亞伯達洪水。

- 巴基斯坦西北部城市白沙瓦的一座什葉派清真寺發生自殺攻擊，最後這次攻擊造成15人死亡。《曼谷郵報》
- 耶路撒冷西牆附近一名以色列籍猶太人遭到槍殺，事後調查為警衛錯誤地認為該名男子喊出大讚辭而視其為支持激進主義的巴勒斯坦人。BBC新聞（页面存档备份，存于）
- 位於美國北卡羅萊那州格林維爾（英语：Greenville, North Carolina）的律師事務所和沃爾瑪遭到一名槍手攻擊並且造成4人受傷，之後警方擊傷槍手之後將其拘禁逮捕。《今日美國（页面存档备份，存于）》、哥倫比亞廣播公司（页面存档备份，存于）

商業經濟
- 中國人民銀行決定為了解決中華人民共和國的資金危機而進行干預。《金融時報（页面存档备份，存于）》

災害事故
- 拉脫維亞政府表示中世紀存留迄今的堡壘里加城堡因為嚴重大火的緣故，包括波羅的海國家國家歷史博物館與總統官邸都嚴重毀損。歐洲新聞台（页面存档备份，存于）
- 拉脫維亞總統安德里斯·貝爾津什在上午視察里加城堡的毀損狀態後表示這為「國家災難」。今日俄羅斯（页面存档备份，存于）
- 印度馬哈拉施特拉邦的城鎮孟布拉（英语：Mumbra）發生一棟3層樓建築倒塌意外。根據報導確認已經有2人死亡，同時還有數人仍然掩埋在殘骸底下。CNN-IBN（页面存档备份，存于）、《印度斯坦時報》
- 2013年印度洪水在北阿坎德邦造成150人喪生。有14,000人獲救，另外還有60,000多人因為天候不佳而被迫滯留當地。NDTV（页面存档备份，存于）
- 加拿大亞伯達卡加利因為遭遇洪水而使得75,000人被迫撤離家園。有線電視新聞網（页面存档备份，存于）

生態醫療
- 臺灣發現第一起人類感染禽流感H6N1病例。中央通訊社（页面存档备份，存于）

法律犯罪
- 美國以間諜罪起訴愛德華·斯諾登。《華盛頓郵報Archive.today的存檔，存档日期2013-06-24》

## 6月22日
武裝衝突

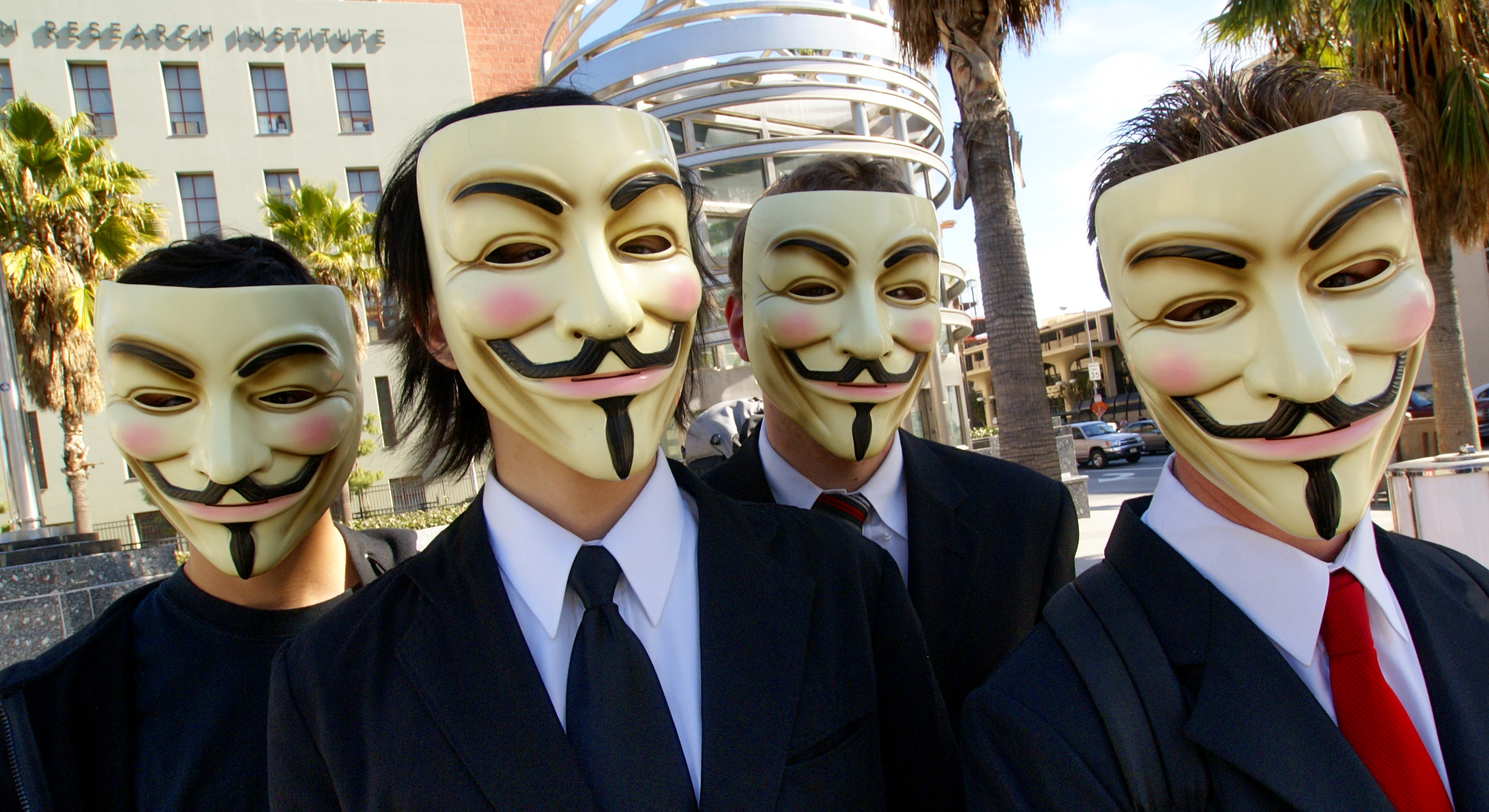
匿名者。

- 數萬名支持2013年土耳其反政府抗議運動的民眾前往伊斯坦堡塔克西姆廣場悼念4天前逝世的示威者，但是之後反遭到警方使用水炮、催淚彈和橡膠子彈驅趕。《衛報（页面存档备份，存于）》
- 敘利亞之友（英语：Friends of Syria Group）同意為在敘利亞內戰中陷入困境的反政府武裝部隊提供緊急援助。路透社（页面存档备份，存于）

藝術文化
- 於柬埔寨首都金邊舉辦的第37屆世界遺產大會上，聯合國教科文組織正式將中國天山山脈與紅河哈尼梯田、日本富士山等景色列為世界遺產。中央通訊社、《日本時報（页面存档备份，存于）》

商業經濟
- 由於義大利失業率創下新紀錄使得數十萬名工人和失業人士前往羅馬展開示威遊行，這也是恩里科·萊塔在今年稍早組成政府以來首次遇到的大規模抗議運動。半島電視台（页面存档备份，存于）

災害事故
- 2013年亞伯達洪水發生第三天已經造成10萬人被迫離開家園。CBC News（页面存档备份，存于）
- 紐西蘭坎特伯雷區發生20年以來最為嚴重的洪水氾濫災情，其中利斯頓（英语：Leeston）和利特爾頓的災情慘重。3 News
- 俄亥俄州代頓的一架飛機墜毀並且造成兩人死亡。WHIO-TV

政治選舉
- 一份要求特赦（英语：List of people pardoned or granted clemency by the President of the United States）愛德華·斯諾登的請願書達到10萬人簽名，這也意味著巴拉克·歐巴馬必須針對此事作出回應。《The Daily Dot（页面存档备份，存于）》
- 美國總統巴拉克·歐巴馬於第39屆八大工業國組織會議前往北愛爾蘭的一家新教與天主教整合學校（英语：Education in Northern Ireland）發表的言論被指控暗中反對天主教。Irish Central（页面存档备份，存于）

科學技術
- 匿名者聲稱已經取得朝鮮民主主義人民共和國的重要文件，並且計畫於6月25日韓戰爆發紀念日當天公布這些檔案。《外交官（页面存档备份，存于）》

體育競賽
- 由湯姆·克里斯滕森、阿蘭·麥克尼什（英语：Allan McNish）和盧瓦克·杜瓦爾（英语：Loïc Duval）組成的奧迪車隊贏得2013年利曼24小時耐力賽（英语：2013 24 Hours of Le Mans）冠軍，然而丹麥賽車選手阿蘭·西蒙森則因為在比賽過程中衝出跑道並且發生車禍，最後傷重不治。《衛報（页面存档备份，存于）》、Speed

## 6月23日
武裝衝突
- 一座位於賽達郊區的檢查哨突然遭遇攻擊，最終造成6名隸屬黎巴嫩武裝部隊的士兵喪生以及數人於衝突中受傷。半島電視台（页面存档备份，存于）
- 巴基斯坦塔利班约15名槍手襲擊位在自由克什米爾的一間酒店，並且殺害9名遊客與一名巴基斯坦籍導遊。BBC新聞（页面存档备份，存于）、路透社（页面存档备份，存于）
- 肯亞部落發生武裝衝突，最後造成16人死亡與20多人受傷。《馬斯卡廷日報》
- 巴西各地爆發大規模的抗議運動，並且逼使得警方決定再度使用催淚彈以驅散人群。《衛報（页面存档备份，存于）》
- 蓋達組織聯合菲律賓當地的槍手綁架了兩名於菲律賓拍攝電影的姊妹。天空新聞台（页面存档备份，存于）

藝術文化
- 朝鮮民主主義人民共和國的一些景點被聯合國教科文組織列為世界遺產。ABC News（页面存档备份，存于）
- 《我是傳奇》作者李察·麥森在家中逝世，享年87歲。Locus（页面存档备份，存于） LA Times（页面存档备份，存于）

災害事故
- 2013年印度洪水所造成的死亡人數已經增加至超過6,500人，對此印度陸軍決定增派數千人前往印度西北地區救災。半島電視台（页面存档备份，存于）
- 蒙特內哥羅發生公車車禍（英语：2013 Montenegro bus crash），造成至少13人死亡以及32人受傷。《哈芬登郵報（页面存档备份，存于）》

國際關係
- 針對美國政府所提出的引渡要求，香港方面表示由於不符合法律規定而無法進行。而舉報人愛德華·斯諾登則在維基解密法律顧問的陪同下乘坐俄羅斯航空客機飛往莫斯科，之後計劃前往厄瓜多並向後者申請政治庇護。半島電視台（页面存档备份，存于）、《衛報（页面存档备份，存于）》、《南華早報（页面存档备份，存于）》

政治選舉
- 阿爾巴尼亞展開2013年阿爾巴尼亞議會選舉（英语：Albanian parliamentary election, 2013），然而在拉奇附近的投票所發生槍擊事件，其中造成活動家焦恩·彼得·格莊尼（Gjon Pjeter Gjoni）喪命、另外還有3人受到槍擊。半島電視台（页面存档备份，存于）、BBC新聞（页面存档备份，存于）、雅虎新聞（页面存档备份，存于）
- 巴勒斯坦民族權力機構主席馬哈茂德·阿巴斯接受了巴勒斯坦民族權力機構總理拉米·哈馬達拉於上週四提出的辭呈。路透社（页面存档备份，存于）
- 前南非總統納爾遜·曼德拉因為肺部感染的病情加重而再度陷入昏迷。ABC News（页面存档备份，存于）

體育競賽
- 印度國家板球隊於伯明罕的埃德巴斯頓板球場（英语：Edgbaston Cricket Ground）上擊敗英格蘭板球隊而贏得2013年ICC冠軍獎盃賽（英语：2013 ICC Champions Trophy）冠軍。雅虎新聞
- 美國特技表演家尼克·瓦倫達成為第一位以走鋼絲的方式直接經過小科羅拉多河走到科羅拉多大峽谷對岸的人。CBC News（页面存档备份，存于）

## 6月24日
武裝衝突

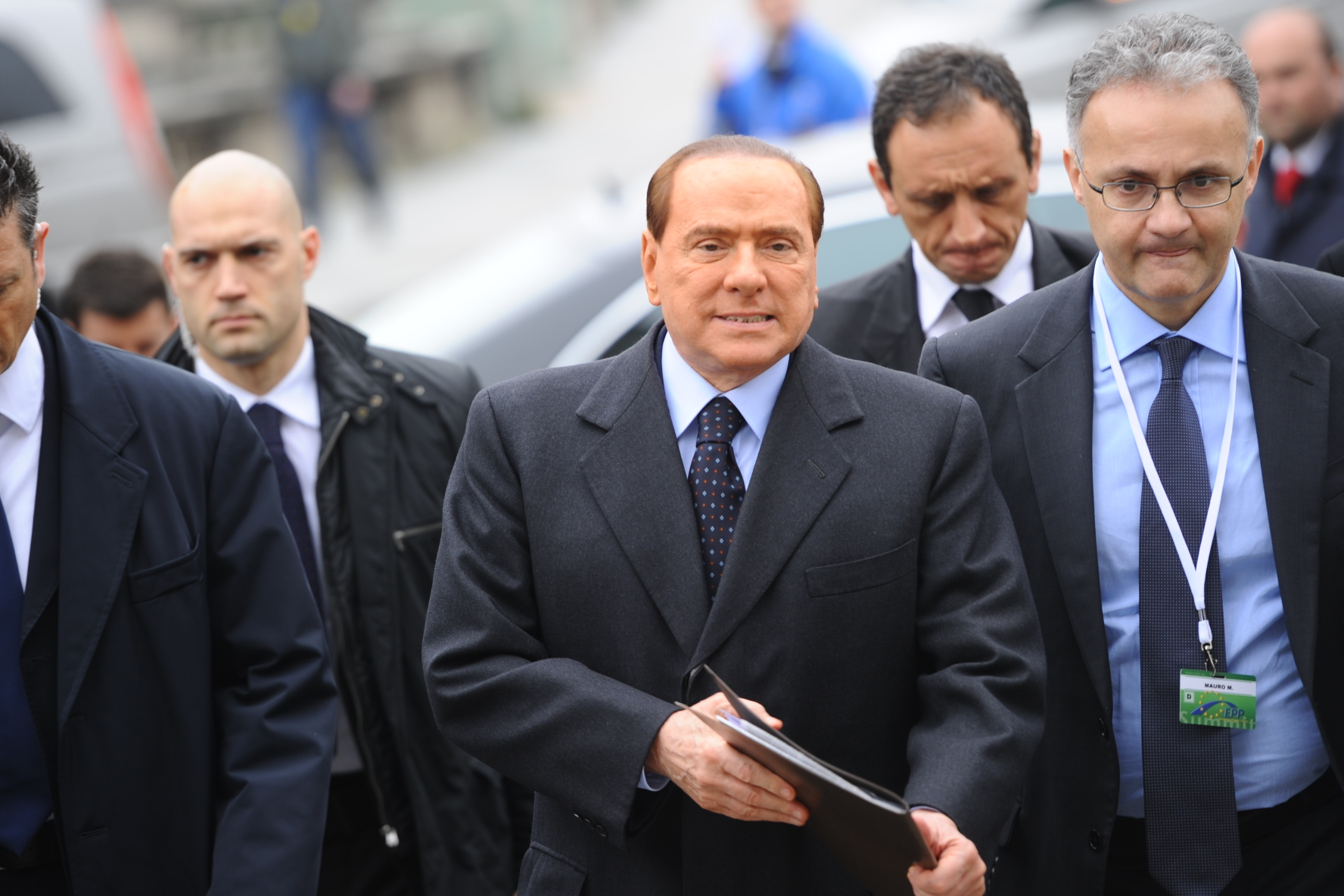
西爾維奧·貝魯斯柯尼。

- 隨著敘利亞內戰蔓延至黎巴嫩，黎巴嫩武裝部隊與薩拉菲運動神職人員艾哈邁德·阿錫爾（英语：Ahmed al-Assir）的支持者在艾恩哈勒瓦附近爆發武裝衝突（英语：Battle of Sidon）；最後黎巴嫩政府表示這次戰鬥造成至少15名士兵死亡、38人在衝突中受傷，並且承諾會打擊國內的種族衝突。半島電視台（页面存档备份，存于）
- 在上週日晚上以色列南部遭遇2枚火箭彈攻擊後，以色列空軍派遣戰機攻擊加薩走廊。BBC新聞（页面存档备份，存于）、《以色列時報（页面存档备份，存于）》

災害事故
- 2013年印度洪水被認定為50年以來印度北部因為龐大雨勢而災情最為嚴重的季風時期。BBC新聞（页面存档备份，存于）

法律犯罪
- 美國最高法院駁回2013年費舍爾訴德克薩斯州大學案（英语：Fisher_v._University_of_Texas_(2013)）中針對種族議題與大學錄取率關係的違憲審查要求並且要求重新展開審理。法律資訊中心（页面存档备份，存于）
- 前義大利總理西爾維奧·貝魯斯柯尼因為涉嫌濫用職權以及和未成年妓女發生性行為而被判處7年的有期徒刑。有線電視新聞網（页面存档备份，存于）
- 阿根廷籍足球員利昂內爾·梅西已經向西班牙加泰隆尼亞當地政府補繳2010年和2011年期間逃稅的10萬歐元，而檢調單位則將重心轉放在2007年至2009年期間逃避稅務近4.1萬歐元這部分。ESPN（页面存档备份，存于）

體育競賽
- 芝加哥黑鷹於最後一場決賽中以3比2勝過波士頓棕熊，並且以取得4場對上2場的系列戰成績奪下2013年史丹利盃決賽（英语：2013 Stanley Cup Finals）冠軍。國家冰球聯盟（页面存档备份，存于）、CBC News（页面存档备份，存于）

## 6月25日
武裝衝突

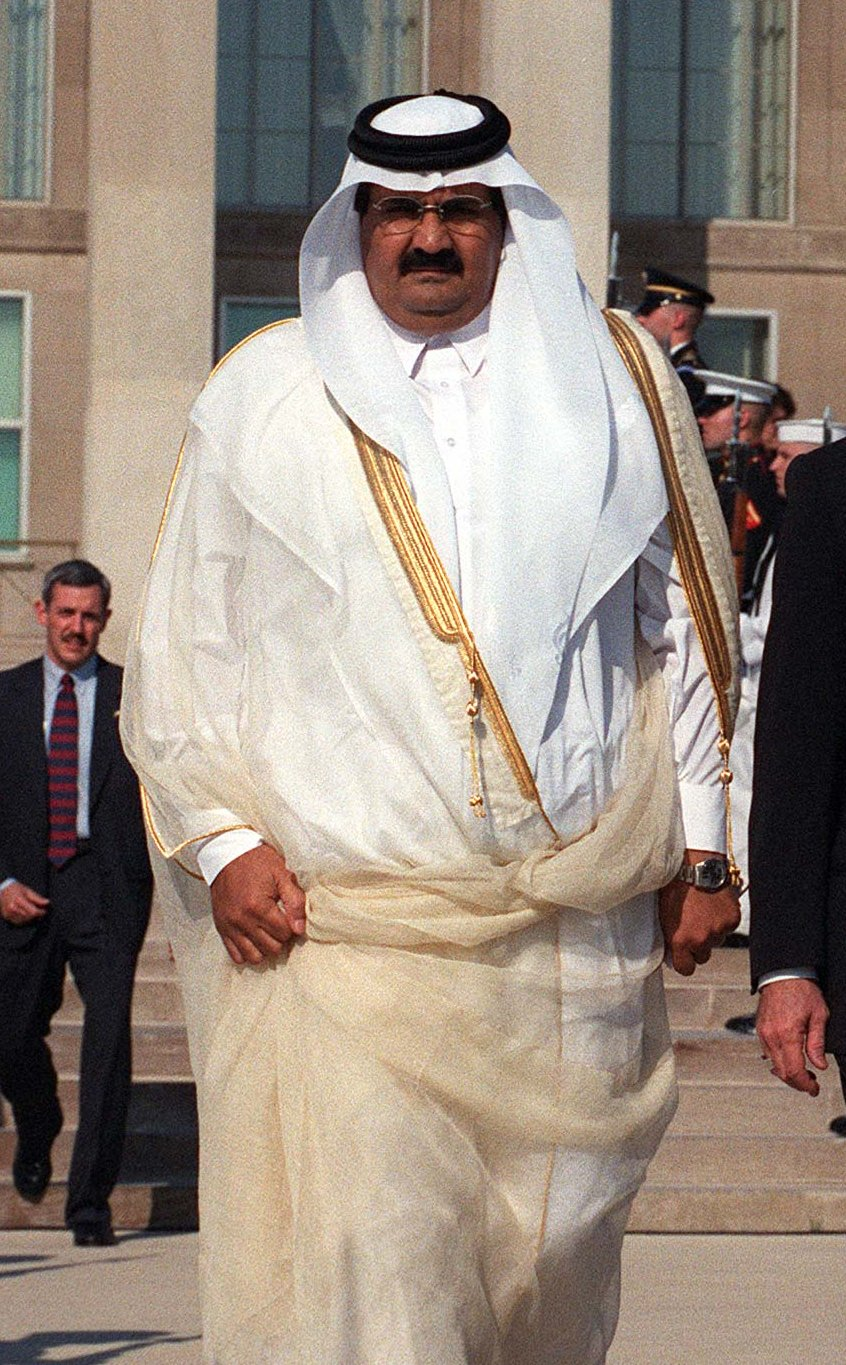
哈邁德·本·哈利法·阿勒薩尼。

- 阿富汗戰爭的塔利班勢力大規模攻擊位於喀布爾的阿富汗總統府所在地。BBC新聞（页面存档备份，存于）

藝術文化
- 美國節奏藍調歌手帕芙·強森（英语：Puff Johnson）因為子宮頸癌逝世，享年40歲。IOL Tonight（页面存档备份，存于）
- 電視劇《蒼穹下》在美國首次上映隨即吸引1,350萬名觀眾，這也是自1992年以來夏季播出的電視劇中收視率最高的一次。《Newsday（页面存档备份，存于）》、《娛樂周刊（页面存档备份，存于）》

商業經濟
- 槍械製造商史密斯威森發表其第四季度與整年的銷售報告。NBC News（页面存档备份，存于）
- 男士服飾公司（英语：Men's Wearhouse）決定開除其創辦人暨長期品牌發言人喬治·滋墨（英语：George Zimmer）。《Newsday（页面存档备份，存于）》

災害事故
- 一架前往救援2013年印度洪水災民的直升機墜毀於北阿坎德邦，機上19人全數罹難。First Post（页面存档备份，存于）
- 中非共和國一處金礦礦坑發生倒塌意外並且造成至少37人死亡。路透社（页面存档备份，存于）

國際關係
- 大韓民國警方就黑客攻擊包括韓國總統府青瓦台等政府網站一事發布網路警報。福斯新聞頻道（页面存档备份，存于）

法律犯罪
- 義大利執法單位（英语：Law enforcement in Italy）調查包括拉齊歐足球俱樂部與尤文圖斯足球俱樂部等30多家足球俱樂部，試圖找出國際逃稅、大規模洗錢和偽造發票等犯罪證據。路透社（页面存档备份，存于）
- 俄羅斯總統佛拉迪米爾·普丁證實愛德華·斯諾登本人位於俄羅斯莫斯科一座機場的國際區中，並且拒絕美國所提出的引渡要求。福斯新聞頻道（页面存档备份，存于）
- 里約熱內盧貧民窟中警方與毒販之間爆發槍戰，並且造成9人死亡。BBC新聞（页面存档备份，存于）
- 法國反恐警察在巴黎逮捕6人試圖策畫展開恐怖襲擊的成員們。法國24（页面存档备份，存于）
- 4名奈及利亞囚犯被實施絞刑處死，這也是自2006年以來第一次執行死刑。BBC新聞（页面存档备份，存于）

政治選舉
- 在因應原本擔任美國參議院議員約翰·凱瑞辭去職務轉而擔任美國國務卿後麻薩諸塞州舉辦特別選舉（英语：United States Senate special election in Massachusetts, 2013），結果由民主黨候選人愛德華·馬基輕鬆勝過共和黨候選人加比爾·高梅斯（英语：Gabriel E. Gomez）。《紐約時報（页面存档备份，存于）》
- 卡達埃米爾哈邁德·本·哈利法·阿勒薩尼宣佈遜位，將權力轉移給王儲塔米姆·本·哈邁德·阿勒薩尼。中央通訊社、法國24、路透社（页面存档备份，存于）
- 希臘總理安東尼斯·薩馬拉斯改組內閣並且安排更多泛希臘社會運動黨成員擔任政府高層，同時任命黨主席埃萬蓋洛斯·維尼澤洛斯擔任希臘副總理暨外交部部長（英语：Minister for Foreign Affairs (Greece)）。《衛報（页面存档备份，存于）》
- 印度工商聯合會（英语：FICCI）呼籲印度政府應該將體育賭博合法化。《印度時報（页面存档备份，存于）》
- 美國最高法院否決的要求重新審查《1965年選舉權法》部分關鍵內容的提議。《華盛頓郵報（页面存档备份，存于）》

科學技術
- 中國神舟十號完成為期15天的飛行任務而返回地球。哥倫比亞廣播公司（页面存档备份，存于）

## 6月26日
武裝衝突

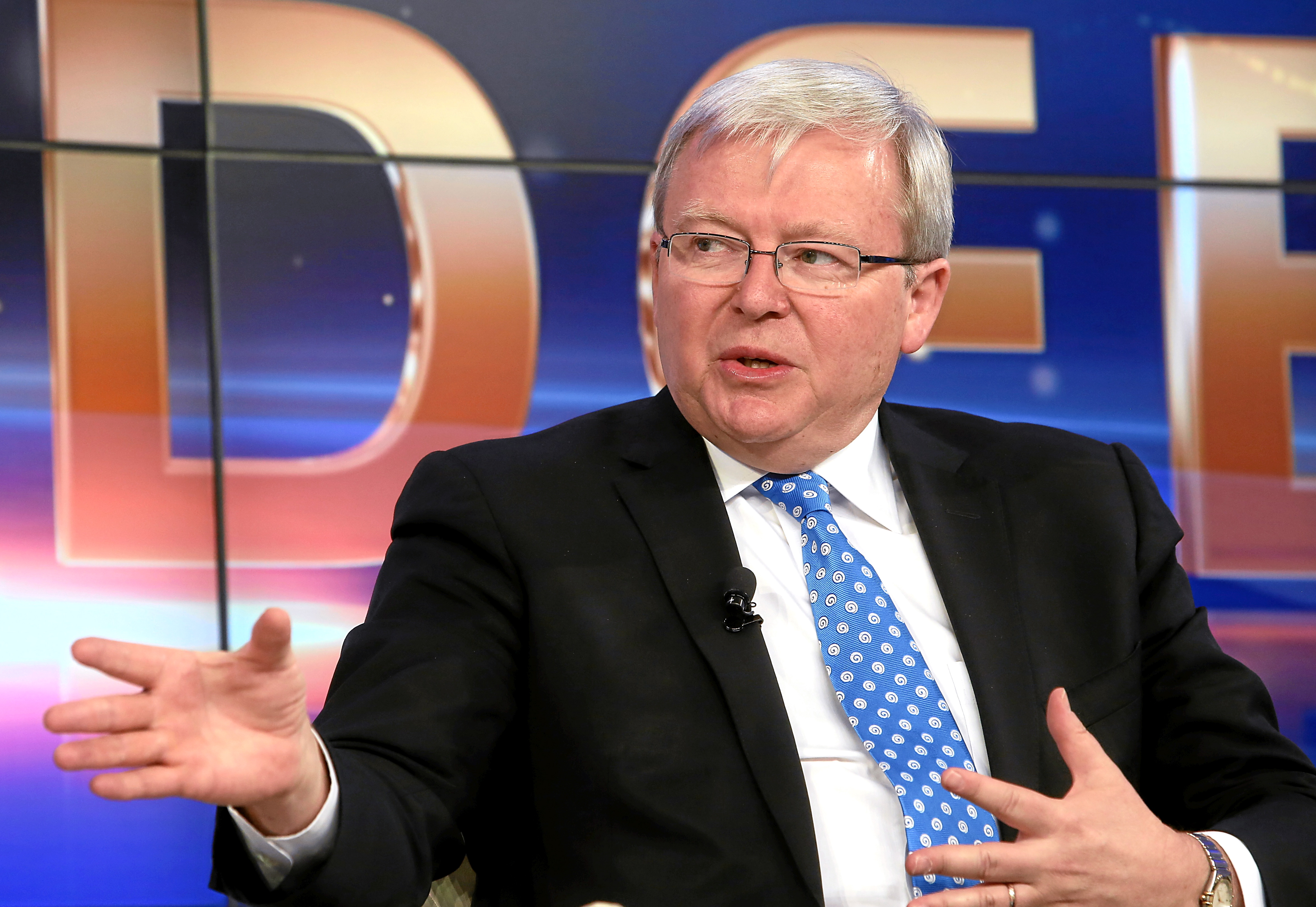
陸克文。

- 巴基斯坦喀拉蚩發生一起針對信德省高等法院（英语：Sindh High Court）最高法大法官马克布勒·巴卡尔（Maqbool Baqar）的爆炸攻擊（英语：June 2013 Karachi bombing），最終造成9人死亡以及數人受傷。《論壇快報（页面存档备份，存于）》、《黎明報（页面存档备份，存于）》
- 中國新疆鄯善一起暴力恐怖襲擊案件造成24人遇害，之後警方击毙10名暴徒。新华网（页面存档备份，存于）、NBC News（页面存档备份，存于）、《The Australian（页面存档备份，存于）》
- 敘利亞人權觀察組織估計大約有10萬人死於敘利亞內戰之中。《Newsday（页面存档备份，存于）》

災害事故
- 一架軍用直升機試圖前往救援位在北阿坎德邦喜馬拉雅山脈附近的洪水受災戶，但是直升機最後因故墜毀並且造成超過20名機上成員全數喪生。News Limited（页面存档备份，存于）

法律犯罪
- 美國最高法院大法官以5票贊成、4票反對裁定聯邦法律《捍衛婚姻法案》失效，並且認定美利堅合眾國訴溫莎案一案中伊迪絲·溫莎獲得勝訴。英國廣播公司（页面存档备份，存于）、NBC News（页面存档备份，存于）
- 美國最高法院同時裁定加利福尼亞州禁止同性婚姻的《加利福尼亞州8號提案》違憲（英语：Hollingsworth v. Perry），並要求恢復到2008年版本的同性婚姻法案。有線電視新聞網（页面存档备份，存于）
- 在美式足球職業選手奧丁·洛伊德（Odin Lloyd）在美國麻薩諸塞州遭人槍殺案過後一個禮拜，警方逮捕了居住於附近、於新英格蘭愛國者擔任近端鋒的國家美式足球聯盟選手阿隆·埃尔南德斯（英语：Aaron Hernandez）並且以犯下謀殺罪而提出正式指控。NBC News（页面存档备份，存于）、ESPN（页面存档备份，存于）

政治選舉
- 前任澳洲總理陸克文在特別黨團會議（英语：Australian Labor Party leadership spill, June 2013）中以57票對45票擊敗現任總理，第二次出任澳洲工黨黨魁。《時代報（页面存档备份，存于）》、News Limited（页面存档备份，存于）
- 南非總統雅各布·祖瑪取消原本訪問莫三比克的行程，轉而前往普勒托利亞當地醫院探訪病危的前南非總統納爾遜·曼德拉。News24（页面存档备份，存于）
- 蒙古國舉辦2013年蒙古國總統選舉，其中現任蒙古國總統查希亞·額勒貝格道爾吉獲得超過50%的選票而大勝其他候選人。《紐約時報（页面存档备份，存于）》

科學技術
- Google引進一種新的彩蛋，在搜索框中打入「Gay（页面存档备份，存于）」便會有彩虹的特效。《時代（页面存档备份，存于）》
- 於柬埔寨首都金邊發現的柬埔寨縫葉鶯確認為新的物種。BBC新聞（页面存档备份，存于）
- 科學家於恆星附近發現至少6顆太陽系外行星，其中有3顆行星被認為適合生物存在。有線電視新聞網（页面存档备份，存于）、福斯新聞頻道（页面存档备份，存于）、歐洲南天天文台（页面存档备份，存于）

## 6月27日
商業經濟

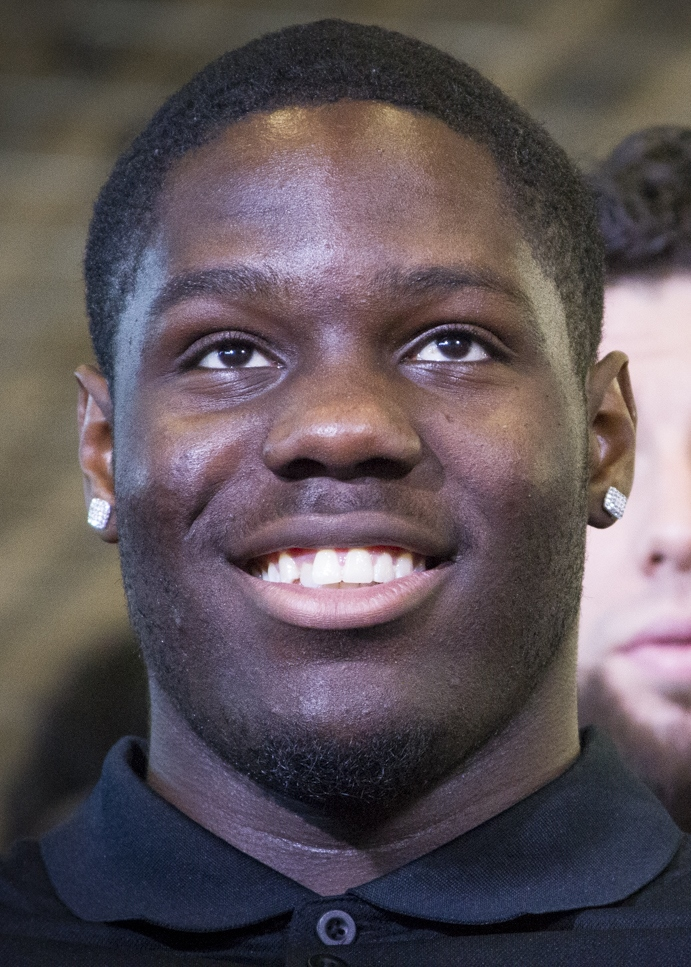
安東尼·貝內特。

- 歐洲聯盟的各個歐洲領導人與英國就退還金部分達成設置長期預算的決議。路透社（页面存档备份，存于）

國際關係
- 韓國總統朴槿惠前往中華人民共和國四天並與中華人民共和國主席習近平展開對談，雙方同意應該試圖減低朝鮮半島的緊張局勢。美聯社（页面存档备份，存于）

法律犯罪
- 美國聯邦檢察官遞交給陪審團起訴書，其內容為喬卡·沙尼耶夫因為參與2013年波士頓馬拉松爆炸案而犯下的30項罪刑之指控。《紐約時報（页面存档备份，存于）》

政治選舉
- 陸克文與安東尼·阿爾巴尼西宣誓分別就任澳洲總理與澳洲副總理一職。ABC News（页面存档备份，存于）
- 查希亞·額勒貝格道爾吉於2013年蒙古國總統選舉中再度當選成為蒙古國總統。《環球郵報Archive.today的存檔，存档日期2013-06-28》

科學技術
- 美國國家航空暨太空總署在美國加利福尼亞州成功發射用來觀察太陽的太空探測器太陽過渡層成像光譜儀衛星。美國國家航空暨太空總署

體育競賽
- 2013年NBA选秀於美國紐約州布魯克林區進行，並且由克里夫蘭騎士挑選加拿大籍籃球球員安東尼·貝內特作為選秀第一順位人選。彭博通訊社（页面存档备份，存于）

## 6月28日
武裝衝突

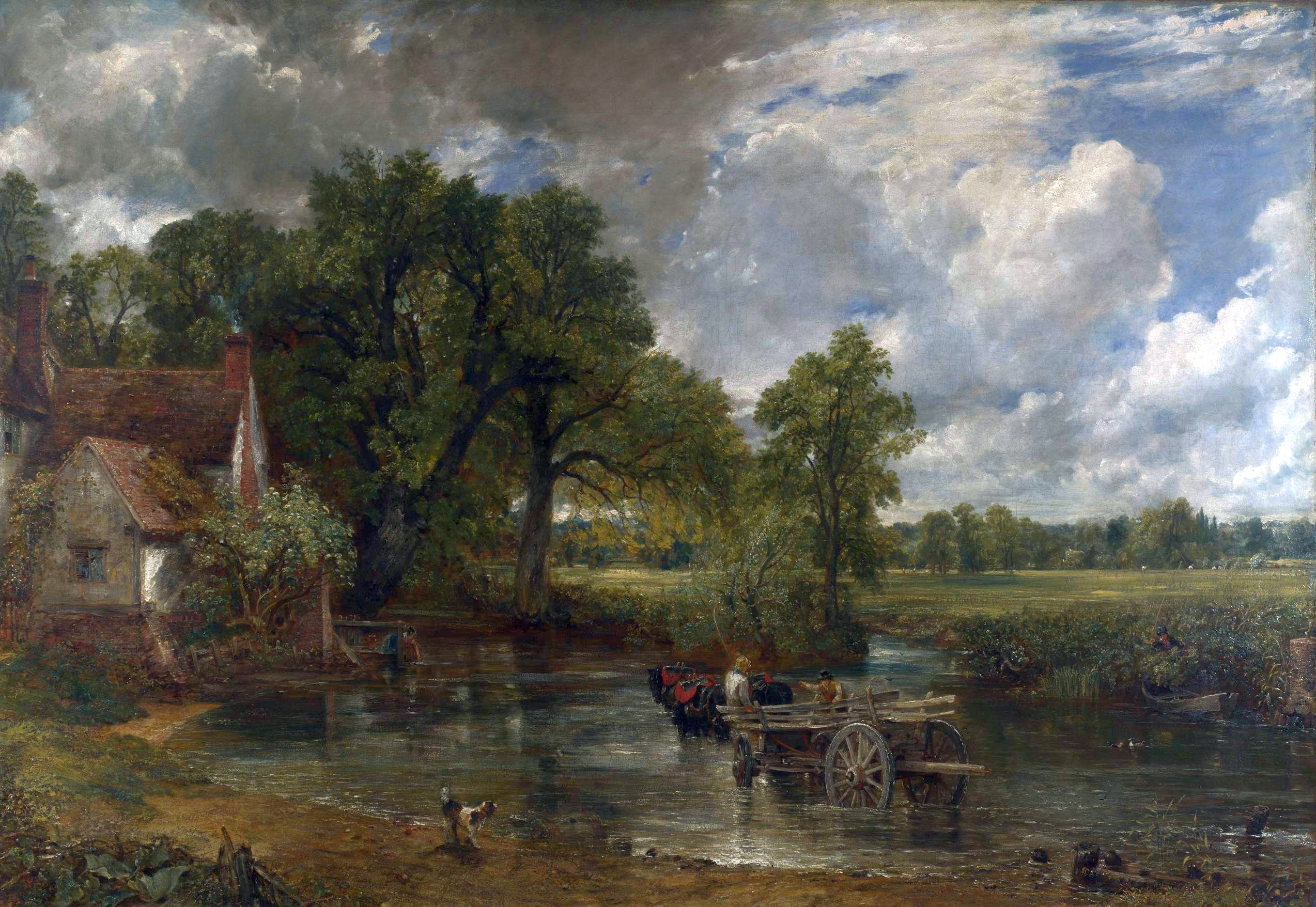
乾草車。

- 菲律賓國家警察在高山省遭遇埋伏，造成1名實習警員被殺害以及6人受輕重傷。ABS-CBN News and Current Affairs（页面存档备份，存于）
- 位於埃及宰加濟格的省委辦公室遭到攻擊，造成1人死亡與4人受傷。路透社（页面存档备份，存于）
- 奈及利亞高原州的武裝衝突造成36人喪命。新華網（页面存档备份，存于）
- 泰國宋卡發生炸彈攻擊事件，造成2人死亡與7人受傷。《國家（页面存档备份，存于）》
- 巴基斯坦喀拉蚩的攻擊事件造成3人死亡與7人受傷。Gulf News（页面存档备份，存于）
- 伊拉克警察和反蓋達組織民兵發動武裝行動並且擊斃15人。《每日星報（页面存档备份，存于）》

藝術文化
- 已經逝世的前委內瑞拉總統烏戈·查維茲獲得西蒙波利瓦國家新聞獎（Simon Bolivar National Award for Journalism）。《郵政衛報（页面存档备份，存于）》

商業經濟
- 黃金價格低於每盎司1,200美元，創下自2010年以來歷史上的最低紀錄。BBC新聞（页面存档备份，存于）
- 美國農業部重新批准了新墨西哥州的馬肉屠宰公司。路透社（页面存档备份，存于）
- 新聞集團將其旗下的影視和出版業務正式分離而另外成立了21世紀福斯。《洛杉磯時報（页面存档备份，存于）》

法律犯罪
- 梵蒂岡宗教事務銀行的高級神職人員索里亞·史卡拉諾（Nunzio Scarano）主教和另外兩個人因為涉嫌計畫將2,000萬歐元從瑞士偷運至義大利而遭到逮捕。BBC新聞（页面存档备份，存于）
- 法國富豪伯納德·塔比（英语：Bernard Tapie）因為涉嫌不當透過政治權力來為自身企業獲利。新華網（页面存档备份，存于）
- 一名男性因為破壞約翰·康斯特勃的畫作乾草車（英语：The Hay Wain）而遭到英國警方逮捕並且要求賠償。《聖荷西信使報（页面存档备份，存于）》
- 加利福尼亞州的《8號提案》因為僅限制異性戀者得以結婚而被美國最高法院判定違憲後，一對女同性戀者成功在舊金山巡迴法院上勝訴。NBC News（页面存档备份，存于）

體育競賽
- 前巴基斯坦板球隊隊長沙萊曼·巴特（英语：Salman Butt）坦承在2010年時收錢並打假球。《喀拉蚩新聞報（页面存档备份，存于）》

## 6月29日
武裝衝突

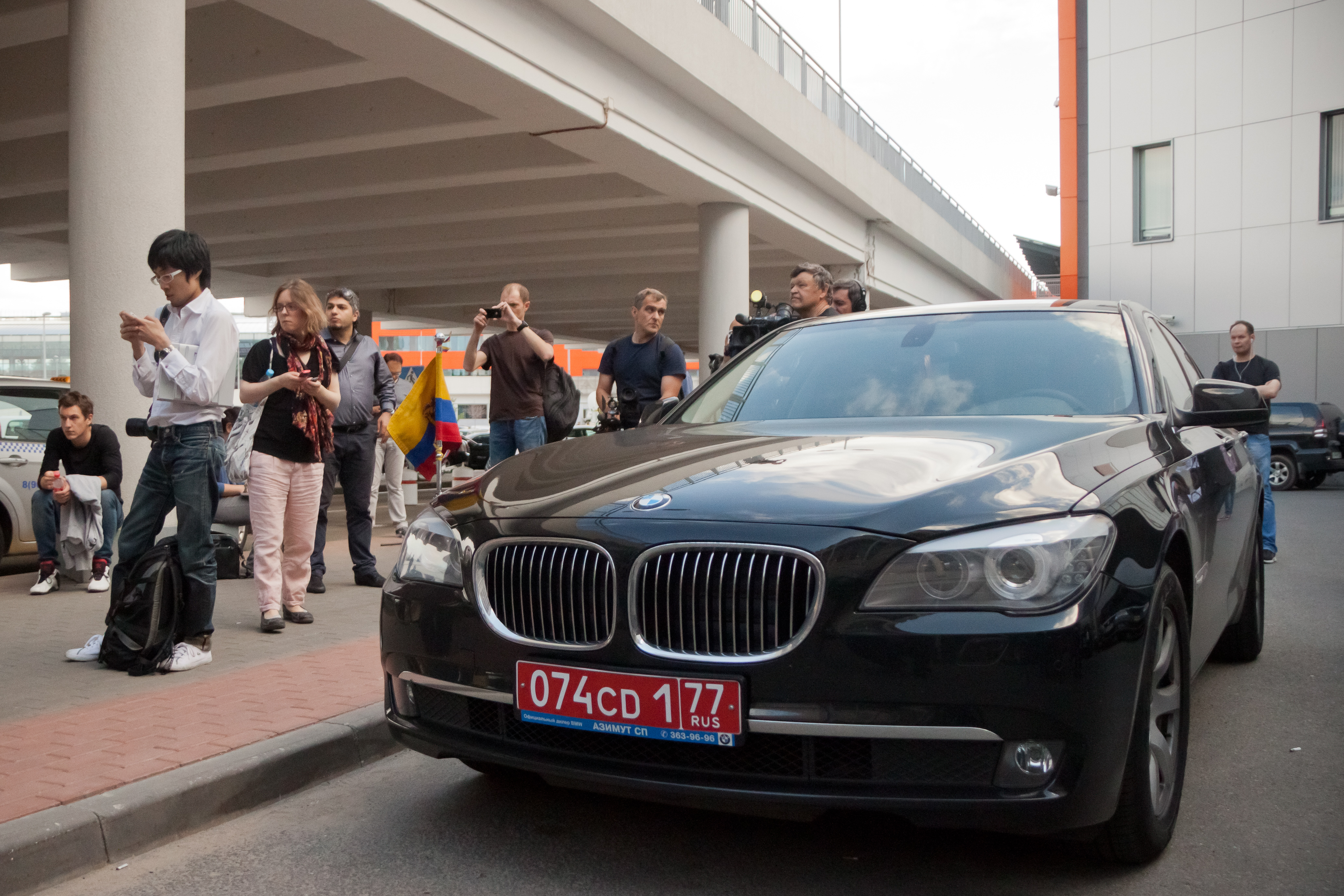
厄瓜多大使館迎接愛德華·斯諾登的汽車。

- 泰國皇家陸軍於泰國南部地區惹拉府的孔披朗區（英语：Krong Pinang District）遭遇伏擊並且造成8名士兵死亡。BBC新聞（页面存档备份，存于）
- 俄羅斯車臣共和國的北高加索動亂叛亂份子發起武裝衝突，造成1名警察死亡以及14人受傷。路透社（页面存档备份，存于）
- 3名在敘利亞內戰期間參與作戰的德國籍Grünhelme e.V.（德语：Grünhelme e.V.）援助工作者自5月19日開始失去聯絡，因而認為其在敘利亞北部城鎮遭到綁架。美聯社（页面存档备份，存于）
- 敘利亞陸軍在黎巴嫩的真主黨武裝部隊幫助下針對遭到叛軍佔領的霍姆斯發動大規模攻勢，最後成功重新佔領古賽爾地區。《耶路撒冷郵報（页面存档备份，存于）》

商業經濟
- 澳洲幣對上美元的兌換率降自從2010年以來的最低水平。《雪梨晨鋒報（页面存档备份，存于）》

災害事故
- 一架直升機於瑞士南部墜毀，包含飛行員在內的4名男子全部喪命。News24（页面存档备份，存于）
- 北阿坎德邦的立法委員聲稱2013年印度洪水已經造成當地有10,000多人死亡，而這個數據是原本官方所提供資料的10倍。《印度斯坦時報》
- 美國內華達州拉斯維加斯突然遭遇熱浪襲擊，造成數十人緊急送至醫院治療。《洛杉磯時報（页面存档备份，存于）》

國際關係
- 美國副總統喬·拜登要求厄瓜多應該拒絕愛德華·斯諾登所提出的庇護權申請。《獨立報（页面存档备份，存于）》

政治選舉
- 大批市民聚集在埃及開羅以抗議埃及總統穆罕默德·穆爾西。BBC新聞（页面存档备份，存于）
- 在美國總統巴拉克·歐巴馬訪問完南非索維托後不久，鎮暴警察便與當地的示威群眾爆發激烈衝突。News24（页面存档备份，存于）
- 前南非總統弗雷德里克·威廉·戴克拉克決定縮短他的歐洲訪問行程以返回南非探望身體欠佳的南非總統納爾遜·曼德拉。News24（页面存档备份，存于）
- 一場於俄羅斯聖彼得堡舉行的同性戀自豪遊行被警方要求強制停止並且有數十人遭到逮捕。《聖路易斯郵報[]》
- 巴西總統迪爾瑪·羅塞夫由於受到2013年巴西抗議運動的影響使得其民眾支持度降至20年以來的新低，根據民調機構數據頁報（英语：Datafolha）的輿論調查表示只有30％的人認為羅塞夫政府表現「優秀」或者「良好」。路透社（页面存档备份，存于）

體育競賽
- 2013年環法自行車賽於法國科西嘉島正式展開。《The Australian》

## 6月30日
武裝衝突

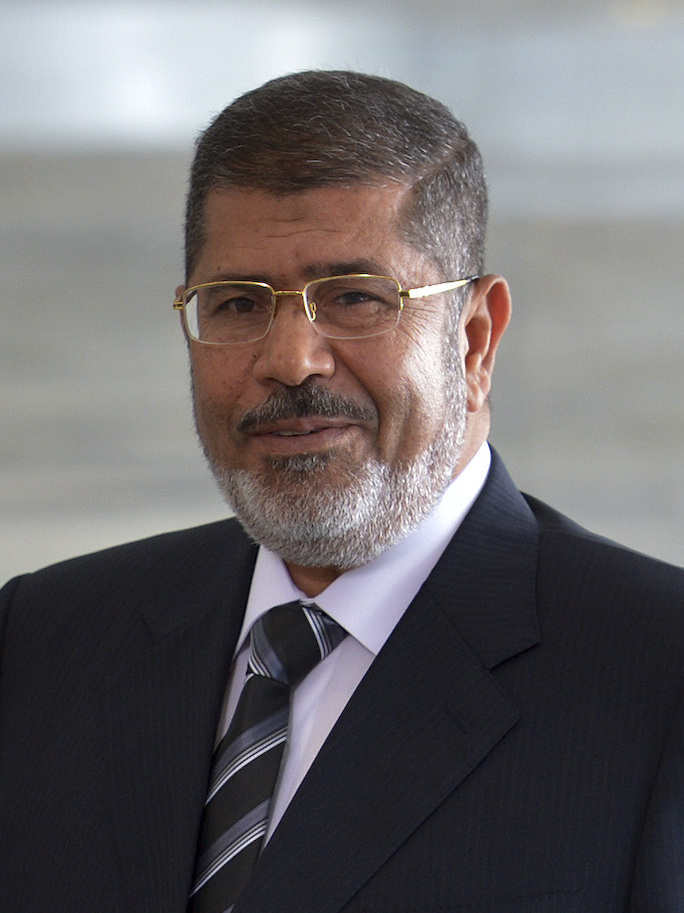
穆罕默德·穆爾西。

- 奈及利亞175名越獄的囚犯手持武器襲擊南部城市阿庫雷，並且殺害2名平民。路透社（页面存档备份，存于）
- 巴基斯坦游擊部隊在西北部的車隊展開炸彈襲擊，造成至少11人死亡與19人受傷。福斯新聞頻道（页面存档备份，存于）

災害事故
- 烏干達首都坎帕拉的一條聯絡用的繁忙高速公路上一輛油料車發生爆炸並且殺死30人。路透社（页面存档备份，存于）
- 美國西南部接連幾天數次遭遇幾乎要創下紀錄的熱浪襲擊，其中內華達州有一人因而喪命。福斯新聞頻道（页面存档备份，存于）
- 亞利桑那州亚内尔發生山火，至少19名消防隊員為了撲滅火勢而死亡。ABC News、KSAZ-TV

政治選舉
- 前菲律賓總統約瑟夫·艾斯特拉達宣誓就職新當選的菲律賓國家首都馬尼拉的市長。Rappler（页面存档备份，存于）
- 新上任的伊朗總統哈桑·魯哈尼批評伊朗伊斯蘭共和國廣播電視台於伊朗境內對於敘利亞內戰和伊朗綠色革命進行言論審查（英语：Censorship in Iran），同時他還表示伊朗在其外交政策（英语：Foreign relations of Iran）上須保持謹慎態度。半島電視台（页面存档备份，存于）
- 欧洲议会议长要求美國涉嫌從事間諜行動的作法有所解釋，然而不斷有新的資料表示美國國家安全局針對幾個歐洲國家進行情報蒐集，甚至美國駐義大利大使館還安設竊聽器等監視設備。對此許多歐洲國家領導人表示自己對於美國的作為感到非常失望，並且認為這個問題可能會帶來嚴重的政治和經濟後果。《衛報（页面存档备份，存于）》
- 數百萬名埃及民眾在穆罕默德·穆爾西就任埃及總統紀念日上走上街頭要求其辭職。路透社（页面存档备份，存于）
- 90,000人前往西班牙巴塞隆納的諾坎普球場參與由文化遺產保護委員會和加泰隆尼亞國民議會（英语：Assemblea Nacional Catalana）共同舉辦的加泰隆尼亞獨立音樂會「自由音樂會」（Concert per la llibertat）。Vilaweb（页面存档备份，存于）

體育競賽
- 大韓民國職業高爾夫球選手朴仁妃贏得2013年美國女子公開賽（英语：2013 U.S. Women's Open Golf Championship）冠軍，成為第四位在單一賽季奪得三大女子高爾夫球大賽（英语：Women's major golf championships）冠軍的女性。ESPN（页面存档备份，存于）
- 美國職業高爾夫球選手肯尼·佩里贏得冠軍巡迴賽（英语：Champions Tour）長春球員錦標賽（英语：Senior Players Championship）冠軍，這也是其首次於資深高爾夫球錦標賽（英语：Senior major golf championships）奪得勝利。ESPN（页面存档备份，存于）
- 2013年洲際國家盃上巴西國家足球隊以3比0擊敗西班牙國家足球隊。BBC體育（页面存档备份，存于）
- 獲得國家冰球聯盟第一選秀權（英语：List of first overall NHL draft picks）的科羅拉多雪崩選擇隸屬加拿大魁北克職業青年冰球聯盟（英语：Quebec Major Junior Hockey League）的選手內森·麥金農（英语：Nathan MacKinnon）。ESPN（页面存档备份，存于）